# Veszprém vármegye
Veszprém vármegye, 1950 és 2022 között Veszprém megye (németül: Komitat Weißbrunn, latinul: Comitatus Vesprimiensis, horvátul: Vesprimska županija) közigazgatási egység Magyarországon, a Dunántúlon, a Közép-Dunántúl régióban. 4463,65 km2-es területével hazánk kilencedik legnagyobb vármegyéje, amely Magyarország teljes területének mintegy 4,79%-át adja. Illetve közel 335 ezer fős lakosságával a 11. legnépesebb vármegyénk, ezzel hazánk népességének 3,49%-ával rendelkezik, népsűrűsége az országos átlag alatt van. Területe három nagy tájegységre, a Kisalföld déli részére, a Bakony hegységre és a Balaton-felvidékre bontható.
Északról Győr-Moson-Sopron vármegye és Komárom-Esztergom vármegye, keletről Fejér vármegye, délről a Balaton és Somogy vármegye, nyugatról pedig Vas vármegye és Zala vármegye határolja. Székhelye, egyben a Közép-Dunántúl harmadik, a Dunántúl nyolcadik és az ország 16. legnépesebb települése, "a királynék városának" is nevezett Veszprém. Második legnagyobb települése a barokk történelmi óvárosáról, református múltjáról és fürdőjéről nevezetes, "a Dunántúl Athénjének" is nevezett Pápa. De nevezetesebb települései közé tartozik a fontos ipari központ, a bányászati múltjáról és az üvegiparról ismert Ajka, a különleges elhelyezkedéséről és tavasbarlangjáról híres Tapolca, illetve gyógyvize, az Anna-bál és üdülővárosi múljta miatt fontos Balatonfüred. Az ország közepes nagyságú vármegyéihez tartozik.
A Dunántúl középső részén helyezkedik el, Magyarország egyik legváltozatosabb domborzatú megyéje. Északi része a Bakony vonulataival tagolt, amely hazánk egyik legnagyobb középhegysége, gazdag erdőségekkel és természeti kincsekkel. Délen a Balaton északi partvidéke húzódik, amely kiváló turisztikai célpont, szőlőtermesztéséről és üdülőhelyeiről híres. A vármegye középső részét a Veszprémi-fennsík uralja, míg a nyugati részen a Tapolcai-medence tanúhegyei emelkednek. A folyók közül kiemelkedik a Marcal, amely a megye nyugati részén halad át. A változatos táj kiválóan alkalmas túrázásra és természetjárásra.
A vármegye történelme gazdag és sokrétű, mivel már az őskorban is lakott terület volt. A római korban a Balaton-felvidék és a Bakony környéke Pannonia provincia része volt, ezt bizonyítják a feltárt villák és utak. A honfoglalás után a megye területén jelentős magyar törzsi szállásterületek alakultak ki, Veszprém városa pedig korán a királyi hatalom központjává vált. I. István király itt alapította az ország első püspökségeinek egyikét, valamint itt koronázták meg a magyar királynékat évszázadokon át. A török időkben a megye súlyosan megszenvedte a hadjáratokat, de a 18. században újjászületett, a barokk építészet virágzásával. A 20. században a megye jelentős ipari és kulturális központtá fejlődött, és ma is kiemelkedő szerepet tölt be Magyarország gazdasági és kulturális életében.

## Nevének eredete
Veszprém neve személynévből alakult ki magyar névadással. Az alapjául szolgáló személynév nyugati szláv eredetű, régi cseh alakja a Bezprem (makacs, önfejű, békétlen jelentésű) személynév. A város nevét valószínűleg I. Boleszláv lengyel király és felesége, Árpád-házi Judit gyermekéről, Veszprém lengyel fejedelemről kapta. Más elképzelés szerint a név egy helyi szláv vezető nevéből eredhetett, aki a honfoglalás idején a környéken élt.
További népszerű elmélet szerint szerint a név a szláv "bez" (nélkül) és "prěm" (akadály) szavak összetételéből ered, utalva a terület egyenetlen, dombos felszínére.
A város nevének eredetére vonatkozóan több legenda, népetimológiai elképzelés is született; például Bonfini szerint Gizella királyné "Vessz, prém!" felkiáltással mondott le drágakövekkel díszített bundájáról a székesegyház építése javára.

## Címer
A vármegye címere a történelmi múltat idézi, melyben kiemelt szerepet kapott a püspöki székhely és annak erődítménye. A zöld tölgyág a Bakony hegységre, a vármegye meghatározó természeti tájára utal.
A címeres pecsét feltehetően az 1550-es 62. törvénycikk alapján készült. Egy 18. század eleji leírás szerint a pecsét „három tornyos várat ábrázol, amelynek középső tornya (a katedrális templom…) Szent Imre várára utal, aki itt tett szüzességi fogadalmat, a liliom pedig ezt a tisztaságot szimbolizálja.” Az idők során a vármegye határait többször módosították. Megújított pecsétjét 1836-ban a magyar feliratú leírással hagyta jóvá az uralkodó.
A címer leírása: csücskös talpú pajzs, kék mezejében zöld hármashalmon ezüst quaderkövekből épült vár áll, felhúzott rácsos kapuval. A vár tetején három vörös csúcsú torony emelkedik, közülük a középsőből három zöld tölgyág nő, két aranyos makkal. A pajzsfő jobb oldalán fogyó ezüsthold, bal oldalán hatágú ezüstcsillag látható. A pajzsot korábban ötágú, drágakövekkel és gyöngyökkel díszített leveleskorona ékesítette, amely ma már nem használatos.

Veszprém vármegye történelmi címere

## Földrajz

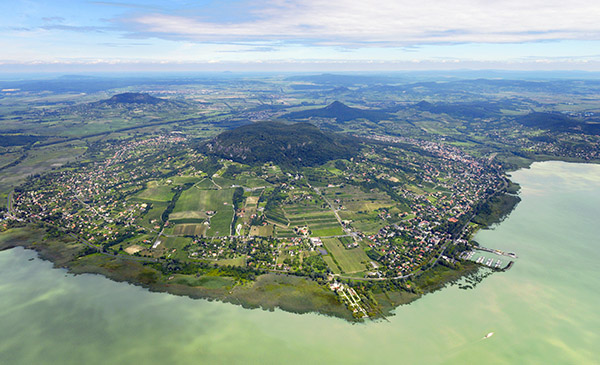
Tanúhegyek, Balaton-felvidék, légi felvétel

### Domborzat
Veszprém vármegye tájképe sokszínű, ami Magyarország egyik legváltozatosabb domborzatú megyei területeként ismert. Északon a magasabb, karsztos, dolomit- és mészkőalapú Bakony emelkedik, melynek legfőbb vonulatait a délbakonyi középhegység alkotja – e kiterjedt erdők mélyedésekkel, völgyekkel és meredek sziklafalakkal tarkított tája jellemzi. A térség legmagasabb pontja, a Kőris-hegy, mintegy 704–709 méteres csúcson helyezkedik el, ami az észak–nyugat felől érkező domborzati törésvonalak mentén emelkedik.
A vármegye középső része viszonylag laposabb, a Veszprémi-fennsík alkotja, amely enyhe domborzattal és kiegyenlítettebb felszínnel jellemzett. Innen dél felé haladva a Balaton-felvidék vidékére érünk, ahol a tanúhegyek – például a somlói és badacsonyi bazaltkúpok – markánsan megjelennek, elkülönülve a fennsíktól. Keleten a Keszthelyi-fennsík található, közte a mediterrán éghajlati jellemzőkkel is bíró Tapolcai- és Káli-medencével. Északi részére mélyen benyúlik a Kisalföld síksága.

Déli határát a Balaton északi partján húzódó üdülőövezet zárja le, ahol a domborzat lágyan lejt a tó felé. Itt a talaj jellegzetesen üledékes, a domboldalakon gyakran szőlőültetvények díszlenek. Nyugaton, a Tapolcai-medence és környezete határolja a területet, így a Bakony magaslatai mélyen benyúlnak a medence vonulatába.

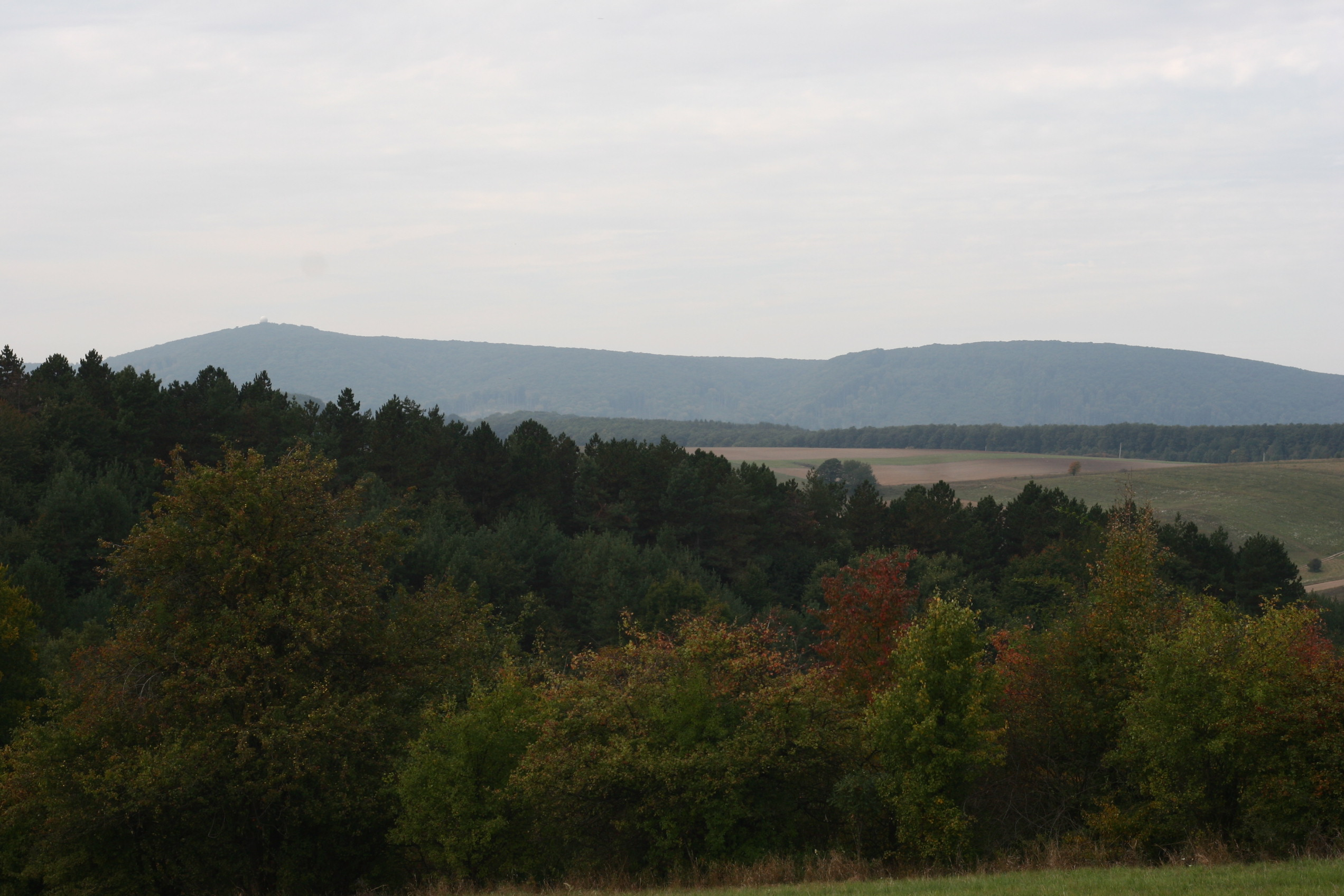
Kőris-hegy
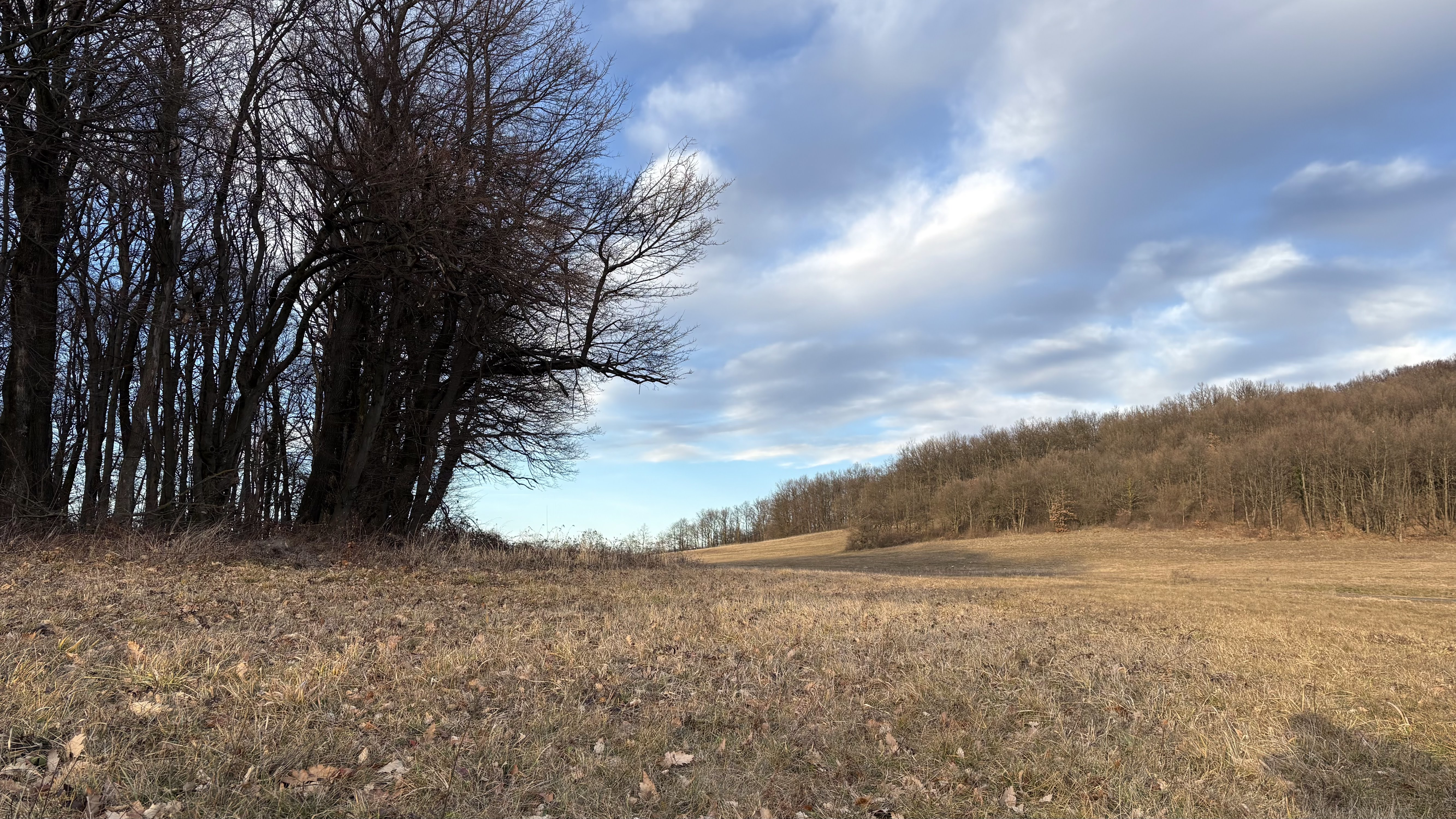
Bakony
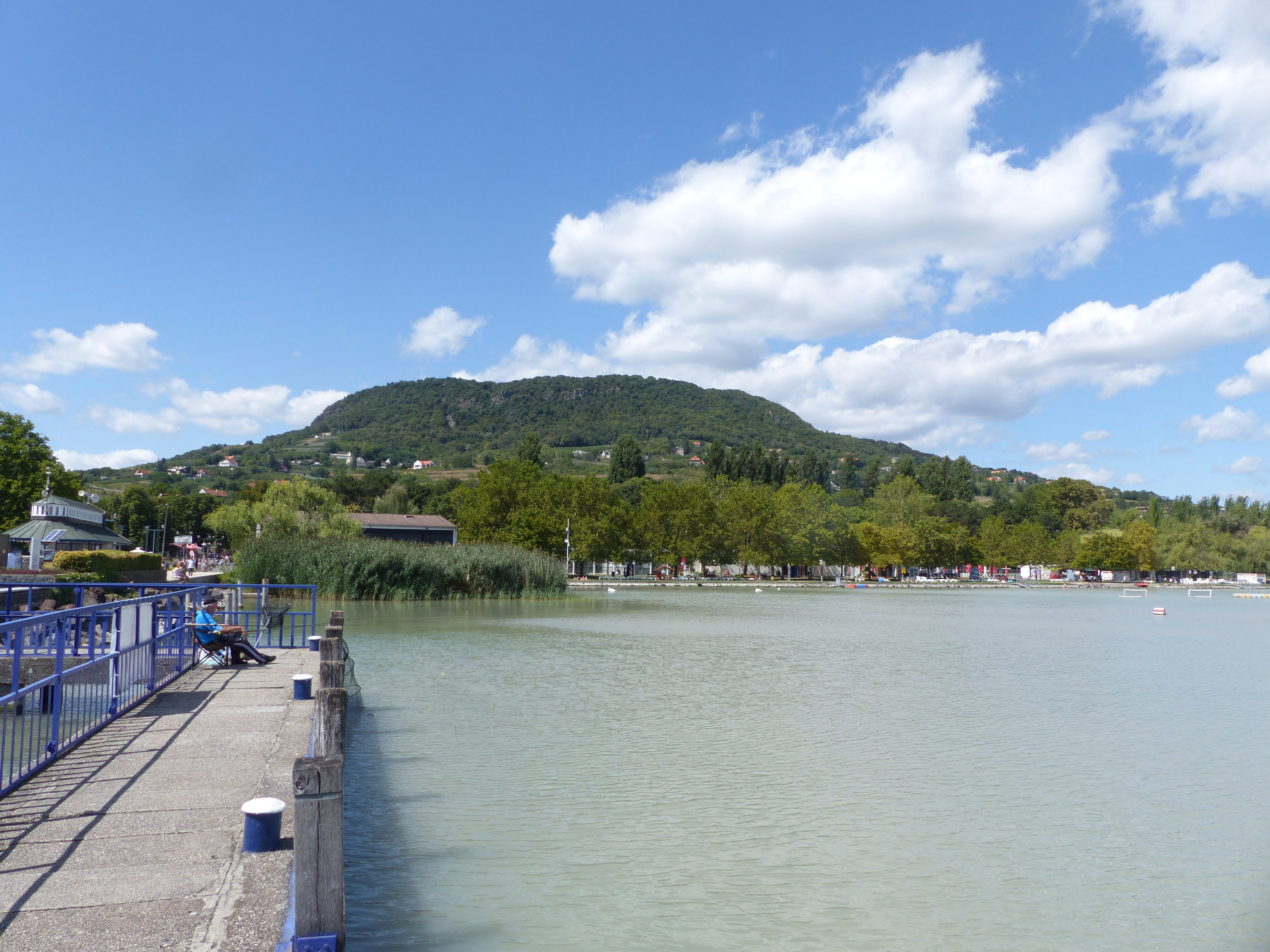
Badacsony
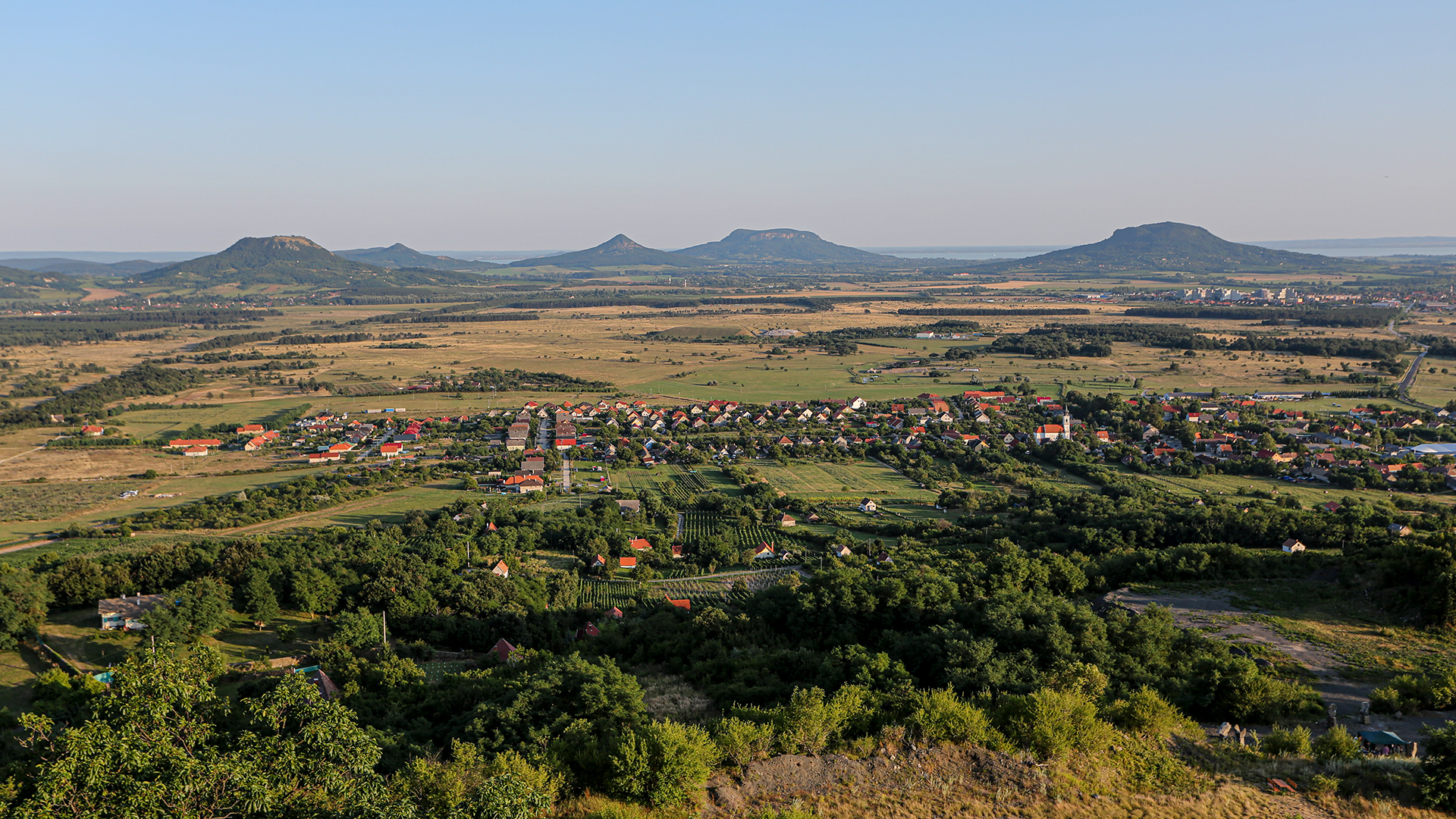
Tapolcai-medence

### Éghajlat
Veszprém vármegye éghajlata mérsékelt kontinentális típusú, de földrajzi helyzete és domborzata miatt mutat finom helyi eltéréseket. Az ország erre a térségre jellemző mérsékelt éghajlat a Köppen-féle Cfb osztályba sorolható, de a déli részeken, különösen a Balaton-felvidéken a mediterrán éghajlat hatásai is érezhetők.
Éves átlaghőmérséklete kb. 10,9 °C körül mozog. Januárban az átlagos középhőmérséklet –0,4 °C, a nyári maximum pedig júliusban eléri a 21,6 °C‑ot. A forró nyári napok jellemzőek: átlagosan 68 olyan nap van egy évben, amikor a napi középhőmérséklet meghaladja a 25 °C‑ot; például 2017. augusztusában a hőmérséklet helyenként akár 37 °C‑ig is emelkedett .
A csapadék mennyisége éves szinten 680–694 mm között alakul. A legtöbb csapadék tavasszal és nyár elején, különösen június és július körül esik –beérve 70–80 mm körüli havi összértékkel –, ami elősegíti az erdők dús lombját a hegyvidéki övezetekben. A legalacsonyabb csapadékmennyiség januárra esik, 42–45 mm átlaggal.
Az éjszakai és nappali hőmérséklet-különbségek mérsékeltek, de a hegyvidéki és medencejellegű területek között lehetnek jelentősebb eltérések. Télen gyakori a fagy –ózonnal is előfordul–, míg nyáron a Bakony és a medencék közelsége elegendő hőmérsékleti ingadozást biztosít . A relatív páratartalom viszonylag magas, télen 80 % körüli, míg nyáron kissé csökken 65–70 %-ra . A szél átlagosan enyhe vagy mérsékelt, a téli hónapokban kissé erősebb, különösen a hegyeket érintő szélcsatornák mentén.
A napsütéses órák száma éves szinten kb. 1 900 óra, ez kedvező arány, különösen a Balaton-felvidéken, ahol a mediterrán hatás mihamarabb napos időkkel társul. Ez az éghajlati adottság teszi kiválóvá a környéket szőlő- és bortermelés céljára, például a somlói, badacsonyi régiókban.

### Geológia
Földtani felépítése rendkívül változatos, alapját a mezozoikum tengeri üledékei, a miocén–pliocén vulkáni események, valamint a kvartérium folyamatainak lenyomatai képezik. A megye északi részén, a Bakony-hegységben triász és jura időszaki mészkövek és dolomitok építik fel a meredek, tagolt domborzatot, ahol a karsztosodás számos barlangot és paleodolintát – például a Veszprémi-fennsík karsztrendszerének jellemző formáit – hozott létre. A Bakonyt töréses, pikkelyes szerkezet jellemzi, ami a mezozoikum alapkőzetének változatos egységeit mozgatja egymáshoz képest.
Dél felé haladva a geológiai képet a pliocén–pleisztocén vulkanizmus színesíti. A Balaton-felvidéken, különösen a Tapolcai-medencében tanúhegyek, például Badacsony, Szent György-hegy, Gulács és Csobánc emelkednek bazaltkupola-formában, melyek a fiatal vulkanikus aktivitás maradványai. A bazaltos kőzetek gyakran xenolitokat, például lherzolitot és websteritet tartalmaznak, amelyek akár Mars-meteoritok anyagához is hasonlíthatók.
A megye középső része, a Veszprémi-fennsík, jellemzően karsztos dolomitfennsík, ahol a neogén–kvaterner folyamatok során lösz és vörös agyag üledékek halmozódtak fel a felszíni formák mélyedéseiben, így kialakítva paleodolintákat, amelyek mai arculatukban is az aktív felszínalakulás részei.
Nem elhanyagolhatók továbbá a késő-kréta időszakból származó üledékek sem. A Csehbánya formáció tagjai – homokkő, konglomerátum, agyag – jelen vannak Veszprém megye területén, ami azt mutatja, hogy valamikor ártéri/lápi környezet uralkodott itt. Ezen felül a megye nyugati és keleti peremein előforduló vöröshomokkő-perm konglomerátum rétegek bányászata is beszédes a régió változatos kristályos és üledékes alapjairól.
A megye nyersanyagkincsei között jelentős a bauxit, lignit és bazalt előfordulása, valamint a mészkő- és dolomitbányászat. A bauxitkitermelés hatására azonban a karsztforrások vízhozama csökkent, mely szintén tanúskodik a szerkezeti és időbeli összefüggésekről. A bazaltkibukkanásokhoz kapcsolódóan a Tapolcai-medence térségében számos mesterséges és természetes barlang található.

### Vízrajz
Vízrajza nagyon változatos és gazdag, amelyet a térség földtani és domborzati adottságai határoznak meg. A megye nyugati határát több szakaszon a Marcal folyó jelöli, amely a Dunába torkolló fő vízfolyás, és meghatározó szerepet játszik az ezen térség vízgazdálkodásában és élővilágában. A Bakonyból eredő kisebb patakok – mint például a Séd-patak – végigkísérik a megyeszékhelyi tájat: a Veszprémen áthaladó 70 km hosszú Séd a Bakony mélyéből hajtva a Sárvízbe ömlik.
A felszíni vizek rendszerét tekintve Veszprém megyében elsősorban ezek a folyók és patakok formálják a vízrajzot. A Marcal és a Séd mellett további bakonyi vízgyűjtőkből származó kisebb hidrológiai hálózatok találhatók, amelyek tavaszi–nyári időszakokban kritikusak a térség vízkészletének pótlásában és táji karakterének fenntartásában .
A Balaton északi partja szintén jelentős vízrendszert képez, noha maga a tó hivatalosan nem Veszprém megye kizárólagos vízterülete. Azonban a Balaton vízgyűjtőjéhez tartozó Zala folyó és a Sió csatorna hatással vannak a térség vízelvezetésére, vízforgalmára. A Balaton mint sekély rift-tó speciális mikroklímát és vízháztartási viszonyokat alakít ki a megye déli térségében.
A felszín alatti vizek szerepe sem elhanyagolható, hiszen a karsztosodó dolomit- és mészkőalapú Bakony egészében jelentős vízadó rétegeket hordoz. A barlangrendszerek és karsztforrások – amelyeket különösen a Veszprémi-fennsík területén figyelhetünk meg – fontos ivóvízbázisokat szolgálnak, egyben az ökológiai stabilitás zálogai is.

Kisebb állóvizek – mint halastavak vagy természetes eredetű tómedrek – a megyében számos helyen előfordulnak, különösen a területrendezési és agrár-felszíni víz tározási célú megoldásokban játszanak szerepet. Szintén nem ritkák az egykori bányameddők vízzel feltöltött medencéi, amelyek mikrovíztározóként jelennek meg a tájban.

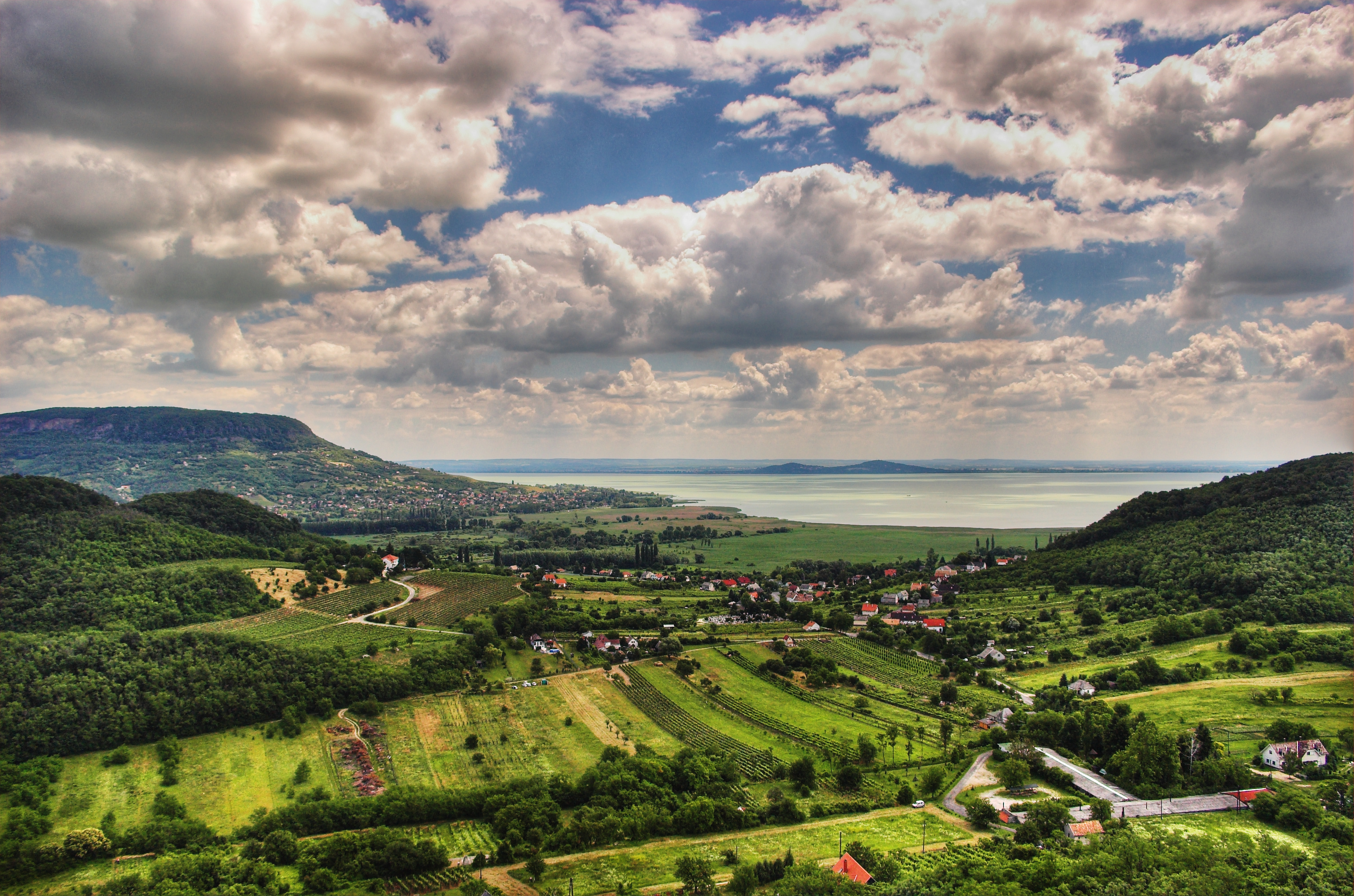
Balaton
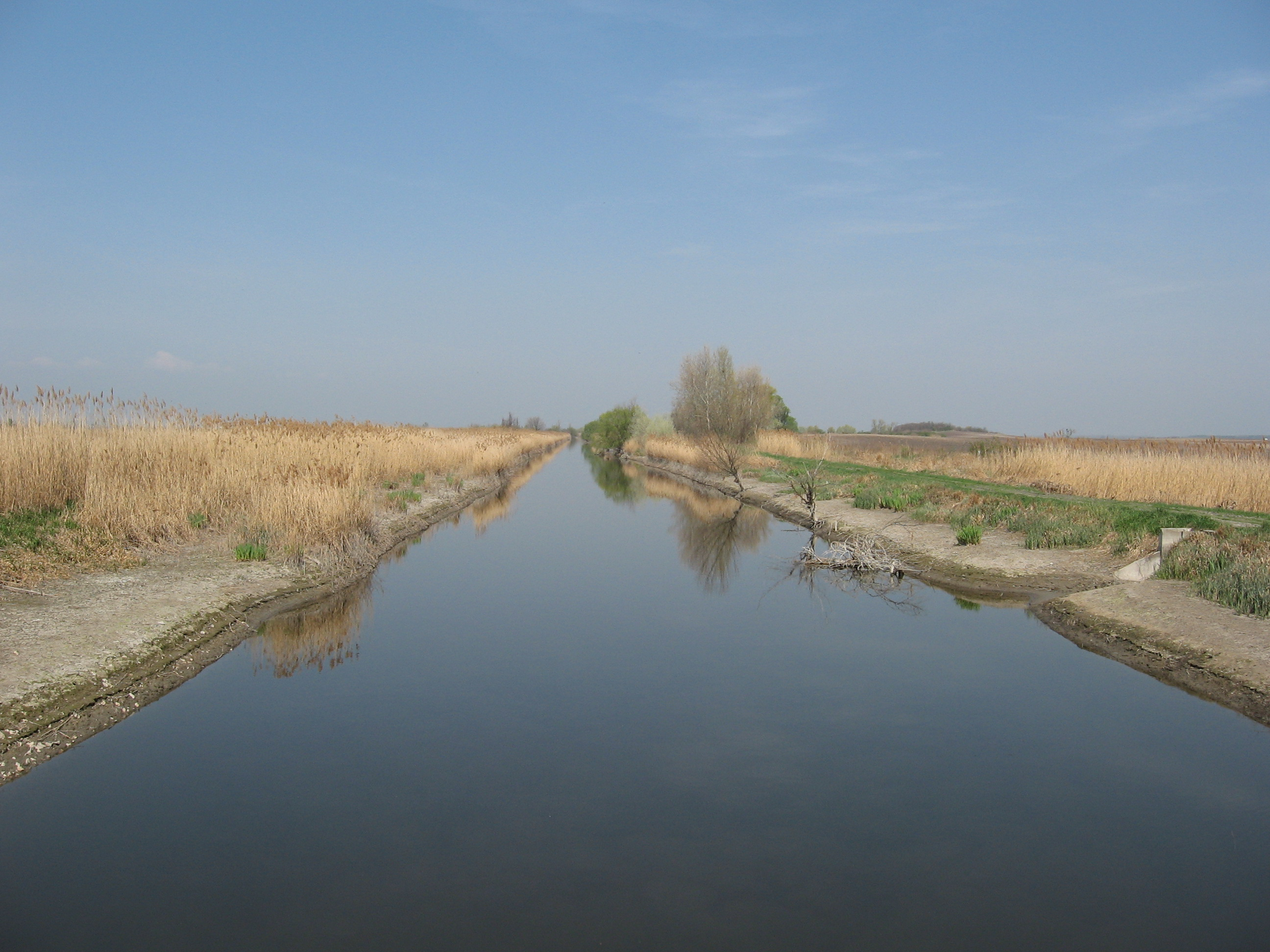
Sárvíz
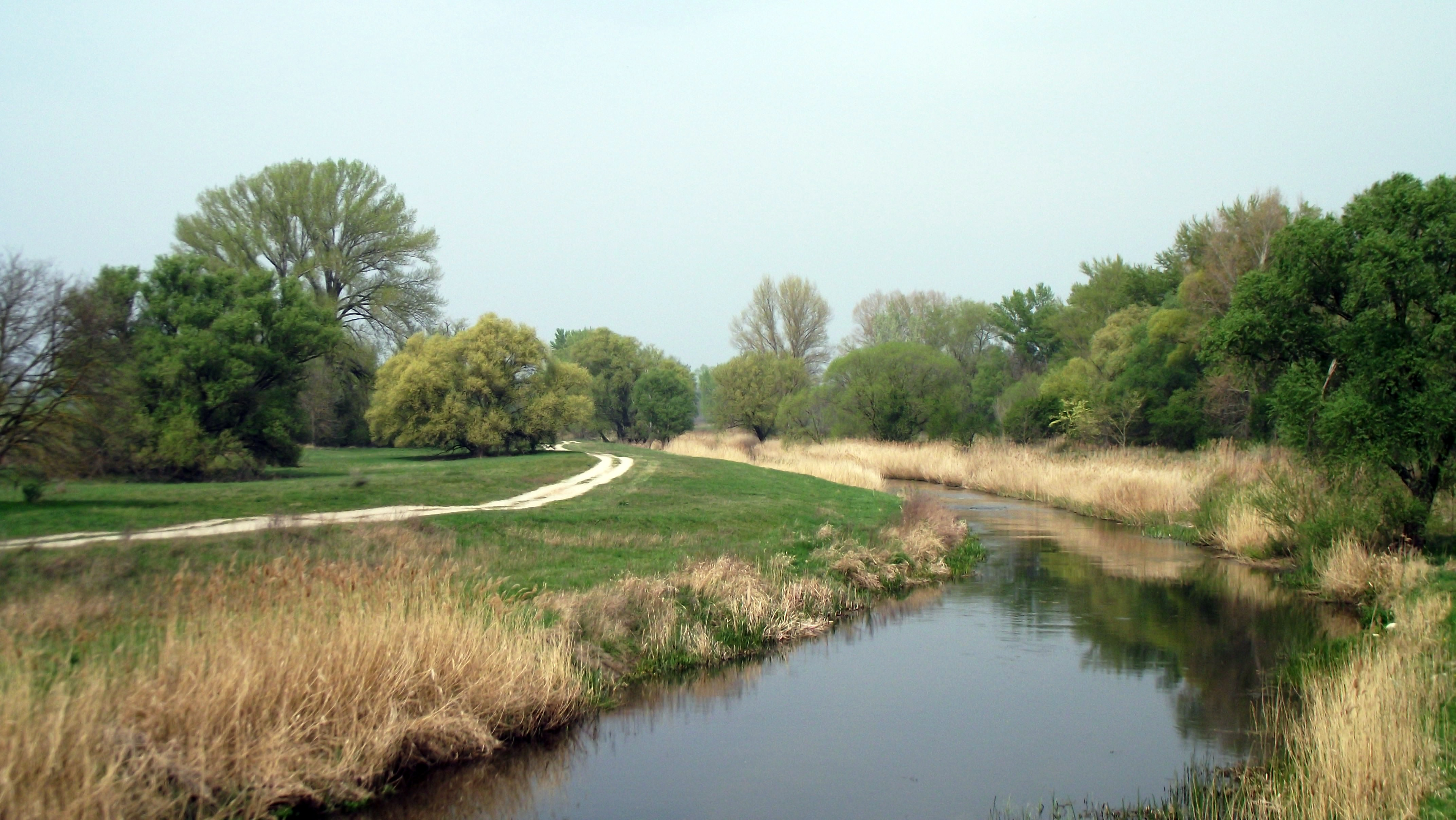
Marcal
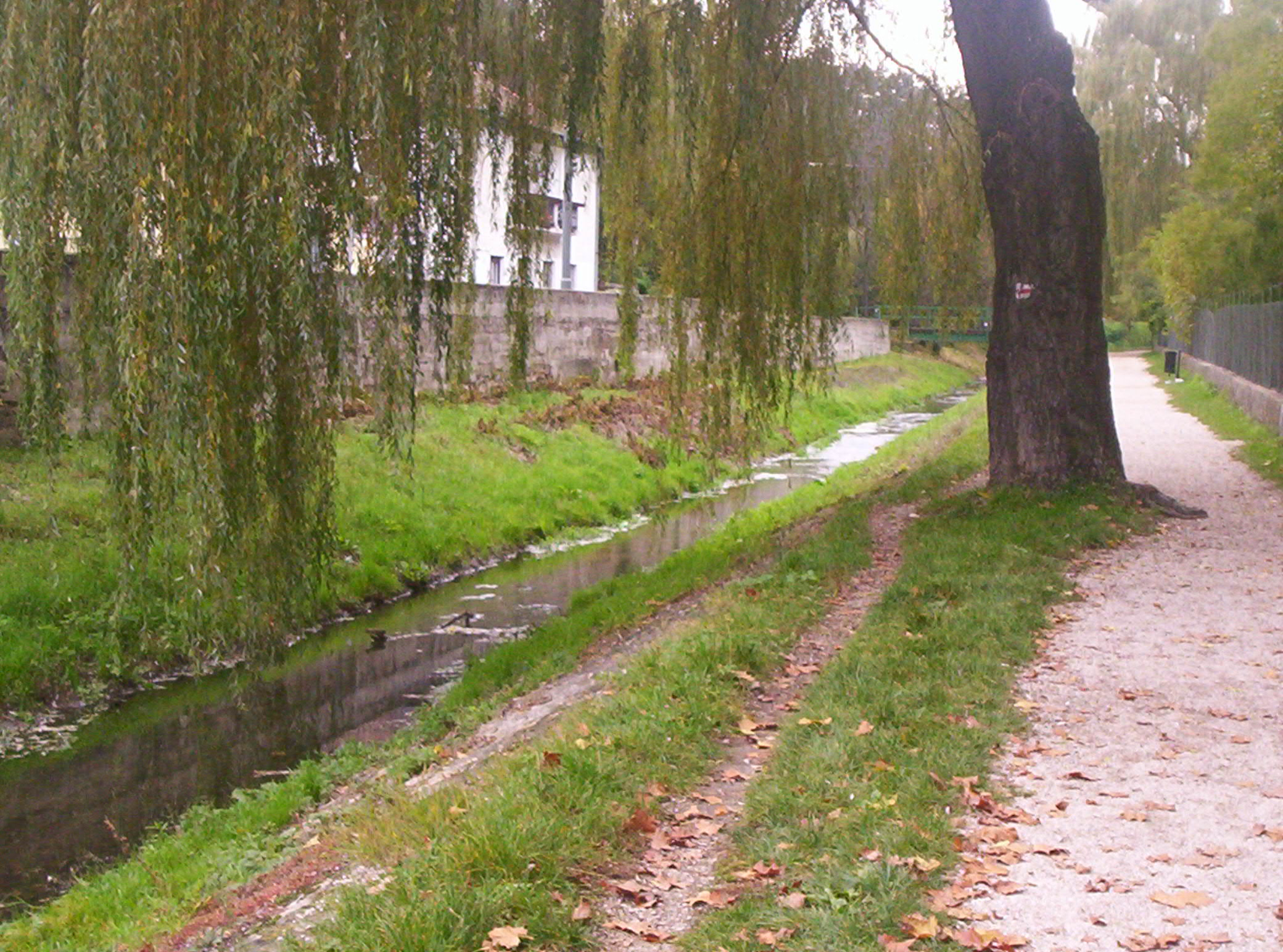
Séd

Legfontosabb természetes vize a Balaton.
Folyóvizei:
- Bittva (patak)
- Cuha
- Eger-víz (patak)
- Gaja
- Gerence
- Hajagos-patak
- Lovasi-séd
- Marcal
- Rába
- Séd
- Torna

### Élővilág, természetvédelem
A vármegye élővilága sokszínű, a térség változatos domborzata, geológiai adottságai és az évezredes emberi jelenlét alakította. Az ország harmadik legerdősebb megyéje (30%). A Bakony sziklás, karsztos erdeiben természetes erdőtársulások – mint a cseres- és gyertyános tölgyesek – mellett előfordulnak molyhos tölgyesek és sziklagyepek is. Ezek az élőhelyek számos védett növény- és állatfajnak – például sziklai sásnak, pilisi bükkönynek – adnak otthont.
A Tapolcai-medence tanúhegyein – például a Szent György- és Badacsony-hegyen – a bazaltfelszínek miatt különösen gazdag a pusztafüves sztyepprétek és sziklai élőhelyek előfordulása. Az itt élő speciális fajok között megtalálhatók ritka orchideák, prekambriumi zuzmók, illetve a bazaltorgonák között fészkelő denevérek is. A tapolcafői Örvénytó mint ritka forráshatású élőhely, világszinten is különleges, értékes, szűken körülhatárolt ökoszisztéma. Tihany térsége emellett híres levendulaföldjeiről.
A megye számos vízpart menti védett helyszínnel is büszkélkedhet. A Kígyós-patak több mint horgászhely—mert a kereszteződésében kialakított holtágak, halastavak számos vízi madárnak és békafajnak biztosítanak élőhelyet. Ezek mellett a kis vízfolyások mentén horgászható kisvizes rendszerek is segítik az ökoszisztémák fenntartását.
Természetvédelem szempontjából a megye fontos egysége a Balaton-felvidéki Nemzeti Park, amely Veszprém megyében öt nagyobb részterülettel van jelen – a Tihanyi-félszigettől a Tapolcai-medencéig. Emellett három tájvédelmi körzet és húsznál több országos jelentőségű természetvédelmi terület gondoskodik a védelmi háttérről. Az ex lege védett lápok, források, szikes tavak, valamint helyi természetvédelmi oltalmat élvező sziklák és dombok („természeti emlékek”) sokasága – több mint ötven helyi jelentőségű terület – segíti megőrizni a megye természeti gazdagságát.

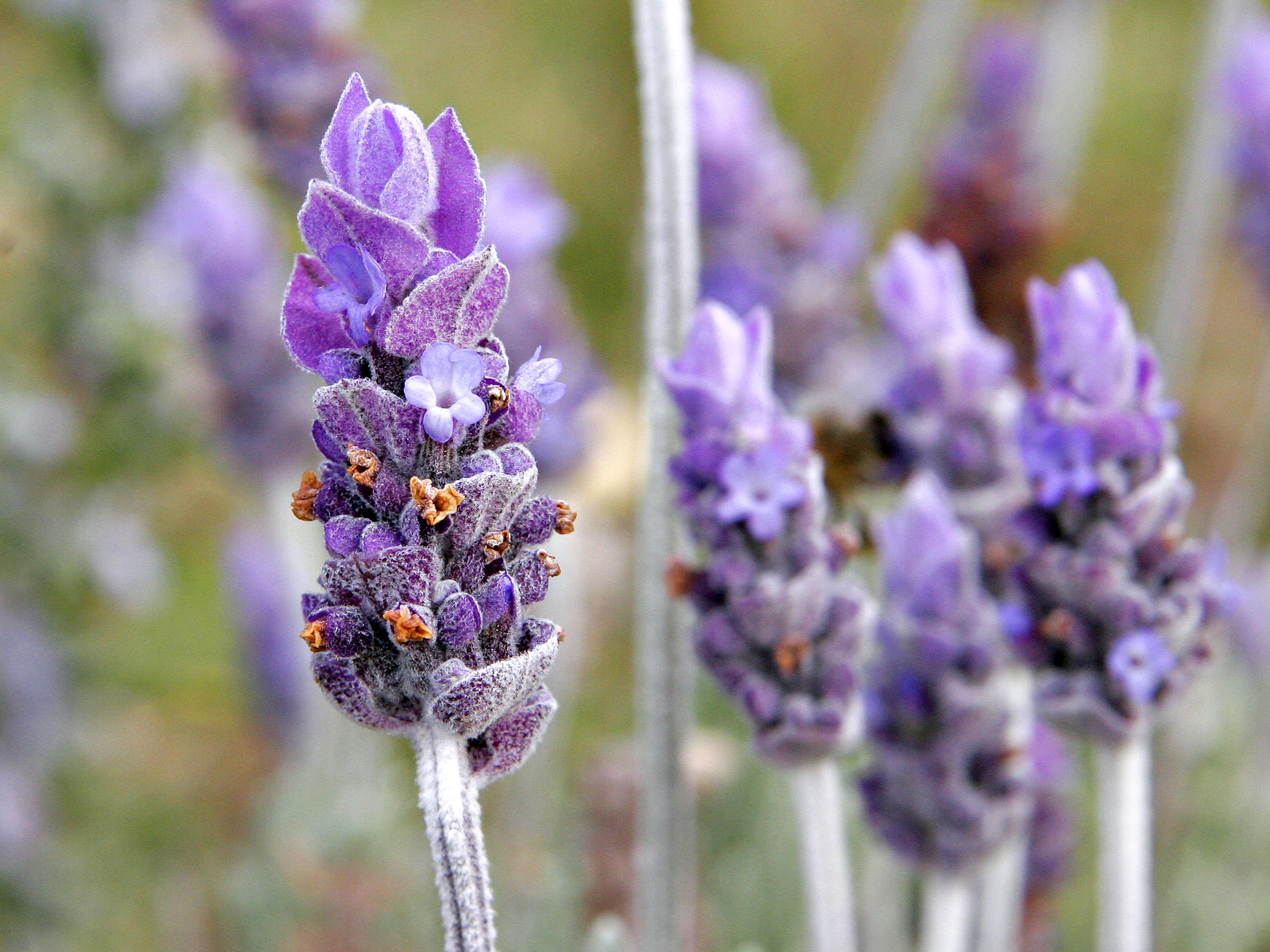
A levendula a tihanyi térség egyik jellemzője

A Natura 2000 hálózat keretében a megye érintett mind „Special Protection Areas” (madárvédelmi), mind „Special Areas of Conservation” (élőhelyvédelmi) kategóriákban. Ez Magyarország egészének élettérvédelmi rendszeréhez kapcsolódva biztosítja az élőhelyek és fajaik hosszú távú fennmaradását. A helyi, közösségi természetvédelmi kezdeményezések, tanösvények és környezeti nevelési programok is – mint például a Séd-völgyi természetkapcsolati séták vagy a Tapolca Forrás Tanösvény – erősítik a lakossági tudatosságot és környezeti nevelést.

### Különleges földrajzi pontjai
- Legkisebb települések:
  - a megye legkisebb városa Badacsonytomaj (Tapolcai járás)
  - a megye legkisebb települése Megyer (Sümegi járás)
  - a megye legkisebb nagyközsége Révfülöp (Tapolcai járás)
- Legnépesebb települések:
  - a megye legnépesebb községe Csabrendek (Sümegi járás)
  - a megye legnépesebb nagyközsége Pétfürdő (Várpalotai járás)
  - a megye legnépesebb települése Veszprém (Veszprémi járás)
- Szélső települések égtájak szerint:
  - a megye legdélibb települése Badacsonytomaj (Tapolcai járás),
  - a megye legészakibb települése Malomsok (Pápai járás),
  - a megye legkeletibb települése Ősi (Várpalotai járás),
  - a megye legnyugatibb települése Zalaerdőd (Sümegi járás).
- Tengerszint feletti magasság:
  - legmagasabb pontja: Kőris-hegy (709 m)

## Történelem
Veszprém megye területe már az ősidők óta lakott vidéknek számít. Régészeti leletek bizonyítják, hogy az emberi jelenlét nyomai több tízezer évre nyúlnak vissza. A lovasi község közelében feltárt őskori lelőhelyeken végzett kutatások szerint már mintegy 80 ezer évvel ezelőtt megtelepedett itt az ősember, aki a Veszprémi-fennsík déli peremén vörös festékanyagot – vélhetően hematitot – bányászott, melyet vélhetően díszítéshez, rituális célokra, vagy akár bőrbarkácsoláshoz is használt. A bronzkorban az ember fokozatosan behatolt a Bakony sűrű, vadregényes rengetegeibe, ahol új életformát alakított ki, megművelve a földet és kiaknázva a táj nyújtotta természeti erőforrásokat.
A vaskor idején a Balaton-felvidék kiemelkedő magaslataira, stratégiailag előnyös pontjaira földvárakat építettek, ezek az erődített települések védelmet nyújtottak a portyázó ellenséggel szemben, miközben a közösségi élet központjaivá is váltak. A rómaiak a Kr. u. 1. században hódították meg a térséget, és a római Pannonia provincia részeként fejlett infrastruktúrát, villagazdaságokat, utak és vízvezetékek hálózatát hozták létre. A római jelenlét emlékei Veszprém megye több településén is fellelhetők, de kétségkívül a legjelentősebb és leglátványosabb maradványok a Balácapusztán található római kori villagazdaság területén lelhetők fel, a mai megyeszékhely, Veszprém közvetlen közelében. Itt a gazdasági központ mellett mozaikdíszes lakóépületek, fürdők és templomok romjai is előkerültek.
A honfoglalást követően, 896 után a magyarság szinte azonnal benépesítette a mai megye területét. A térség kiemelt szerepet játszott az új magyar államszervezet létrehozásában. A keresztény magyar állam megalapítása szorosan összefonódott Veszprém városával: itt jött létre az első magyar keresztény püspökség, amely azóta is meghatározó szerepet tölt be a hazai egyházi struktúrában – ma már érseki rangban. Az államalapító Szent István király különösen fontosnak tartotta Veszprémet, nemcsak államigazgatási és egyházi központként, hanem személyes életében is. Felesége, Gizella királyné gyakran tartózkodott a városban, amely azóta is büszkén viseli a „királynék városa” elnevezést.
A középkor folyamán a megye több települése is jelentős szerephez jutott. A vármegye jogállása és kiváltságai különösen erőteljes fejlődést tettek lehetővé. A török hódoltság idején azonban súlyos pusztítások érték a térséget. A hódítók dúlása következtében a települések többsége elnéptelenedett vagy teljesen elpusztult. A lakosság egy része elmenekült, másokat elhurcoltak vagy megölték, így a térség évszázadokra elvesztette korábbi virágzását.
A 18. század során azonban a megye újra benépesült, részben természetes szaporulat, részben pedig célzott betelepítési programok révén. A Habsburgok által szervezett telepítések során jelentős német és szlovák nemzetiségű közösségek érkeztek, akik új kultúrát, hagyományokat, vallási szokásokat és gazdasági tevékenységeket honosítottak meg, többek között új kézművesipari ágakat. A történelmi okokból kifolyólag ezek a nemzetiségi közösségek leginkább a bakonyi településeken telepedtek le, és több száz éven át szerves részét képezték a megye társadalmi-kulturális szövetének.
A reformkor eszméi a 19. században a megyében is termékeny talajra leltek. A szabadságharc idején a Bakony sűrű rengetegei számos bujdosónak és szabadcsapatnak biztosítottak menedéket. A református szellemi élet központjává vált Pápa városa, amely híres iskoláiról és kollégiumairól, a korszak haladó gondolkodásának egyik bölcsője lett.
Területe az idők folyamán többször is változott. A megyerendszer kialakulásakor hozzá tartozott Siófok és Tolna vármegye egy része is, viszont nem képezte részét a Balaton-part Káptalanfüredtől nyugatra eső része. Legnagyobb kiterjedését az 1970-es években érte el, amikor Keszthely és környéke is hozzá tartozott, ami mára (újra) Zala vármegye területére került. 1992 óta több hullámban váltak ki települések a megye északi és (gazdaságilag fejletlenebb) északnyugati részén, hogy csatlakozzanak Győr-Moson-Sopron megye területéhez.
Ezek a települések:
- Csikvánd, Gyarmat, Szerecseny (1992. január 1.)
- Lázi, Bakonypéterd (1999. június 30.) Zirci kistérségből a Tét-pannonhalmi kistérségbe
- Fenyőfő, Bakonygyirót, Bakonyszentlászló, Románd, Sikátor, Veszprémvarsány (2002. október 20.) Pápai és Zirci kistérségből a Pannonhalmai kistérségbe.

## Közigazgatási beosztás 1950–1990 között

### Járások 1950–1983 között
Veszprém megyéhez az 1950-es megyerendezés előtt hat járás (Devecseri, Enyingi, Pápai, Veszprémi, Zirci és a Zala megyétől 1946-ban ide csatolt Balatonfüredi) tartozott. A megyerendezéskor elcsatolták Fejér megyéhez az Enyingi járást, viszont Zalától ide került a Keszthelyi, a Sümegi és a Tapolcai járás, így 1950. március 16-ától nyolc járás volt Veszprém megye területén.
Az 1950-es járásrendezés során Veszprém megyében csupán a járáshatárok kisebb kiigazítására került sor, így a tanácsrendszer bevezetésekor nyolc járási tanács alakult a megyében (Balatonfüredi, Devecseri, Keszthelyi, Pápai, Sümegi, Tapolcai, Veszprémi és Zirci).
Ezt követően 1983-ig a nyolcból három járás szűnt meg: a Balatonfüredi 1956-ban (beolvadt a Veszprémi járásba), a Sümegi 1966-ban (felosztották a Devecseri, a Keszthelyi és a Tapolcai járás között), végül a Zirci 1970-ben (felosztották a Pápai és a Veszprémi járás között). 1971-ben a Devecseri járás székhelyét áthelyezték a már 1959 óta városi rangot viselő és továbbra is erősen fejlődő Ajkára, elnevezését ennek megfelelően Ajkai járásra változtatva. (A tanácsrendszer 40 éve alatt ez kivételes esemény volt, összesen csupán négy esetben helyeztek át járási székhelyet.) 1978 végén került sor a tanácsrendszer időszakának legnagyobb megyehatár-módosítására, amikor a Keszthelyi járást és Keszthely városát Veszprém megyétől átcsatolták Zala megyéhez. A járások megszűnésekor, 1983 végén tehát a megyéhez négy járás tartozott (Ajkai, Pápai, Tapolcai és Veszprémi).

### Városok 1950–1983 között
Veszprém megye területén az 1950-es megyerendezés idején két megyei város volt, a megyeszékhely Veszprémen kívül Pápa. 1983-ig további öt település szerzett városi rangot: 1951-ben Várpalota, 1954-ben Keszthely, 1959-ben Ajka, 1966-ban Tapolca és 1971-ben Balatonfüred. Keszthelyt azonban 1978 végén a Keszthelyi járással együtt Zala megyéhez csatolták, így 1983 végén a megyében hat város volt.
A tanácsok megalakulásától 1954-ig Veszprém jogállása közvetlenül a megyei tanács alá rendelt város volt, és ez lett a rangja az 1951-ben várossá alakult Várpalotának is, míg Pápa közvetlenül a járási tanács alá rendelt városként a Pápai járáshoz tartozott. 1954-től a megye valamennyi városának rangja járási jogú város lett, majd 1971-től egyszerűen város.

### Városkörnyékek 1970‑1983 között
Veszprém megyében már a járások megszűnése előtt mind a hat város városkörnyékközpont lett (Veszprém 1970-ben, Ajka, Tapolca és Várpalota 1977-ben, Pápa 1978-ban, Balatonfüred pedig 1981-ben). Balatonfüred 1956 óta, Várpalota pedig soha korábban nem volt járási székhely, a másik négy város viszont az maradt városkörnyékközpontként is.

### Városok és városi jogú nagyközségek 1984‑1990 között
1984 elején az ország összes járása, így a Veszprém megyében található négy is (Ajkai, Pápai, Tapolcai és Veszprémi) megszűnt. A hat meglévő városhoz (Ajka, Balatonfüred, Pápa, Tapolca, Várpalota és Veszprém) csatlakozott Sümeg és Zirc, és mindegyik város egyben városkörnyékközpont is volt. Emellett városi jogú nagyközséggé és így nagyközségkörnyék-központtá alakult Balatonalmádi, mely 1989-ben kapott városi rangot, kilencedikként a megyében.

## Önkormányzat és közigazgatás

### Vármegyei közgyűlés
A vármegye önkormányzatának legfőbb döntéshozó testülete. Tagjai a választópolgárok által ötévente, az önkormányzati választásokon megválasztott képviselők. A közgyűlés feladatai közé tartozik a megyei fejlesztési tervek, közlekedési, területrendezési és gazdaságfejlesztési programok kidolgozása és elfogadása, valamint az európai uniós források felhasználásának koordinálása. Mivel a vármegyei önkormányzatok nem tartoznak közvetlenül az oktatási, egészségügyi vagy szociális intézmények fenntartásához, inkább stratégiai, területfejlesztési szerepük van. A közgyűlést az elnök vezeti, aki a testület tagjai közül kerül megválasztásra.
A 2019-es magyarországi önkormányzati választáson megválasztott Veszprém megye közgyűlése 17 képviselőből állt, az alábbi pártösszetétellel:
| Párt | Párt                  | Mandátum | 2019-2024 megyei közgyűlés | 2019-2024 megyei közgyűlés | 2019-2024 megyei közgyűlés | 2019-2024 megyei közgyűlés | 2019-2024 megyei közgyűlés | 2019-2024 megyei közgyűlés | 2019-2024 megyei közgyűlés | 2019-2024 megyei közgyűlés | 2019-2024 megyei közgyűlés | 2019-2024 megyei közgyűlés |
| ---- | --------------------- | -------- | -------------------------- | -------------------------- | -------------------------- | -------------------------- | -------------------------- | -------------------------- | -------------------------- | -------------------------- | -------------------------- | -------------------------- |
|      | Fidesz-KDNP           | 10       |                            |                            |                            |                            |                            |                            |                            |                            |                            |                            |
|      | Jobbik                | 2        |                            |                            |                            |                            |                            |                            |                            |                            |                            |                            |
|      | Demokratikus Koalíció | 2        |                            |                            |                            |                            |                            |                            |                            |                            |                            |                            |
|      | Mi Hazánk Mozgalom    | 1        |                            |                            |                            |                            |                            |                            |                            |                            |                            |                            |
|      | Momentum Mozgalom     | 1        |                            |                            |                            |                            |                            |                            |                            |                            |                            |                            |
|      | MSZP                  | 1        |                            |                            |                            |                            |                            |                            |                            |                            |                            |                            |

A 2024-es magyarországi önkormányzati választáson megválasztott Veszprém vármegye közgyűlése 17 képviselőből áll, az alábbi pártösszetétellel:
|  | Fidesz-KDNP           | 11 |  |  |  |  |  |  |  |  |  |  |  |
|  | Mi Hazánk Mozgalom    | 2  |  |  |  |  |  |  |  |  |  |  |  |
|  | Momentum Mozgalom     | 2  |  |  |  |  |  |  |  |  |  |  |  |
|  | Demokratikus Koalíció | 2  |  |  |  |  |  |  |  |  |  |  |  |

### A Vármegyei Közgyűlés elnökei

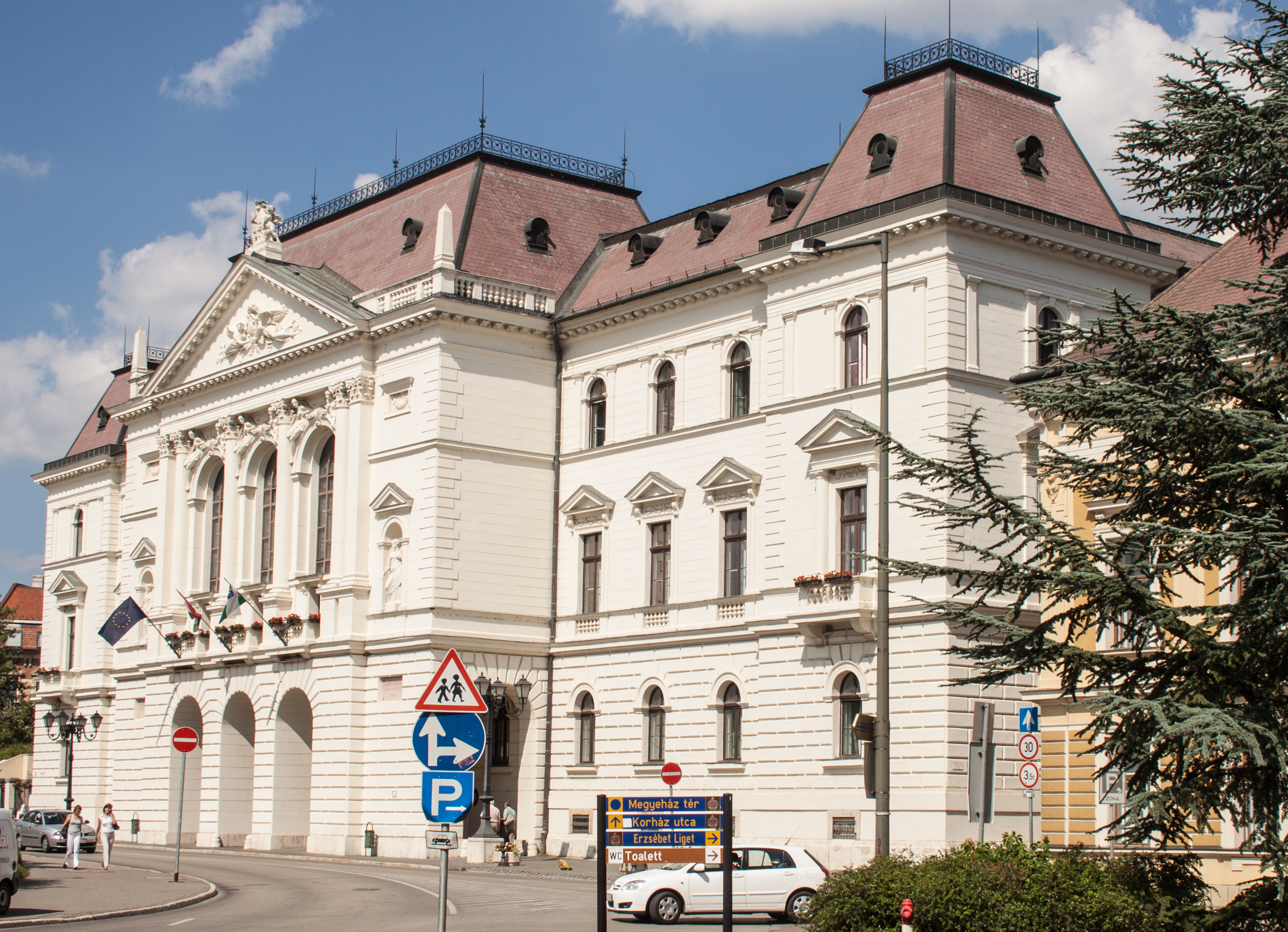
A vármegyeháza Veszprémben

A vármegyei közgyűlés elnöke a megyei önkormányzat vezetője, aki felelős a közgyűlés munkájának irányításáért és a döntéshozatalban való részvételért. Az elnök szerepe kulcsfontosságú a helyi közigazgatásban, mivel ő képviseli a vármegyét és összehangolja a megyei önkormányzati feladatok ellátását.
Feladatai közé tartozik a közgyűlés üléseinek összehívása és levezetése, valamint az önkormányzati döntések végrehajtásának felügyelete. Az elnök kapcsolatot tart az országos és helyi szervekkel, valamint a települési önkormányzatokkal, és biztosítja a megye érdekeinek képviseletét az országos döntéshozatalban. Emellett részt vesz a fejlesztési tervek kialakításában, és irányítja azokat a programokat, amelyek a megye gazdasági és társadalmi fejlődését szolgálják.
Az elnököt általában a közgyűlés tagjai választják meg, és munkáját a közgyűlés által választott alelnökök segítik.
| Elnök | Elnök                       | Elnöki ciklus |
| ----- | --------------------------- | ------------- |
|       | Polgárdy Imre (Fidesz-KDNP) | 2014–         |

### Járások
Veszprém vármegye járásainak főbb adatai a 2013. július 15-ei közigazgatási beosztás szerint az alábbiak:
| Sorszám | Járás neve          | Székhely      | Település | Ebből város | Népesség (2019. január 1.) | Terület (km²) | Népsűrűség (fő/km²) |
| ------- | ------------------- | ------------- | --------- | ----------- | -------------------------- | ------------- | ------------------- |
| 1       | Ajkai járás         | Ajka          | 11        | 1           | 37 547                     | 320,71        | 122                 |
| 2       | Balatonalmádi járás | Balatonalmádi | 10        | 3           | 25 542                     | 239,75        | 102                 |
| 3       | Balatonfüredi járás | Balatonfüred  | 22        | 1           | 24 091                     | 357,75        | 68                  |
| 4       | Devecseri járás     | Devecser      | 28        | 1           | 13 875                     | 421,73        | 35                  |
| 5       | Pápai járás         | Pápa          | 49        | 1           | 56 706                     | 1 022,09      | 58                  |
| 6       | Sümegi járás        | Sümeg         | 21        | 1           | 14 560                     | 306,48        | 50                  |
| 7       | Tapolcai járás      | Tapolca       | 33        | 2           | 32 767                     | 540,3         | 64                  |
| 8       | Várpalotai járás    | Várpalota     | 8         | 2           | 35 773                     | 294,28        | 127                 |
| 9       | Veszprémi járás     | Veszprém      | 19        | 2           | 81 577                     | 629,61        | 131                 |
| 10      | Zirci járás         | Zirc          | 15        | 1           | 18 879                     | 331,02        | 59                  |

### Kistérségek 2014-ig
Veszprém megye megszűnt kistérségeinek főbb adatai a 2013. július 15-ei beosztás szerint az alábbiak:
| Kód  | Kistérség neve          | Központ       | Település | Ebből város | Népesség (2013. január 1.) | Terület (km²) | Népsűrűség (fő/km²) |
| ---- | ----------------------- | ------------- | --------- | ----------- | -------------------------- | ------------- | ------------------- |
| 4910 | Ajkai kistérség         | Ajka          | 12        | 1           | 40 141                     | 355,76        | 113                 |
| 4902 | Balatonalmádi kistérség | Balatonalmádi | 10        | 3           | 25 988                     | 264,17        | 98                  |
| 4903 | Balatonfüredi kistérség | Balatonfüred  | 21        | 1           | 22 664                     | 324,41        | 70                  |
| 4911 | Devecseri kistérség     | Devecser      | 27        | 1           | 13 966                     | 387,67        | 36                  |
| 4904 | Pápai kistérség         | Pápa          | 49        | 1           | 58 930                     | 1 021,1       | 58                  |
| 4905 | Sümegi kistérség        | Sümeg         | 21        | 1           | 15 390                     | 306,48        | 50                  |
| 4906 | Tapolcai kistérség      | Tapolca       | 33        | 2           | 34 689                     | 540,3         | 64                  |
| 4907 | Várpalotai kistérség    | Várpalota     | 7         | 2           | 36 814                     | 280,78        | 131                 |
| 4908 | Veszprémi kistérség     | Veszprém      | 20        | 2           | 82 551                     | 643,75        | 128                 |
| 4909 | Zirci kistérség         | Zirc          | 16        | 1           | 20 032                     | 339,3         | 59                  |

### Országgyűlési képviselők
Magyarországon az országgyűlési választások során az ország területét egyéni választókerületekre osztják, és mindegyik kerületnek egy képviselője van a parlamentben, akit közvetlenül választanak. Az egyéni választókerületek országgyűlési képviselői tehát azok a politikusok, akik egy-egy adott földrajzi terület választópolgárait képviselik az Országgyűlésben.
Az egyéni választókerületek képviselői általában valamelyik párt jelöltjei, de független képviselők is indulhatnak a választáson. A választókerületek képviselői meghatározó szereplők, mivel közvetlen kapcsolatban állnak választóikkal, és elsősorban az adott terület helyi érdekeit képviselik az országos politikai döntéshozatalban.
| Választókerület                                                | Székhely     | Képviselő            | Párt | Párt        |
| -------------------------------------------------------------- | ------------ | -------------------- | ---- | ----------- |
| Veszprém vármegyei 1. sz. országgyűlési egyéni választókerület | Veszprém     | Ovádi Péter          |      | Fidesz–KDNP |
| Veszprém vármegyei 2. sz. országgyűlési egyéni választókerület | Balatonfüred | Kontrát Károly       |      | Fidesz–KDNP |
| Veszprém vármegyei 3. sz. országgyűlési egyéni választókerület | Tapolca      | Dr. Navracsics Tibor |      | Fidesz–KDNP |
| Veszprém vármegyei 4. sz. országgyűlési egyéni választókerület | Pápa         | Dr. Kovács Zoltán    |      | Fidesz–KDNP |

## Népesség

### Nemzetiségek
Veszprém vármegye lakóinak nemzetiségi összetétele 2011-ben
Veszprém vármegye lakosságának túlnyomó többsége magyar nemzetiségű, ugyanakkor a megye etnikai összetételét kisebbségi közösségek is színesítik. A legutóbbi népszámlálás adatai szerint a megye teljes népessége 315 436 fő volt, amelyből 299 410 fő, vagyis a lakosság 94,92%-a vallotta magát magyarnak. Ez az arány egyértelműen jelzi a magyar közösség dominanciáját a térségben.
A legnagyobb kisebbségi csoportot a német nemzetiségűek alkotják, 8 473 fővel (2,69%). A német közösség történelmi hagyományokra épülő jelenléte a megye számos településén meghatározó, különösen azokban a falvakban, ahol egykor német ajkú betelepülők alakítottak ki közösségeket. Kulturális örökségük ma is aktív szerepet játszik a megye társadalmi életében.
A roma közösség szintén jelentős: 5 162 fő, azaz a népesség 1,64%-a vallotta magát cigány nemzetiségűnek. A roma közösségek elsősorban a megye egyes vidéki részein élnek, és fontos szereplői a helyi kulturális sokszínűségnek.
A fennmaradó 2 391 fő (0,76%) más kisebbségekhez tartozik, illetve nem meghatározható etnikai csoport tagja. Ebbe a kategóriába sorolhatók például a szlovák, horvát, román vagy más kisebb nemzetiségek képviselői, akik kisebb számban ugyan, de jelen vannak a megyében.
A népszámlálási adatok alapján Veszprém vármegye etnikai képe viszonylag homogén, ugyanakkor a kisebbségi közösségek történelmi és kulturális hozzájárulása továbbra is fontos része a megye identitásának és társadalmi szövetének.

### Vallás
Veszprém vármegye lakóinak vallási összetétele 2022-ben
A 2022-es népszámlálási adatok alapján Veszprém vármegye vallási szerkezete a keresztény felekezetek dominanciáját mutatja, de a vallási sokszínűség is jól érzékelhető. A történelmi hagyományok és kulturális örökség mélyen átszövik a megye vallási térképét.
A legnagyobb vallási közösséget a katolikusok alkotják: a lakosság 57,4%-a római katolikusnak, míg 0,5%-a görögkatolikusnak vallotta magát. A katolicizmus különösen a kisebb településeken és falvakban bír erős közösségi jelentőséggel, ahol templomai és vallási ünnepei a helyi identitás szerves részét képezik.
A protestáns felekezetek közül a református egyházhoz (kálvinisták) tartozik a lakosság 12,3%-a, közösségeik elsősorban a megye északkeleti és középső térségeiben találhatók. Az evangélikus (lutheránus) vallási közösség is jelentős, tagjaik a lakosság 5%-át teszik ki, jelenlétük gyakran a német származású lakossághoz kötődik.
A kisebb keresztény felekezetek – köztük például a baptisták, pünkösdisták, metodisták és más újprotestáns irányzatok – a lakosság 3,2%-át képviselik. Külön említést érdemel a Hit Gyülekezete, amelyhez a lakosság 0,6%-a tartozik. Az egyéb, nem keresztény vallások – például az iszlám, judaizmus vagy keleti vallások – hívei a megye lakosságának 0,4%-át alkotják.
A nem vallásos személyek, illetve azok, akik ateistának vallják magukat, együttesen a megye népességének 20,6%-át teszik ki. E csoport jellemzően a városiasabb környezetben – különösen Veszprém városában és más nagyobb településeken – koncentrálódik, ahol a szekularizációs tendenciák erősebben érvényesülnek.
A népszámlálási adatok alapján Veszprém vármegyében a vallási hagyományok továbbra is meghatározó szerepet játszanak, ugyanakkor az egyre jelentősebb nem vallásos közösségek is formálják a megye társadalmi és kulturális arculatát.

Ez összességében az országos átlaghoz viszonyítva a megyében nagyobb a római katolikusok és az evangélikusok aránya, de kisebb a reformátusoké és a görögkatolikusoké. Az országos adatokhoz képest kevesebben jelölték meg magukat nem vallásosként vagy tagadták meg a válaszadást. Veszprém vármegye területét katolikus egyházszervezeti szempontból a Veszprémi Főegyházmegye 6 esperesi kerülete fedi le, az érsekség központja a megyeszékhelyen, Veszprémben található. A református gyülekezeteket a pápai székhelyű Dunántúli Református Egyházkerület két egyházmegyéje fogja össze, a pápai és a veszprémi. A huszonhét evangélikus egyházközséget pedig a Nyugat-Dunántúli Evangélikus Egyházkerülethez tartozó Veszprémi Evangélikus Egyházmegye.

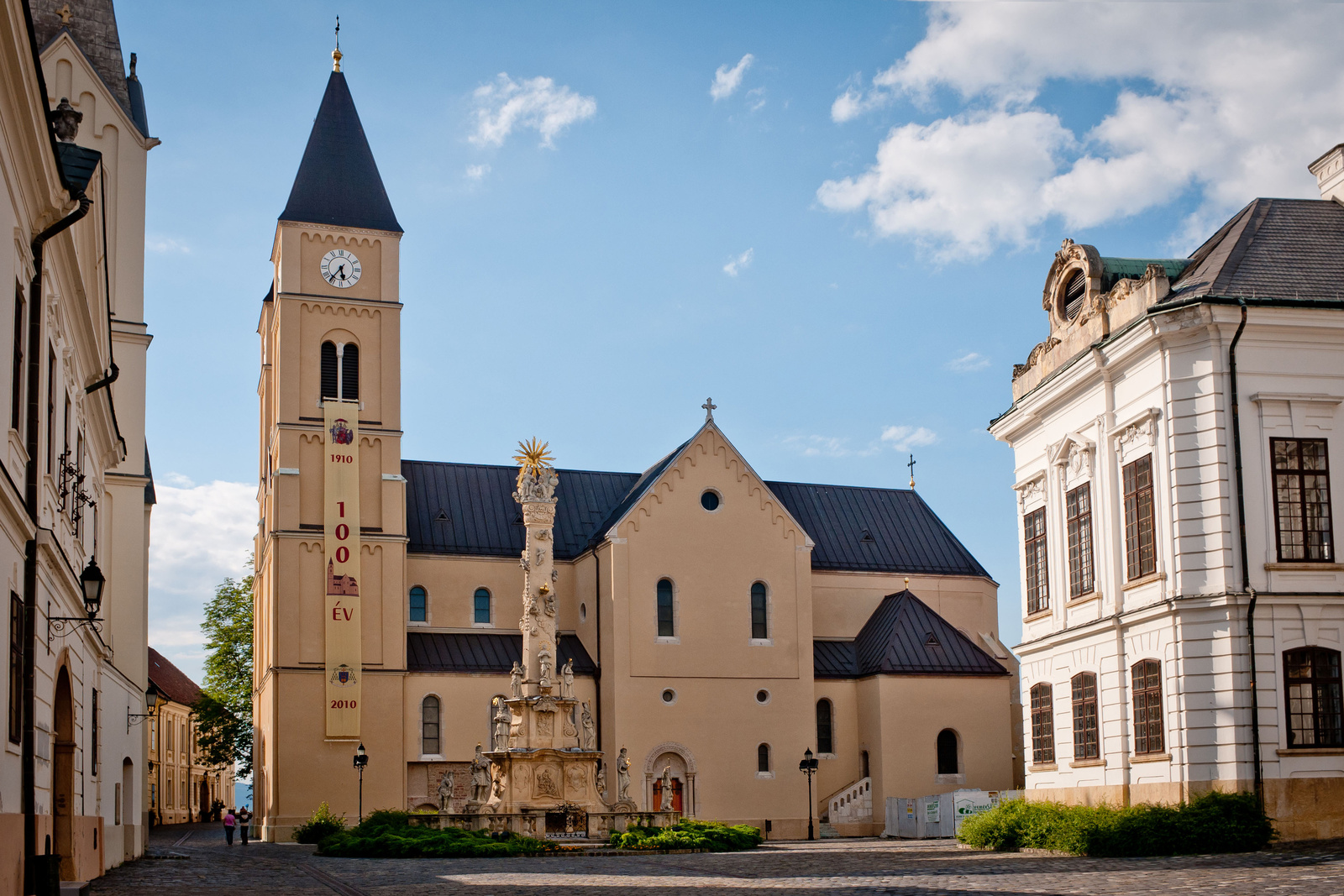
A veszprémi Szent Mihály-székesegyház
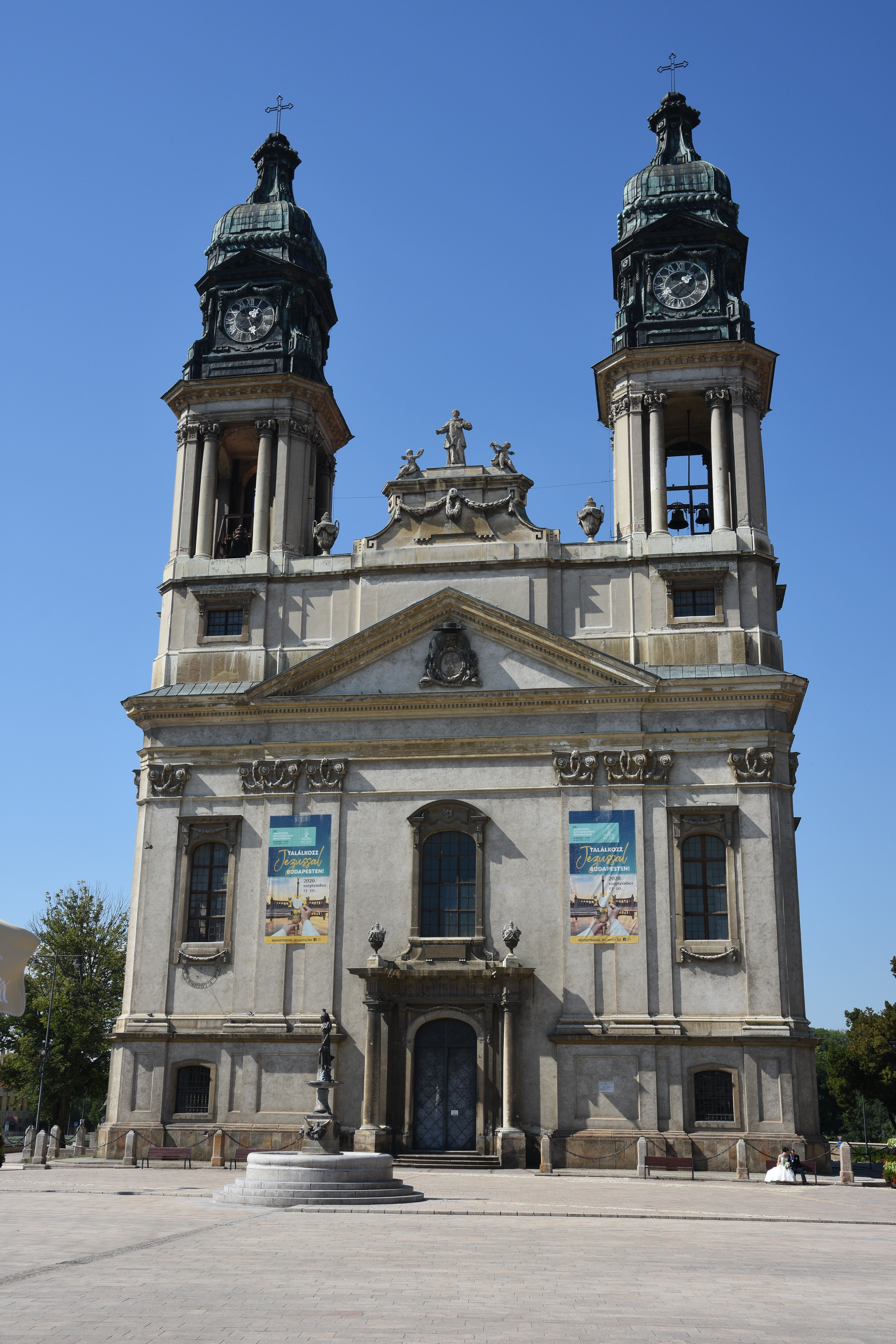
A pápai nagytemplom
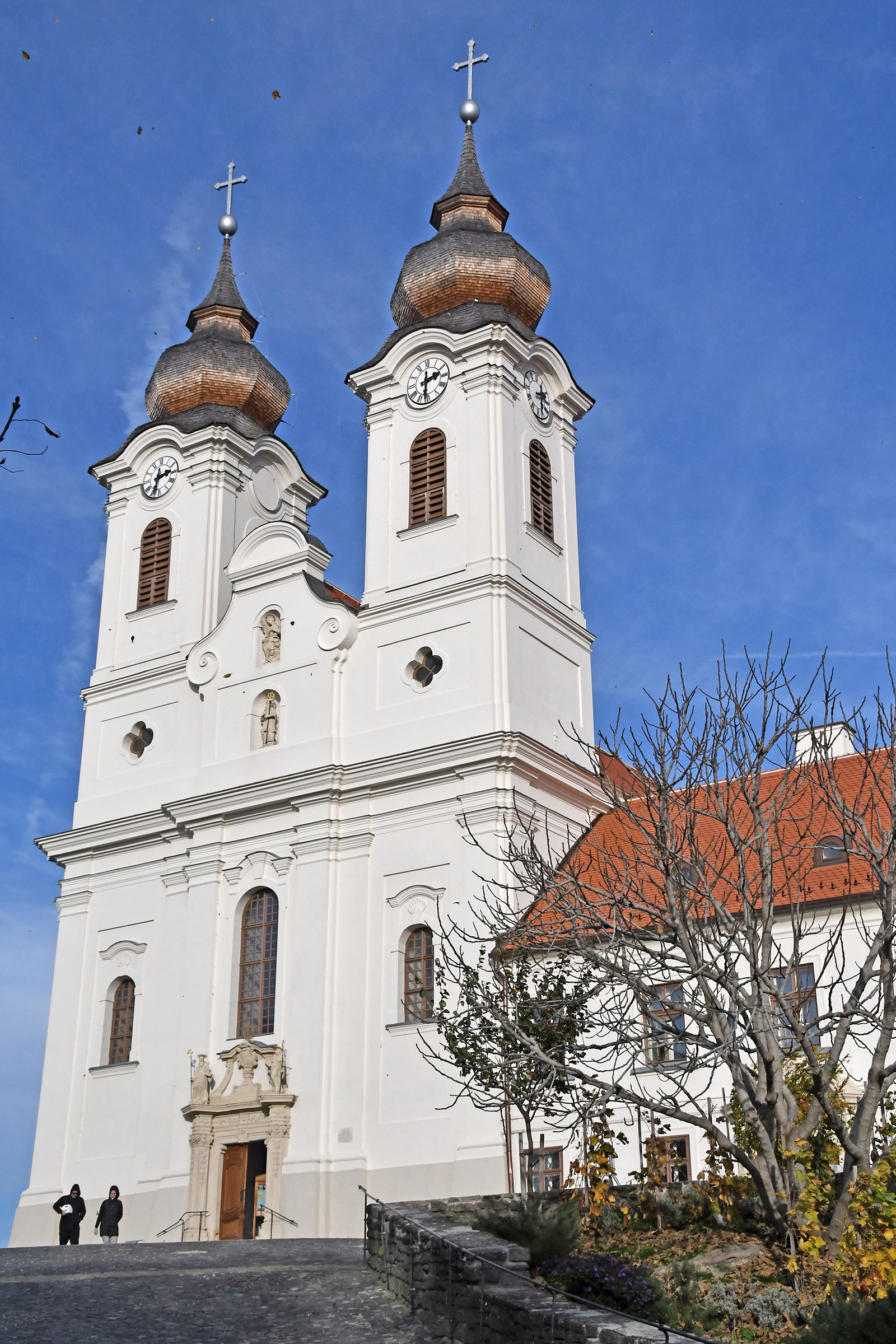
A tihanyi bencés apátság
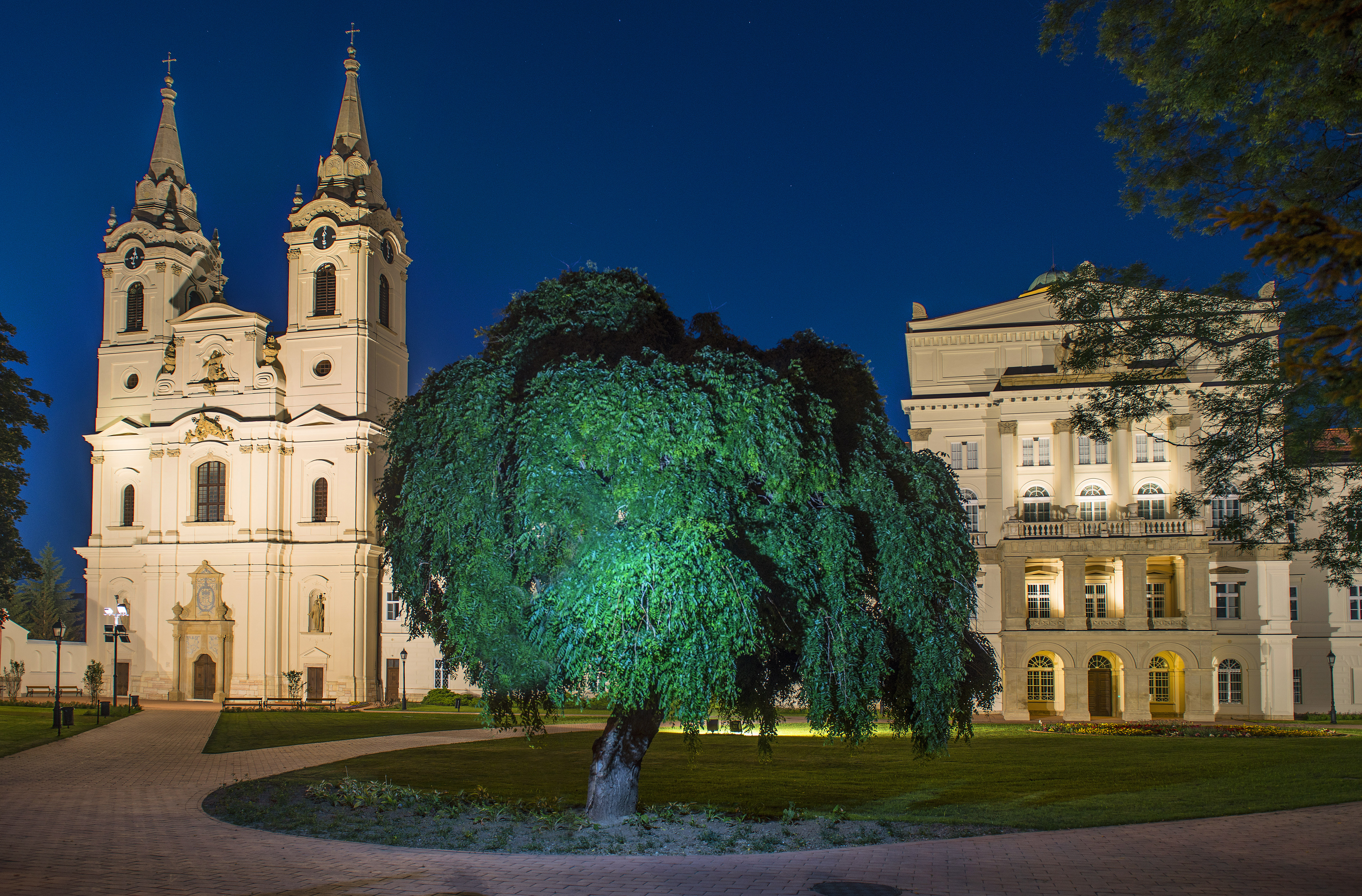
A zirci ciszterci apátság
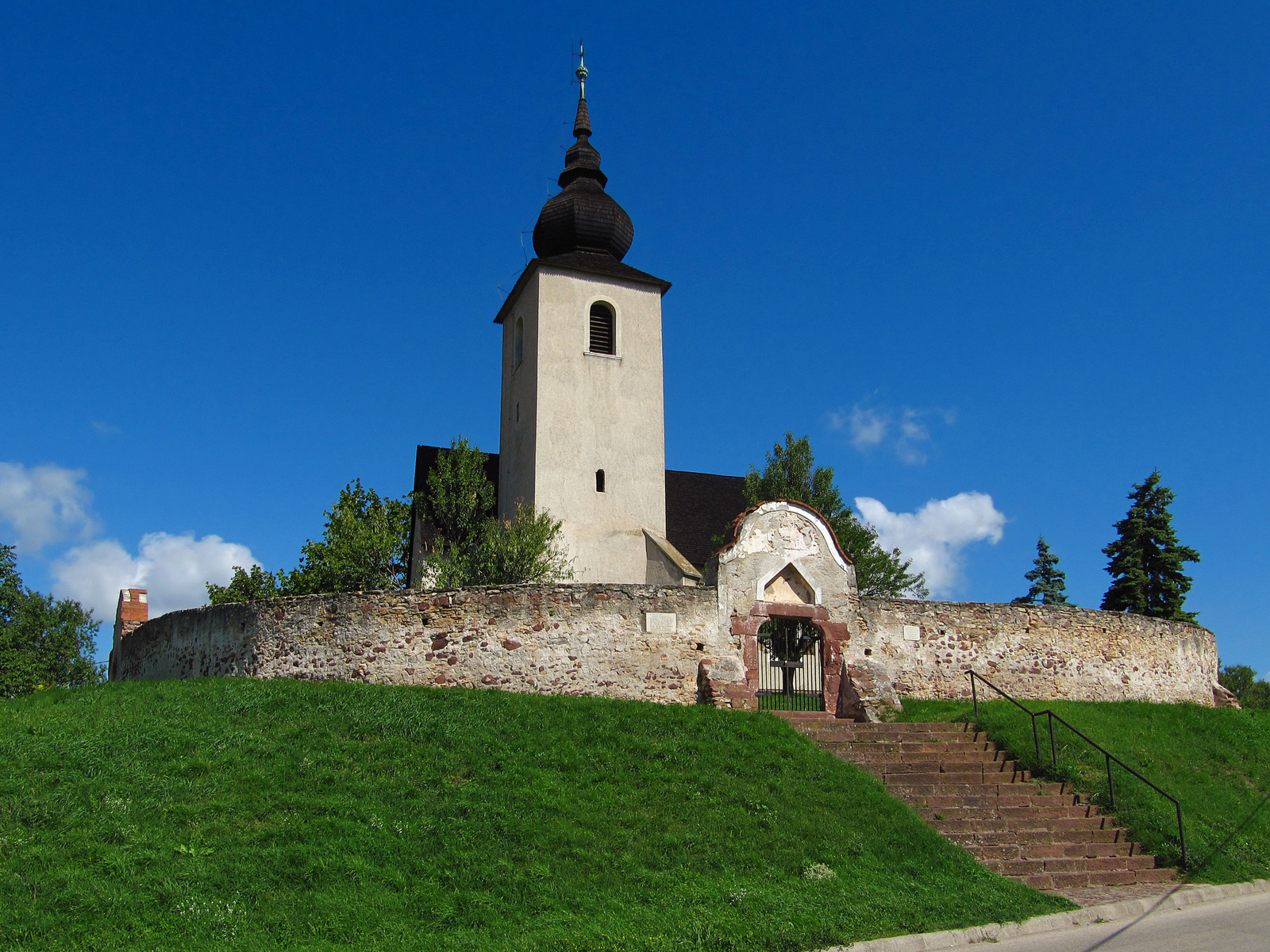
A balatonalmádi református erődtemplom

## Gazdaság
A vármegye legnagyobb nyereségű cégei a 2006-os adózott eredmény szerint (zárójelben az országos toplistán elfoglalt helyezés)
- 1. Continental Teves Magyarország Kft. (42),
- 2. Nitrogénművek Zrt. (93),
- 3. Poppe & Potthoff Hungária Bt.  (141).

### Ipar
Veszprém vármegye iparának fejlődése különösen az 1980-as évektől vett látványos lendületet, amikor az országos iparosítási politika keretében a megye gazdasági szerkezete is jelentősen átalakult. A térség ipari potenciálját alapvetően a gazdag ásványvagyon – különösen a bauxit, a barnaszén és a mangánérc – határozta meg. E nyersanyagkincsek kiaknázása nyomán jöttek létre azok az ipari központok, amelyek hosszú évtizedeken keresztül meghatározói voltak a megye gazdasági életének.
Kiemelkedő szerepet töltött be a bányászat, különösen a barnaszén-kitermelés, amely Várpalota és Ajka környékén volt a legjelentősebb. E két településre épült fel az inotai és az ajkai hőerőmű, amelyek az itt bányászott szénre alapozva biztosították a térség energiaellátását, egyúttal országos jelentőségű villamosenergia-termelő kapacitásként is funkcionáltak. A szén mellett a bauxit kitermelése is kiemelkedő jelentőségű volt, különösen a Bakony és a Balaton-felvidék egyes térségeiben, ahol a földtani viszonyok kedveztek e nyersanyag feltárásának.
A bauxit feldolgozása és az energiaellátás lehetősége együttesen indokolta alumíniumkohók létesítését, elsősorban Ajkán és Inotán. Ezek a kohók egy időben nemcsak a megye, de az egész ország ipari termelésének fontos elemei voltak. Mára az inotai erőmű és alumíniumkohó már nem működik, de történeti jelentőségük továbbra is meghatározó.

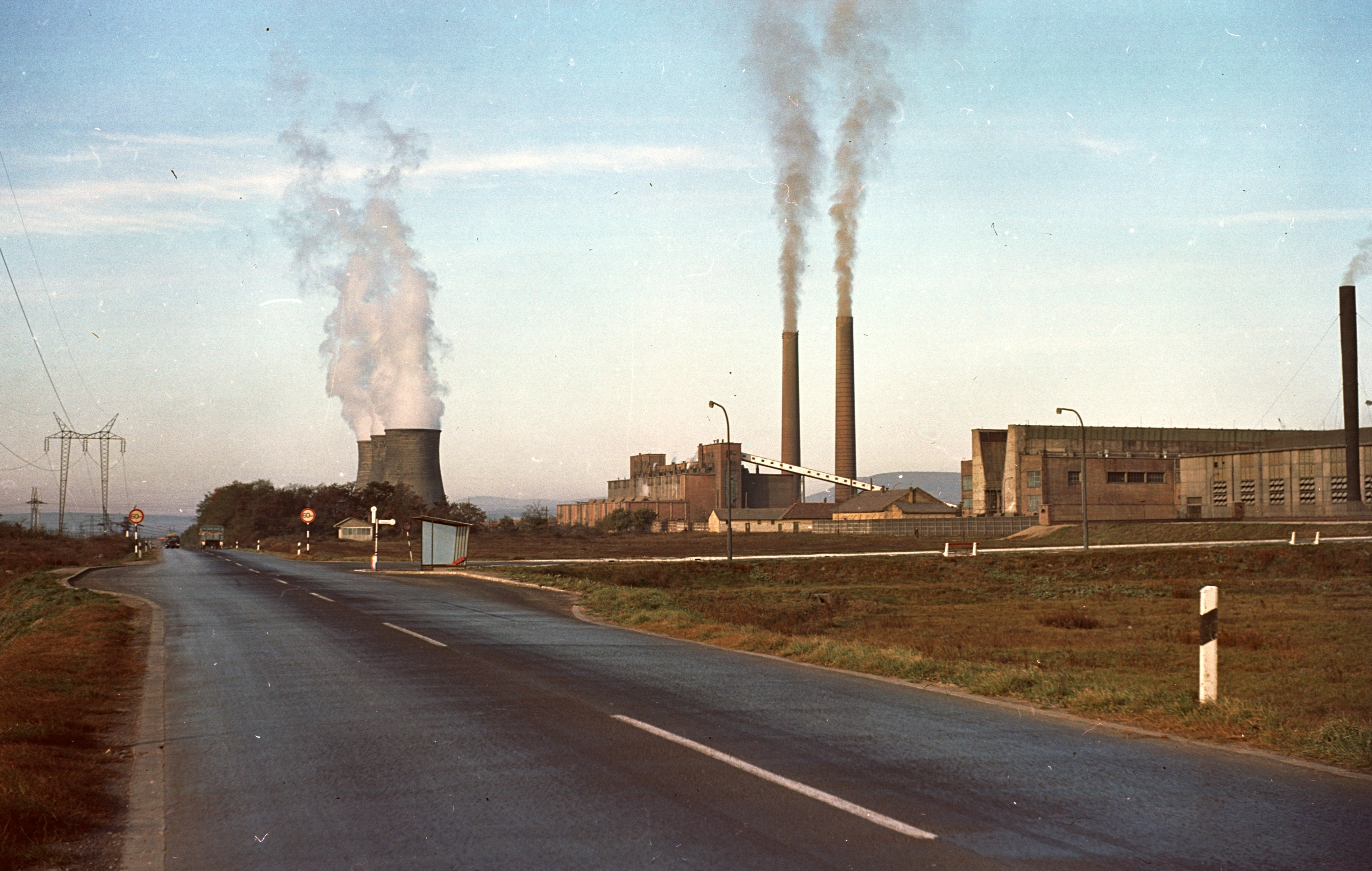
Az egykor még funkcionáló inotai hőerőmű 1972-ben

A nehézipar mellett a vegyipar is hagyományosan erős ágazatnak számított és számít ma is Veszprém megyében. Pétfürdő, Peremarton és Balatonfűzfő mind a mai napig olyan ipari központként működnek, ahol jelentős vegyi üzemek találhatók. Ezek az üzemek főként műtrágyák és növényvédő szerek előállítására szakosodtak, de termékkínálatuk a vegyipar számos más területét is lefedi. A vegyipar jelentőségét nemcsak a termelési volumen, hanem az oktatási és kutatási háttér is jól jelzi: a megyeszékhelyen működött korábban a Vegyipari Egyetem – ma Pannon Egyetem néven ismert – amely hosszú időn keresztül képezte a magyar vegyipar mérnöki utánpótlását. Emellett itt működött a Magyar Ásványolaj- és Földgáz Kísérleti Intézet (MÁFKI), valamint a Nehézvegyipari Kutató Intézet (NEVIKI) is, amelyek országos szinten is meghatározó tudományos műhelyek voltak.
A megye iparának sokszínűségét mutatja, hogy a nehézipar és vegyipar mellett más ágazatok is jelentős szerepet kaptak. Az autóvillamossági termékek gyártása, a bútoripar, az építőanyag-ipar és a háztartási gépek előállítása mind jelen vannak a térség gazdasági palettáján. Különösen említést érdemelnek az olyan hagyományos iparcikkek, mint a nemzetközi hírű herendi porcelán, az ajkai ólomkristály vagy a pápai sonka, amelyek a megye kézműipari örökségét és mai exporttevékenységét is képviselik. Ezek a termékek nemcsak gazdasági szempontból fontosak, hanem kulturális értéket is hordoznak, mivel több száz éves hagyományokat visznek tovább.

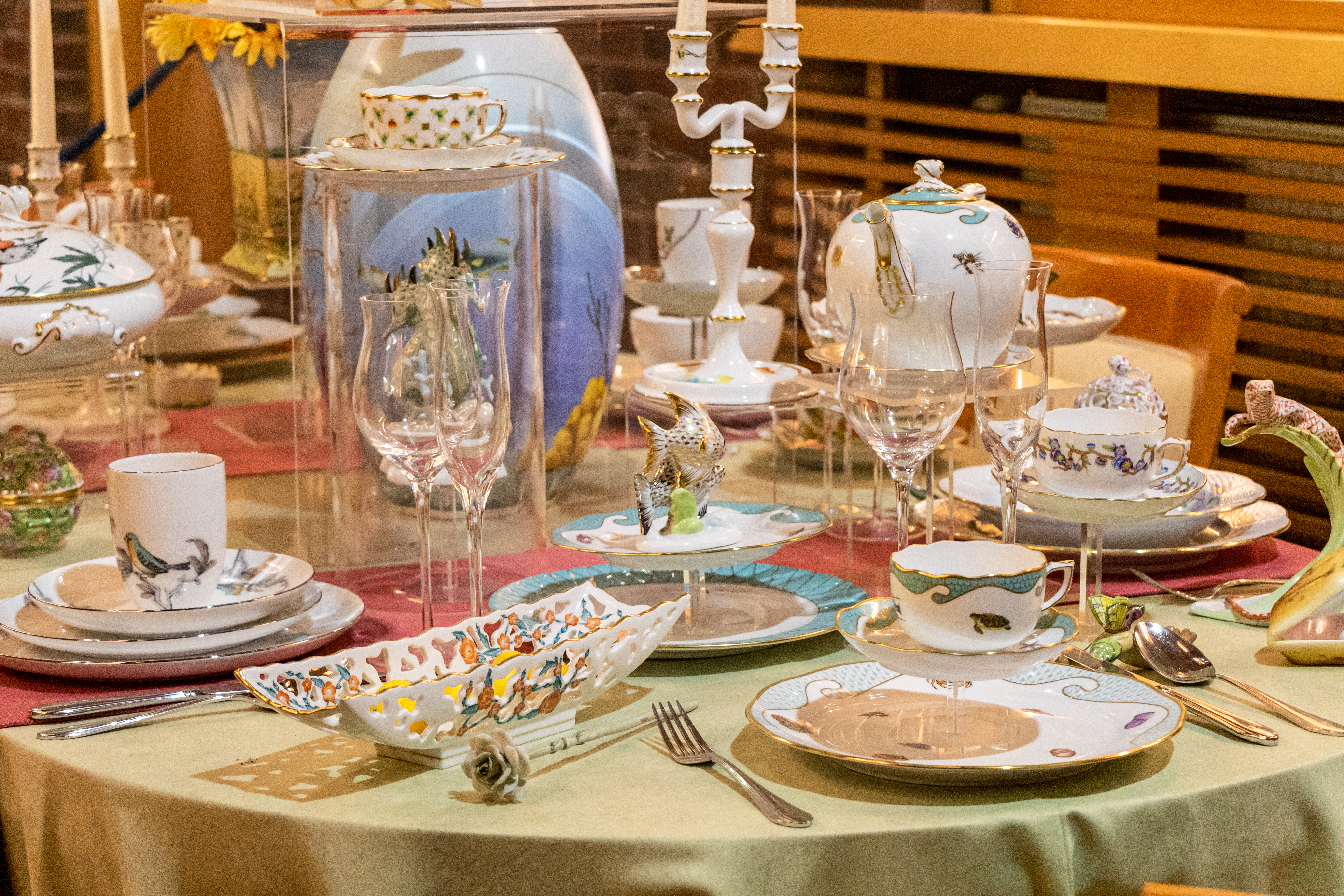
Egy asztal, amelyen porcelántermékek vannak kiállítva a Herendi Porcelángyár látogatóközpontjában

Az ipar jelenlegi szerkezete Veszprém megyében a korábbi nehézipari dominanciáról egyre inkább a modern feldolgozóipar és a technológiaorientált ágazatok irányába tolódik. A rendszerváltást követő évtizedekben számos külföldi befektető jelent meg a megyében, és a nagyvállalatok mellett egyre több kis- és középvállalkozás is ipari termelést folytat, különösen a gépipar, az elektronika és a műanyagfeldolgozás terén. A Balaton-parti és középhegységi térségek gazdasága továbbra is részben turizmusra és szolgáltatásra épül, de a háttéripar fejlesztésével az ipar ebben a régióban is stabil lábakon áll.

### Bányászat
A vármegye Magyarország egyik leggazdagabb ásványkincsekben bővelkedő térsége, amely hosszú időn keresztül alapvető szerepet töltött be az ország nyersanyagellátásában. E természetföldrajzi adottságainak köszönhetően a megye az iparosodás hajtóerejeként is szolgált, hiszen az itt található ásványkincsek képezték számos iparág alapját.

Az energiahordozók közül a barnaszén a legjelentősebb, amely különösen a Várpalotai-medencében és az Ajka környéki térségben található meg nagyobb mennyiségben. Ezek a készletek évszázadokon át meghatározták a megye gazdasági és ipari fejlődését. A szénbányászat nyomán fejlődtek ki olyan ipari létesítmények, mint a már említett ajkai és inotai hőerőművek, amelyek hosszú időn át biztosították a térség és a tágabb régió villamosenergia-ellátását.

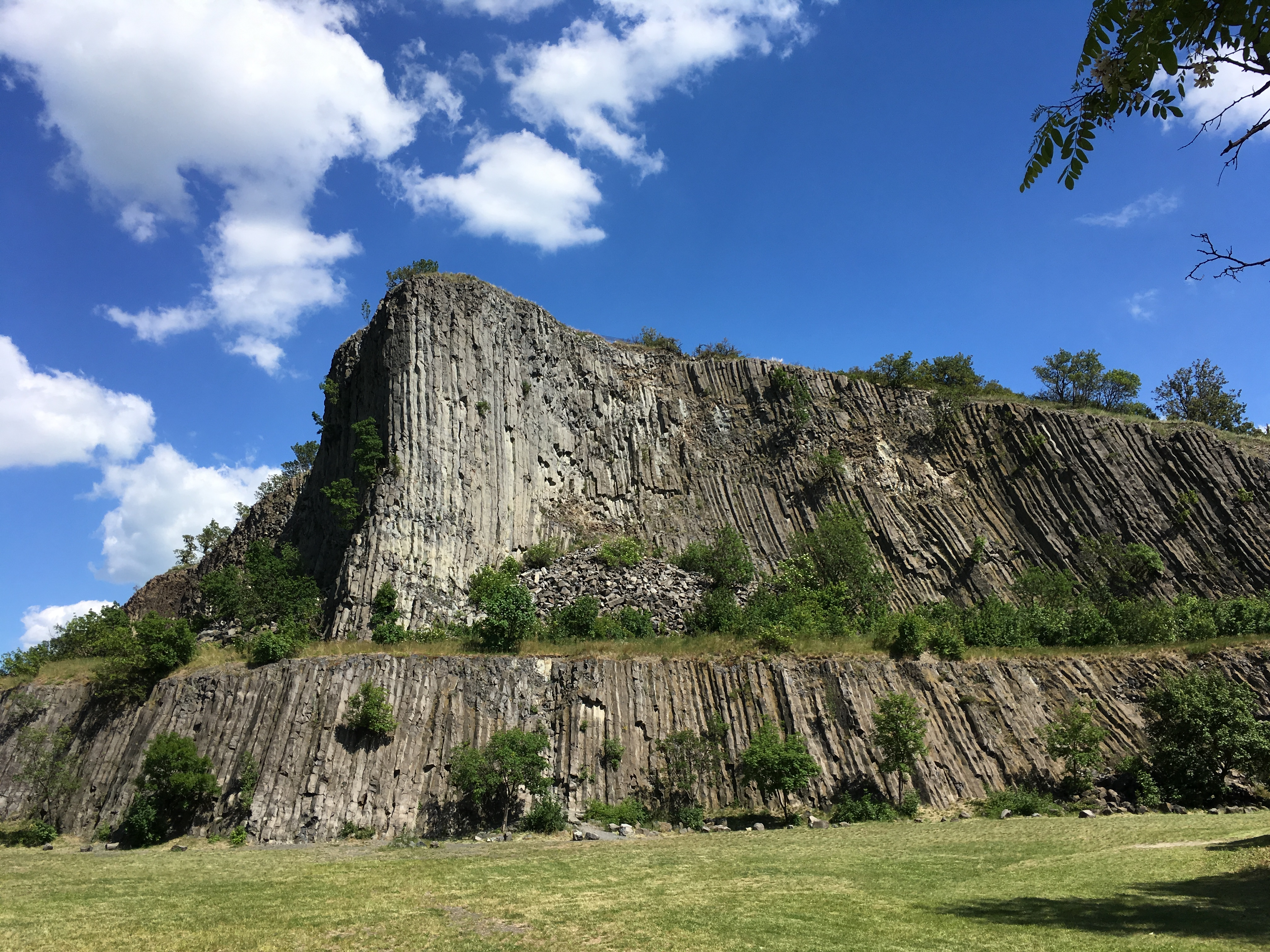
Egykori bazaltbánya: Hegyestű (Monoszló és Zánka között)

Különleges ásványtani jelentőséggel bír, hogy az oxidos és karbonátos mangánércet Magyarországon kizárólag ebben a megyében bányászták. A mangán nélkülözhetetlen ötvözőanyag az acélgyártásban és más fémipari folyamatokban, így a megye ebben a tekintetben stratégiai szerepet töltött be az ország ipari önellátásában.
Azonban a legnagyobb gazdasági értéket képviselő ásványkincs Veszprém megyében a bauxit, amely a második világháborútól kezdve kulcsfontosságú ipari alapanyag lett, különösen az alumíniumkohászat számára. A Bakony és környéke bauxittelepei olyan mennyiségű és minőségű készleteket rejtettek, hogy Magyarország európai szinten is a vezető bauxittermelők közé emelkedett. A bauxitra alapozott ipari vertikum – a bányászattól az alumíniumkohókig – nemcsak helyi, de országos gazdasági jelentőséggel bírt, és évtizedeken keresztül hozzájárult az exporthoz, az ipari foglalkoztatottsághoz és a technológiai fejlődéshez.
A megye ásványvagyonának ipari hasznosításához elengedhetetlen természeti erőforrást jelent a Bakony karsztvízkészlete, amely nem csupán a helyi lakosság ivóvízellátását biztosítja, hanem az ipari termelés egyik legfontosabb vízforrása is. A mészkőhegységek belsejében felhalmozódó karsztvíz kiváló minőségű, és bőséges mennyisége lehetővé tette a nagy vízigényű ipari üzemek – például a vegyipari és fémkohászati létesítmények – működését. Emellett stratégiai szerepet játszik a térség ökológiai egyensúlyának megőrzésében is.
Az ásványkincsek feltárása és kitermelése az évszázadok során jelentős hatással volt a megye településszerkezetére és gazdaságföldrajzi fejlődésére. A bányavárosok és ipari központok – mint például Ajka, Várpalota, Zirc vagy Nyirád – nemcsak gazdasági, hanem társadalmi szempontból is kulcsfontosságúvá váltak, mivel lakosságuk jelentős része közvetlenül vagy közvetve a bányászathoz kapcsolódó munkakörökben tevékenykedett.
A rendszerváltást követően ugyan a hagyományos bányászati tevékenység visszaszorult, és több bánya bezárt, de az ásványvagyon továbbra is fontos erőforrásként van jelen a megye jövőbeli fejlődési lehetőségei között. A földtani kutatások eredményeként új lehetőségek nyílhatnak a gazdaságilag fenntartható és környezetbarát kitermelési módszerek bevezetésére, illetve a megmaradt nyersanyagkészletek korszerű feldolgozására.

### Mezőgazdaság

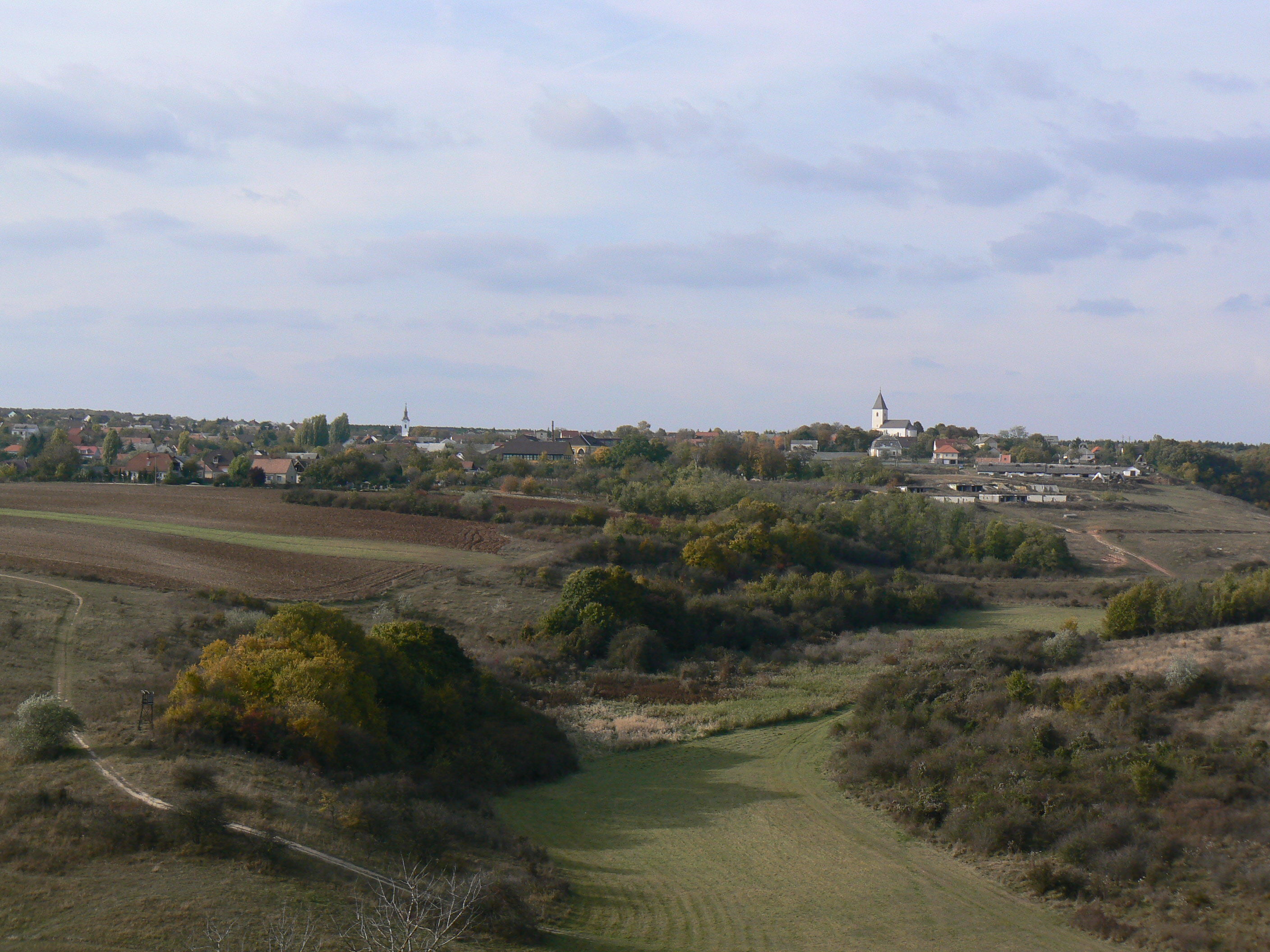
Balatonfelvidéki táj (Szentkirályszabadja)

Veszprém megye domb- és hegyvidéki jellegű, a Bakony és Balaton-felvidék része, így a mezőgazdasági területek aránya viszonylag alacsony: a szántókból mindössze kb. 32 %, míg az erdők aránya közel 31 % . A szántóterületek főként a Kisalföld és a Marcal-medence sík részein koncentrálódnak, ahol átgondolt termelési módokkal gazdálkodnak.
A megye szántóföldjein elsősorban gabonaféléket termesztenek: búzát és kukoricát, és egyre jelentősebb szerepe van az olajos magvaknak (repce, napraforgó). A KSH adatai alapján a repcetermés átlagosan 2 110–3 550 kg/hektár között mozog, ami országos viszonylatban is versenyképes eredmény . A modern precíziós termelési módszerek bevezetése – különösen a sík területeken – segíti a hatékonyabb, környezettudatos gazdálkodást.
Az állattartás terén a megye hagyományosan erős, különösen a juhállomány jelentős: 2014-ben például kb. 51 000 juhot tartottak a zöldfelületek és legelők arányának megfelelően. Ezen túl a szarvasmarha, sertés és baromfi (tyúk) tartása is jellemző, noha ezek kisebb arányban fordulnak elő a növénytermesztéshez képest. A vállalkozások mintegy 6 %-a kizárólag az állattenyésztésre fókuszál, míg közel 38 %-uk mindkét ágazatban jelen van.
A megyében kb. 51 941 mezőgazdasági gazdaság működött, ebből 999 gazdasági szervezet formájában. A szervezetek csaknem fele Veszprém megyében működött, 56 %-uk közepes vagy nagy növénytermesztéssel foglalkozott magyar. Az uniós, illetve hazai támogatások következtében folyamatos volt a kisebb gazdaságok számának csökkenése is (43 % visszaesés), ami gyorsabb, strukturáltabb átalakulást eredményezett . Emellett kb. 32 külföldi érdekeltségű mezőgazdasági vállalkozás is települt a megyébe.
A Balaton-felvidéki régióban egyre több kisgazdaság jelenik meg, amelyek ökológiai gazdálkodásra és kézműves termékekre építenek. Jó példa erre a nagyvázsonyi kecskefarm, amely kézműves sajtokat állít elő, gyümölcsöt termeszt és bio-eljárásokat alkalmaz – ez a táji és minőségi kiemelkedés jól illusztrálja a helyi tudatos mezőgazdasági fejlesztést.
A megye mezőgazdasága a helyi vállalkozások több mint 20 %-át adja, hozzájárulva mellékprofilként az ingatlanügyletek, ipar és vendéglátás mellett agronaplo.hu. A mezőgazdasági szervezetek száma folyamatosan növekszik, köszönhetően az agrártámogatásoknak és strukturális programoknak.
Veszprém vármegye agráriuma az EU 2021–27-es fejlesztési programjaiban prioritást kap. A fókusz a generációváltás támogatásán, a fiatal gazdák bevonásán, a precíziós és fenntartható módszerek elterjesztésén van . A környezet- és vízminőség védelme különösen fontos a Balaton közelsége miatt, amire speciális intézkedéseket dolgoznak ki.

## Nyelvjárás
A vármegye nyelvjárása a közép-dunántúli–kisalföldi nyelvjárási régióba tartozik, azon belül is leginkább a közép-dunántúli nyelvjárási csoport jellemzői érvényesülnek. A terület nyelvhasználatát alapvetően a régió földrajzi fekvése, történelmi kapcsolatai, valamint a Balaton közelsége is befolyásolta. A megye nyelvi arculatát a szomszédos Somogy, Zala és Fejér vármegyék beszélt nyelvével való érintkezés is formálta, így Veszprémben egyfajta átmeneti nyelvjárási jelleg figyelhető meg.

#### Kiejtés
A kiejtés tekintetében jellemző a zárt „ë” hang használata, amely sokszor labializált, vagyis az ajakkerekítés révén ö-höz közelít. Ez a hangtani sajátosság különösen a déli részeken érezhető, például a „mëgy” szó ejtése gyakran „mögy” formában hangzik el. A hosszú magánhangzók torzulása kevésbé jellemző, és a kettőshangzók is ritkák, a magánhangzók többnyire tisztán hangzanak. A mássalhangzók terén előfordul a kettőzés – például „esső” az eső helyett vagy „belülle” a belőle helyett –, ami a beszéd ritmusát és dallamosságát is meghatározza. A köznyelvi „é” hang gyakran „í”-vé módosul, így a „gép” szóból „gíp” lesz, a „kész”-ből pedig „kísz”. Emellett figyelemre méltó a r utáni gy és ty hangok megjelenése, például a „kérgye” vagy „kaptya” formákban, ami kifejezetten e térségre jellemző fonetikai sajátság.

#### Szókincs
A szókincsben megfigyelhetőek a vidéki életmódhoz, mezőgazdasághoz és népi kultúrához kötődő tájszavak, de a Balaton közelsége is hatással volt a nyelvre. Számos szó és kifejezés különbözik a köznyelvitől. Például a „bepökte” azt jelenti, hogy a gyümölcsöt kikezdte valamilyen rovar, míg a „tutul” ordítást, kiabálást jelent. A „rinyál” szó itt nem feltétlenül sírást, inkább panaszkodást vagy hisztériát fejez ki, míg a „kummant” a pihenés, szunyókálás megfelelője lehet. Az olyan kifejezések, mint a „piszke” a ribizlire utalnak, és számos más szó is megőrizte a régi, máshol már kiveszett jelentését. A Veszprém megyei beszéd tehát egy élő, folyamatosan változó nyelvi rendszer, amely a környező tájak hatását is magába olvasztja, ugyanakkor megőrzi saját, jól felismerhető ízét és zamatát.
| Tájszólás  | Jelentés                          |
| ---------- | --------------------------------- |
| devendéroz | fel-alá futkos, sok dolga van     |
| bepökte    | beköpte (pl. a légy a gyümölcsöt) |
| tutul      | kiabál                            |
| rinyál     | hisztizik                         |
| piszke     | ribizli                           |
| kaptya     | kapja                             |
| gejl, márc | túl édes                          |
| cida       | szopás                            |
| gyürke     | a kenyér vége                     |

## Gasztronómia

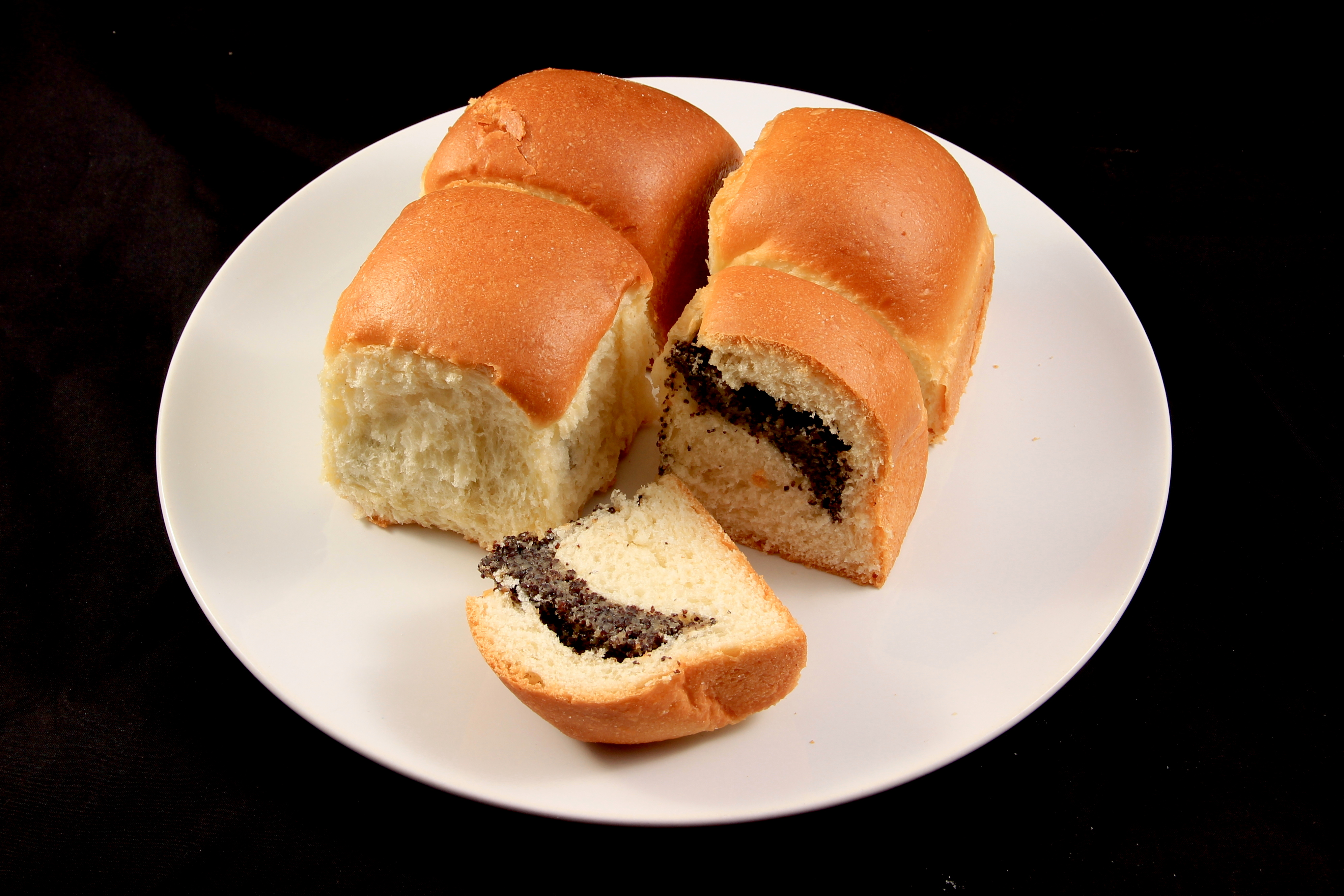
Bukta

Gasztronómiája rendkívül sokszínű, mivel a megye különböző tájegységei – a Bakony, a Balaton-felvidék, a Kisalföld és a Mezőség – mind saját hagyományokkal, alapanyagokkal és ízekkel rendelkeznek. A térség ételkultúráját a hagyományos magyar paraszti konyha jellemzi, de az utóbbi években egyre nagyobb teret nyertek a helyi alapanyagokra épülő, modern konyhák is.
A Bakony vidékén – például Zirc, Bakonybél, Pápa környékén – a gombás ételek hagyományosan nagy szerepet játszanak. A sűrű erdők gazdag gombatermő helyei miatt a gombalevesek, pörköltek, valamint a tejfölös-gombás raguk kiemelkednek a helyi fogások közül. Különösen ismert a bakonyi sertésszelet, amely gombás-tejfölös mártással készül. Ezen kívül a tartalmas, vidéki ételek, mint a dödölle (burgonyás galuska pirított hagymával), valamint a különféle szalonnás, füstölt húsos ételek is gyakoriak a Bakony térségében.
A Balaton-felvidéken, különösen Csopak, Tihany, Balatonfüred és Zánka környékén, a halételek, a friss zöldségek, gyümölcsök, valamint a borok dominálnak a gasztronómiában. A sült keszeg, a süllő és a harcsa jellemző alapanyagok, gyakran készítik őket roston vagy paprikás lisztben sütve. Emellett a környéken egyre népszerűbbek a kézműves sajtok, házi lekvárok, mézek és levendulás ízesítésű édességek, különösen Tihanyban és Vászolyban.
Pápa és környéke hagyományosan húsfeldolgozó központ volt, ahonnan a híres pápai kolbász és sonka származik. Bár a nagyüzemi termelés visszaszorult, a térségben ma is sok háztartásban készítenek házi füstölt húsokat, hurkát, kolbászt, amelyek fontos részét képezik a helyi gasztronómiai örökségnek.
A megye desszertjei között a vidéki házi sütemények dominálnak. Gyakori a túrós béles, a lekváros bukta, a mákos és diós rétes, illetve a különböző kalácsfélék. A Balaton térségében megjelentek a modernebb, újhullámos édességek is, például a levendulás fagylalt vagy piskóta.

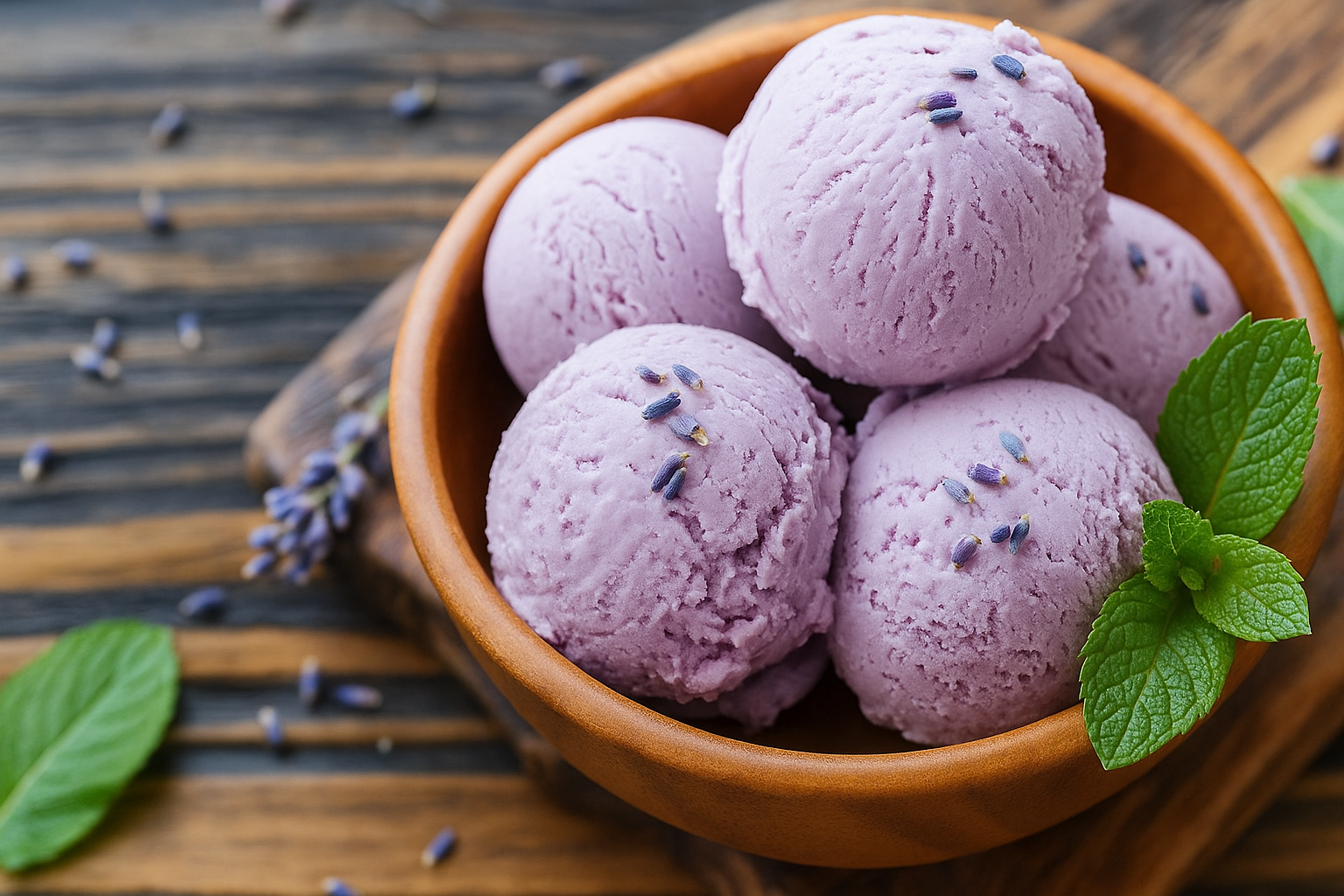
Levendulás fagylalt

Veszprém megye boraival is kiemelkedik. A Balaton-felvidéki borvidék, különösen Csopak és környéke híres az olaszrizlingről, de emellett más fehérborfajták – mint a szürkebarát vagy a rizlingszilváni – is fontos szerepet kapnak. A megye nyugati részét súrolja a Nagy-Somlói borvidék, ahol a juhfark szőlőfajta ad karakteres, savas fehérborokat. Az utóbbi években egyre több kézműves sörfőzde is megjelent Veszprém környékén.

## Oktatás és köznevelés
Veszprém vármegye oktatási rendszere a térség szellemi és gazdasági életének egyik meghatározó pillére. A megyében jól kiépített az intézményhálózat, amely lefedi az általános, középfokú és felsőoktatást is. Az oktatás földrajzilag is kiegyensúlyozott: a megye legnagyobb városai – különösen Veszprém, Ajka, Pápa és Tapolca – központi szerepet töltenek be az oktatási szolgáltatások biztosításában.
Általános iskolai oktatás
A megyében több tucat állami és egyházi fenntartású általános iskola működik, melyek döntő többsége korszerű infrastrukturális körülmények között működik. A tankerületek – például a Veszprémi és Pápai Tankerületi Központ – irányítása alá tartozó intézményekben kiemelt figyelmet kap a digitális kompetenciák fejlesztése, az idegen nyelvek oktatása, valamint a sajátos nevelési igényű tanulók integrált ellátása.
Olyan intézmények, mint a Veszprémi Deák Ferenc Általános Iskola vagy a Hriszto Botev Német Nemzetiségi Nyelvoktató Általános Iskola, jelentős szerepet töltenek be a helyi közösségek életében. A vármegyében működő gyógypedagógiai intézmények – például a veszprémi Bárczi Gusztáv Általános Iskola – a sajátos nevelési igényű tanulók ellátásában játszanak kulcsszerepet.
Középfokú oktatás

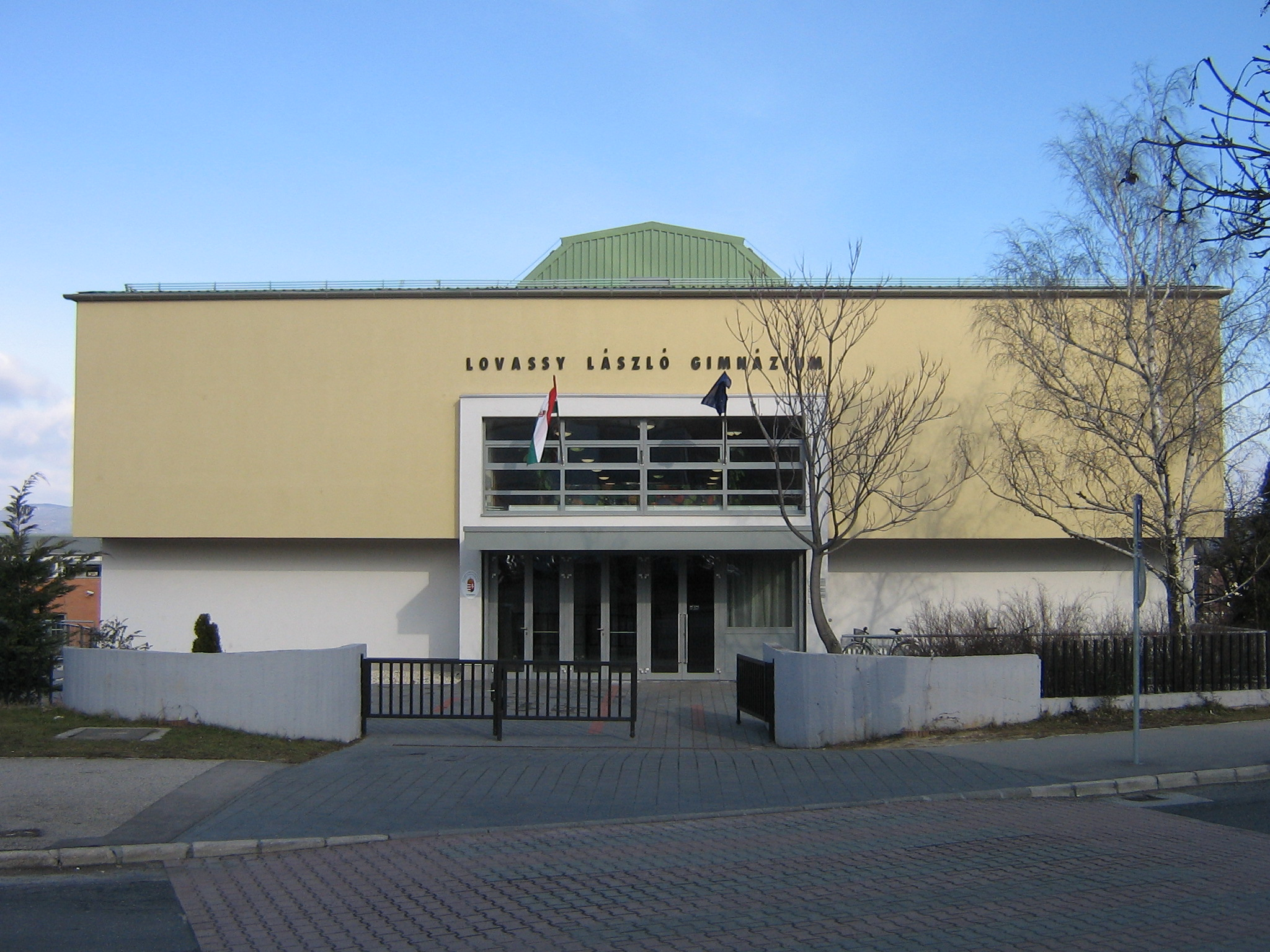
Lovassy László Gimnázium

A középiskolai kínálat sokszínű, a gimnáziumi, technikumi és szakképzési formák egyaránt elérhetők. A Veszprémi Lovassy László Gimnázium országos szinten is elismert oktatási intézmény, amely rendszeresen az élmezőnyben szerepel az országos középiskolai rangsorokban. Emellett jelentős szerepe van a Vetési Albert Gimnáziumnak is, ahol két tanítási nyelvű és természettudományos profilú osztályok is működnek.
A szakképzés terén kiemelkedik a Veszprémi Szakképzési Centrum, amely több technikumot és szakképző iskolát fog össze. A Centrumhoz tartozó Táncsics Mihály Technikum például műszaki, gazdasági és informatikai területeken kínál versenyképes képzéseket. Hasonlóan fontos az Ajkai Bródy Imre Gimnázium és Technikum, amely hosszú múltra tekint vissza, és szoros kapcsolatot ápol a térségi ipari vállalatokkal.
Felsőoktatás
Veszprém vármegye felsőoktatási központja a Pannon Egyetem, amely a vármegyeszékhelyen, Veszprémben működik. Az intézmény országos és nemzetközi szinten is jegyzett egyetem, különösen a mérnöki, környezetvédelmi, gazdasági és informatika területeken. A Pannon Egyetem szoros kapcsolatot ápol a térségi ipari szereplőkkel, és aktív szerepet vállal az innovációban, kutatás-fejlesztésben is.

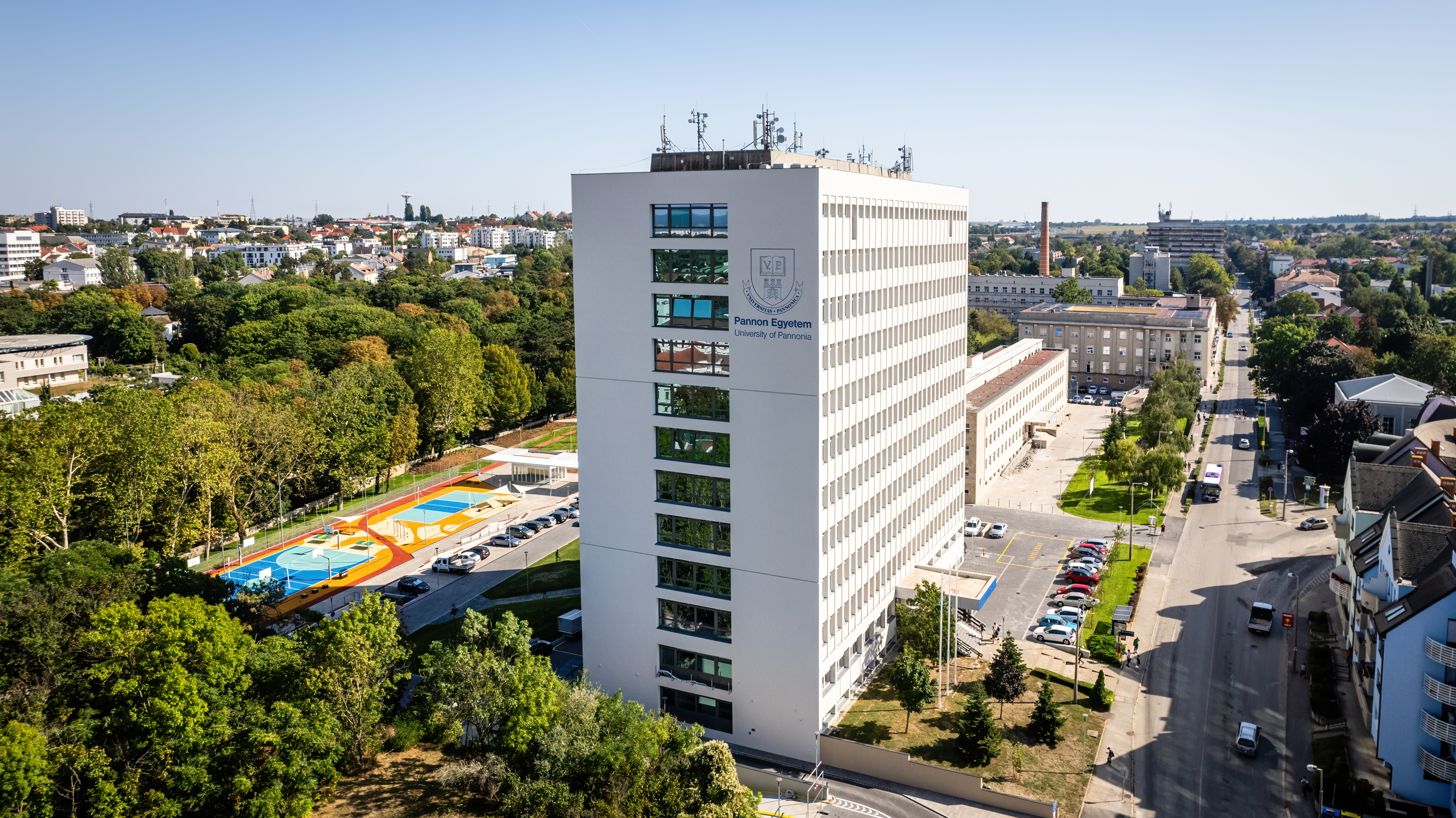
Pannon Egyetem

Az egyetem karai közé tartozik többek között:
- Mérnöki Kar – a vegyipari, élelmiszeripari és környezetmérnöki képzések központja, szoros együttműködésben a megye ipari hagyományait hordozó vállalatokkal;
- Gazdaságtudományi Kar – amely menedzsment, pénzügy, marketing és turizmus szakokon kínál versenyképes képzést;
- Modern Filológiai és Társadalomtudományi Kar – a nyelvi, bölcsész- és társadalomtudományi képzések bázisa;
- Mérnökinformatikai Kar – amely az informatikai és műszaki-informatikai felsőoktatás regionális központjaként működik.

Az egyetem országosan egyedülálló hagyományokkal rendelkezik a vegyipari képzés terén, ami nem független a megye ipari hagyományaitól.

## Sport
A vármegye sportélete sokoldalú és komoly hagyományokra épül, amelyet az utóbbi években jelentős infrastrukturális fejlesztések és kiemelkedő sporteredmények is kiegészítenek. A vármegyeszékhely, Veszprém, régóta fontos sportközpont, elsősorban a kézilabda, a labdarúgás és az egyetemi sportélet területén.

### Kézilabda

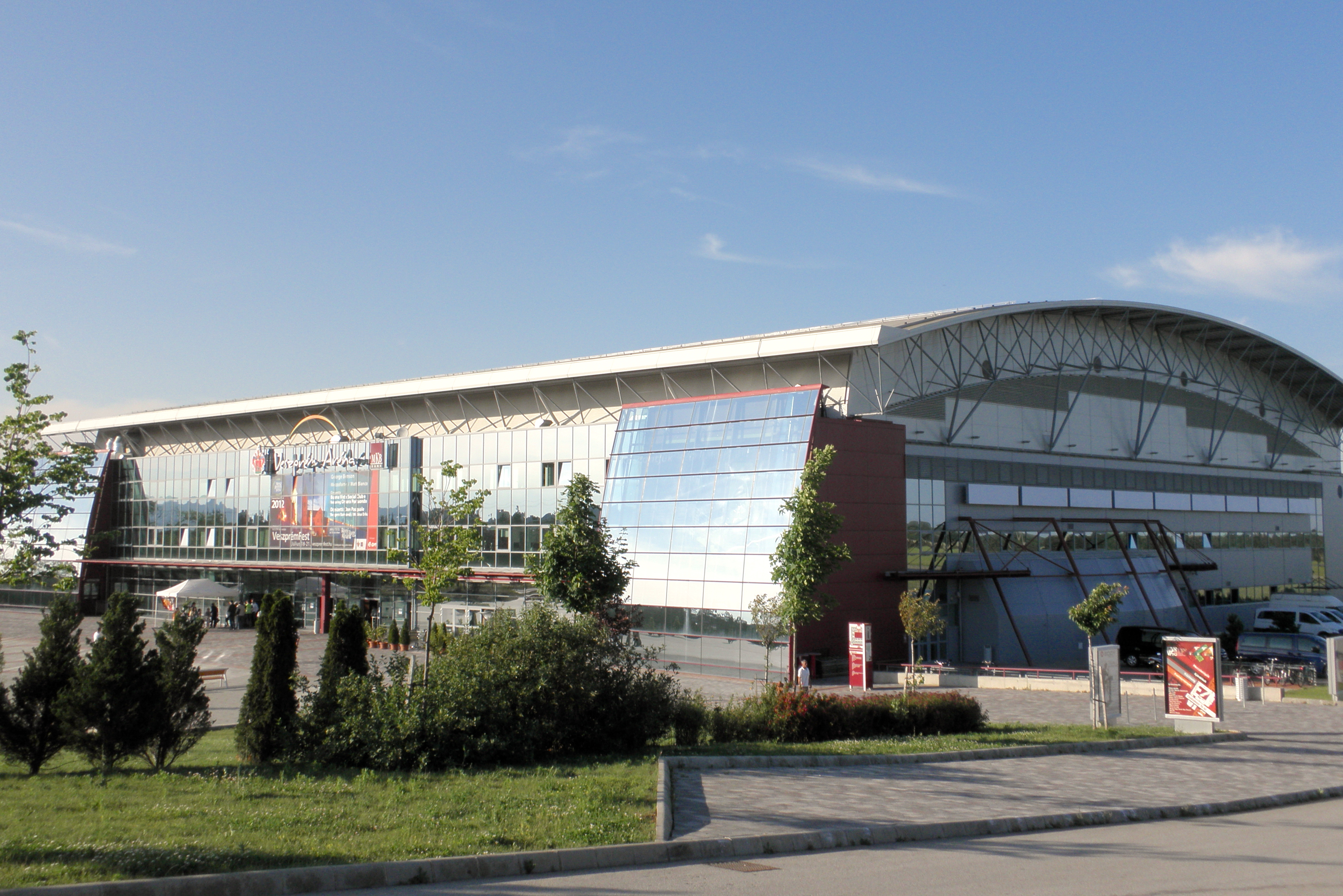
Veszprém Aréna

A megye legismertebb sportegyesülete a One Veszprém KC férfi kézilabdacsapata, amely a magyar élvonalban (NB I) szerepel, és évek óta meghatározó szereplője a Bajnokok Ligájának is. A csapat otthona a Veszprém Aréna, amely 5 000 néző befogadására alkalmas, modern sport- és rendezvénycsarnok. A létesítmény nemcsak hazai és nemzetközi kézilabdameccseknek ad otthont, hanem kulturális eseményeknek, koncerteknek és sportgáláknak is.
Veszprém a magyar kézilabdasport egyik fellegvára, és a városban kiemelt figyelmet kap az utánpótlás-nevelés is – a Veszprémi KKFT nevű klub például fiatal játékosokra épít, és több tehetséget is adott már az NB I-nek, illetve a válogatottnak.

### Labdarúgás
A megye labdarúgóéletét a Veszprém FC USE képviseli, amely a magyar bajnoki rendszer másodosztályában és harmadosztályában váltakozva szerepelt az elmúlt években. A csapat hazai pályája a Városi Stadion, amely folyamatos felújításokon esik át.
A labdarúgás fontos szerepet játszik több városban is – Ajka például az FC Ajka révén NB II-es jelenléttel bír, és stabil középcsapatként szerepel az országos másodosztályban. Pápa városában korábban NB I-es labdarúgás is volt a Lombard Pápa révén, jelenleg a városi klub a megyei élvonalban versenyez. Helyi utánpótlásnevelés működik Balatonfüreden, Tapolcán, és Zircen is, ezek a csapatok a megyei bajnokságokban és tornákon szerepelnek.

### Kékszalag

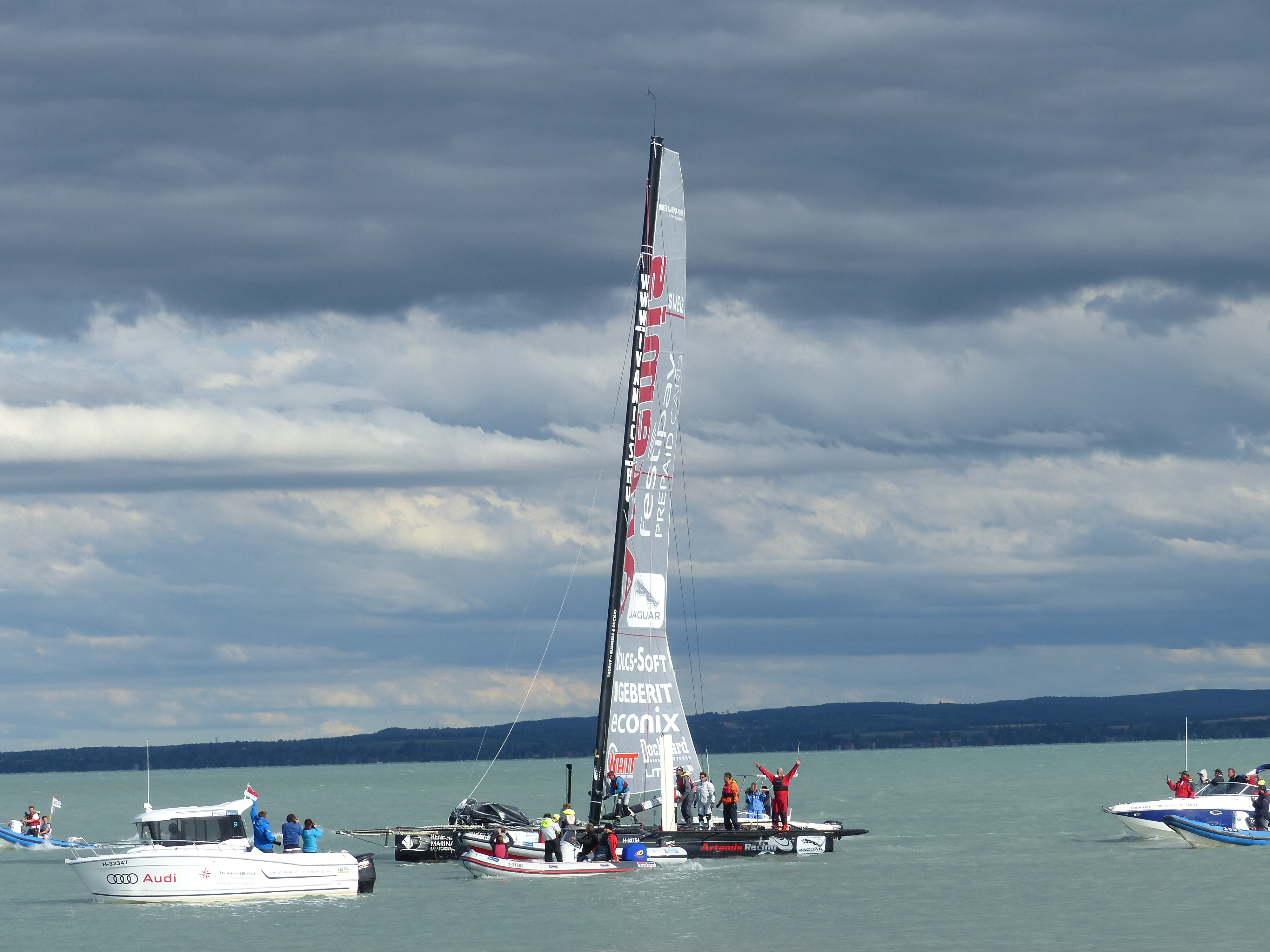
Litkey Farkas 13 alkalommal győzött a Kékszalagon, hajójával a Festipay katamaránnal a 48. Kékszalagon is abszolút győztes lett

A Kékszalag (hivatalosan: Kékszalag Nagydíj) Európa leghosszabb és legrégebbi tókerülő vitorlásversenye, amelyet évente rendeznek meg Balatonfüred központtal, a Balaton teljes hosszát bejárva. A versenyt először 1934-ben tartották meg, azóta a magyar vitorlássport egyik legnagyobb presztízsű eseményévé vált. A mezőny több száz hajóból áll, a klasszikus vitorlásoktól a csúcstechnológiás katamaránokig. 
A verseny különlegessége, hogy nappal és éjjel egyaránt zajlik, így nemcsak a hajóvezetési tudást, hanem a fizikai és mentális állóképességet is próbára teszi. A Kékszalag nemcsak sportesemény, hanem kiemelkedő turisztikai látványosság is, amely évről évre több tízezer látogatót vonz a Balaton-partra, különösen Balatonfüredre, ahol a rajt- és célhelyszín található.

### Egyéb sportágak és létesítmények
A megye sportéletét a kézilabda és a futball mellett számos más sportág is gazdagítja. A Bakonyerdő Tájékozódási Futó Club, valamint a Balatonfüredi Yacht Club országosan is elismert egyesületek. A vitorlás sport különösen Balatonfüreden jelentős, amely a Balaton-parti város sportéletének egyik fő eleme, és otthont ad több országos és nemzetközi regattának is.

Balatonfüredi Yacht Club zászlja

Ajkán és Pápán korszerű sportcsarnokok, uszodák és tornatermek szolgálják ki az utánpótlás és az amatőr sportolók igényeit. A veszprémi Stadion utcai sporttelep, valamint az egyetemi létesítmények kiváló feltételeket biztosítanak a rekreációs sportok számára is.
A megye nagy hangsúlyt fektet az ifjúsági sport támogatására. Több városban – például Ajkán, Tapolcán és Balatonalmádiban – működnek sportiskolák és utánpótlás-akadémiák, amelyek célja a helyi tehetségek felkutatása és fejlesztése. A Pannon Egyetem sportélete is aktív, különösen labdarúgás, kézilabda, atlétika és tenisz területén, saját sportcsarnokkal és futópályával rendelkezik.
A megyében rendszeresen szerveznek megyei diákolimpiákat, atlétikai versenyeket, úszóversenyeket, valamint amatőr futball- és kézilabdabajnokságokat is. A Balaton-felvidék természeti adottságai kiváló lehetőséget kínálnak a túrasportok, terepfutás és kerékpározás szerelmeseinek is – különösen népszerű a Bakony Maraton és a Balaton Bike Fest.
A Balaton Park Circuit egy új, nemzetközi szintű motorsportversenypálya, amely 2023-ban nyitotta meg kapuit Balatonfőkajár közelében, Veszprém vármegye keleti részén. A pálya 4,1 km hosszú, 16 kanyarból áll, és megfelel a FIA Grade 2 előírásainak, így alkalmas Formula–2 és GT-sorozatok futamainak megrendezésére. A létesítmény célja, hogy Magyarország második számú motorsportközpontjává váljon a Hungaroring mellett. A Balaton Park Circuit nemcsak versenyek lebonyolítására alkalmas, hanem autóipari tesztelési célokra, tréningekre, céges rendezvényekre is használható. A Balaton közelsége, valamint a korszerű infrastruktúra (paddock, média- és VIP-zónák) különösen vonzóvá teszi a nemzetközi csapatok és versenyzők számára. A pálya több nagy márkatesztet, nemzetközi bemutatót és sportautós eseményt is vonzott már az indulása óta.

Balaton Park Circuit

## Infrastruktúra és közlekedés
A gazdasági fejlődés ütemét nagymértékben befolyásoló infrastrukturális háttér az országosnál magasabb színvonalú. A vármegyét sűrű úthálózat jellemzi, mely fontos ipari csomópontokat, idegenforgalmi szempontból kiemelt üdülőkörzeteket köt össze. Legfontosabb közútja a kelet–nyugati irányú nemzetközi forgalmat is lebonyolító 8-as számú főút, amit a nyugati határ felé irányuló jelentős átmenő forgalom miatt fejleszteni kell. Éppen ezért az érintett három megye együttműködési megállapodása alapján az M8-as számú gyorsforgalmi út megépítése mind a gazdaság dinamikus fejlesztése, mind a közúti közlekedés problémáinak megoldása szempontjából kiemelt fontosságú. Az építés érdekében a Veszprém Megyei Kereskedelmi és Iparkamara kezdeményezésére funkcionális területfejlesztési tanács is alakult.
A vármegye területén 250 km-es vasúti fővonal halad át, melyből a Budapest–Szombathely közötti a legnagyobb forgalmat lebonyolító. Ennek villamosítása révén 2000-ben a nyugati határ és a főváros elérésének lehetősége is egy órára csökkent.
A légiközlekedésben a korábban a honvédség által üzemeltetett pápai és szentkirályszabadjai repülőterek polgári hasznosításának lehetőségére már tervek készültek. Kidolgozták az AIR-PARK tervezetét is Veszprémben, ami egy önálló ipari, logisztikai és tudományos parkot kapcsolna a szentkirályszabadjai reptérhez.
Sokat fejlődött a megye közműellátottsága. A vezetékes víz minden településre eljut. A megye telefonellátottságában exponenciális fejlődés történt. Mindezt tovább javítja a mobiltelefon-szolgáltatások színvonalának és ügyfélkörének bővítése. Jelentős előrelépés, hogy az adatátviteli rendszerek fejlesztésébe, korszerűsítésébe, az ISDN-vonalak kiépítésébe a Matáv mellett a megyében működő külföldi érdekeltségű telefontársaságok is bekapcsolódtak.

### Autopályák
Veszprém megye közlekedési infrastruktúrája egyre jelentősebb szerepet tölt be a magyar úthálózatban, különösen a Balaton közelsége miatt. Bár a vármegye területén jelenleg kevés klasszikus autópálya húzódik, több jelentős gyorsforgalmi és főút biztosít kapcsolatot az ország többi részével.
- Az M7-es autópálya Veszprém megye keleti csücskét érinti, és kulcsfontosságú kapcsolatot teremt a főváros, valamint a Balaton déli partja és Horvátország irányába. Az M7-es a megye egyik legfontosabb tranzitútvonala, amelyet megyei e-matricával is lehet használni a megyén belül, illetve a következő megye első csomópontjáig.[36]
- A tervezett M8-as autópálya, amely nyugat-keleti irányban szelné át az országot, Székesfehérvár, Dunaújváros, Kecskemét és Szolnok irányába. Bár jelenleg csak néhány szakasza készült el (például a Pentele-híd környékén), hosszú távon cél, hogy az út teljes hossza kiépüljön, és elérje Veszprém megyét is.

A Veszprém megyei e-matrica rendszer szintén fontos eleme a közlekedésnek. A magyarországi szabályozás értelmében (37/2007. GKM-rendelet) a megyei matrica nemcsak a saját megyén belüli díjköteles útszakaszokra érvényes, hanem a szomszédos megyék első autópálya-csomópontjáig is. Ez nagyobb rugalmasságot biztosít az autósok számára, különösen azoknak, akik rendszeresen közlekednek Veszprém és a környező megyék között.
| Út | Európai út | Érintett települések, nagyobb kereszteződések | Hossz  | Hossz     | Hossz | Hossz     | Térkép |
| Út | Európai út | Érintett települések, nagyobb kereszteződések | Teljes | Elkészült | Épül  | Tervezett | Térkép |
| -- | ---------- | --- | ------ | --------- | ----- | --------- | ------ |
|    |            | Budapest – Törökbálint (M0) – Székesfehérvár (M81) – Balatonfőkajár (M8) – Siófok – Hollád (M76) – Nagykanizsa – Letenye (M70) – Letenye / Horvátország | 226 km | 226 km    | —     | —         |        |
|    |            | Balatonfőkajár (M7) – Sárbogárd (M81) – Dunaújváros (M6) – Kecskemét (M5) – Nagykőrös (M44) – Abony (M4 / M32)                                          | 163 km | 10 km     | 0 km  | 153 km    |        |

### Főutak
Veszprém megye úthálózatát több fontos országos főútvonal alkotja, amelyek közül több elsőrendű főút országos, sőt nemzetközi szinten is jelentős, míg mások a megye belső térségeit és településeit kötik össze. Az utak fontos szerepet töltenek be a gazdaságban, a turizmusban és a lakosság mindennapi közlekedésében.
- Az egyik legfontosabb főút a 8-as számú főút, amely kelet–nyugati irányban szeli át a megyét. Székesfehérvár felől érkezik, majd Várpalotán és Veszprémen keresztül halad tovább Ajka, Körmend és Szentgotthárd irányába. A 8-as út Veszprém megye egyik legforgalmasabb útvonala, több szakaszán 2×2 sávos gyorsforgalmi úttá fejlesztették, különösen a Várpalota–Veszprém közötti szakaszon. Ezek a fejlesztések jelentős mértékben csökkentették a torlódásokat és növelték a közlekedésbiztonságot. A jövőben további fejlesztések várhatók a Várpalotát elkerülő szakaszon is.[37]
- A 71-es főút a Balaton északi partja mentén húzódik, Balatonfűzfőtől indulva halad keresztül Balatonalmádin, Csopakon és Balatonfüreden, majd folytatja útját nyugat felé. Ez az útvonal különösen nyáron, a turistaszezon idején forgalmas, mivel a Balaton-parti településeket köti össze, és sok esetben alternatív útvonalként szolgál az autópálya elkerülésére.[38][39]
- A 72-es főút Balatonfűzfőt köti össze Veszprémmel. Ez az út rövidebb, de kiemelten fontos, mivel a Balaton partjától közvetlen kapcsolatot biztosít a megye székhelye felé, és összeköttetést ad a 8-as főúttal is.[40]
- A 73-as főút szintén a Balaton-felvidéki közlekedést segíti, Csopak és Veszprém között húzódik. Ez az út a térség belső részeinek elérhetőségét javítja, főként a helyi forgalmat szolgálja ki.[37]
- A 77-es főút Veszprémet köti össze Tapolcával, és tovább halad Lesencetomaj felé. Ez az út fontos összekötő szerepet tölt be a Balaton-felvidéki és Káli-medencei települések között, és alternatívát nyújt az északi part irányába tartó forgalom számára.[37]
- A 82-es főút Veszprémből indul észak felé, érintve Zircet, majd Győr felé halad tovább. Ez az út jelentős kapcsolatot biztosít a Bakony térsége és a Kisalföld között. A Bakonyon való áthaladás miatt több szakaszon vadveszély jellemző, és a téli hónapokban is gyakran nehézkes lehet a közlekedés.
- A 83-as főút a megye nyugati részét érinti: Városlődtől indulva Pápa érintésével halad szintén Győr felé. Ez az út a térség fontos gazdasági szereplőinek – különösen Pápa városának – biztosít elérhetőséget a nyugati országrész és Ausztria irányába.[37]
- A 84-es főút Balatonedericstől indul, majd a Kisalföld irányába halad, elérve Sárvárt és Sopront. Ez az út részben a nyugat-magyarországi közlekedési tengely része, és tranzitforgalmat is lebonyolít.[37]
- A megye területén számos másodrendű főút is található, amelyek kisebb városokat, falvakat és régiókat kötnek össze. Ezek közé tartozik a 710-es, a 832-es és a 834-es főút, amelyek főként Pápa térségében találhatók, és a város kapcsolatait erősítik más megyei és országos közlekedési vonalakkal.[37]

Veszprém megye főútjai több helyen is forgalomlassító tényezőkkel terheltek, például jellemzően (az országos átlag felett több) fixen telepített traffipaxokkal (pl. Veszprém környékén, Balatonalmádiban, Balatonfüreden vagy Pápa mellett), valamint vadveszélyes útszakaszokkal (különösen a Bakonyban). Ezekről részletes térképek és információk is elérhetők a megyei rendőrség és közlekedési portálok honlapjain.
| Út | Érintett települések                                                                                                | Hossz   | Térkép |
| -- | --- | ------- | ------ |
|    | Várpalota – Öskü – Hajmáskér – Veszprém – Márkó – Bánd – Herend – Devecser – Somlóvásárhely                         | 190 km  |        |
|    | Balatonfűzfő – Balatonalmádi – Csopak – Balatonfüred – Balatonakali – Zánka – Révfülöp – Badacsonytomaj – Szigliget | 116 km  |        |
|    | Balatonfűzfő – Litér – Veszprém                                                                                     | 7 km    | –      |
|    | Csopak – Veszprém                                                                                                   | 13 km   | –      |
|    | Tapolca – Monostorapáti – Kapolcs – Vigántpetend – Pula – Nagyvázsony – Nemesvámos – Veszprém                       | 54 km   | –      |
|    | Veszprém – Eplény – Zirc – Csesznek – Bakonyszentkirály                                                             | 80 km   |        |
|    | Városlőd – Farkasgyepű – Bakonyjákó – Pápa                                                                          | 76 km   |        |
|    | Balatonederics – Lesencetomaj – Sümeg – Zalagyömörő – Ukk                                                           | 132 km  | –      |
|    | Balatonakarattya – Balatonkenese – Balatonfűzfő                                                                     | 16,5 km |        |
|    | Pápa – Nyárád – Nemesszalók – Külsővat                                                                              | 40,7 km | –      |

### Vasúti közlekedés
A vasúti közlekedés vegyes képet mutat: a megye középső és nyugati részén néhány fontosabb vasútvonal biztosítja a közlekedést, míg más térségek – különösen a Bakony belső területei és a Balaton-felvidék egy része – vasúti szempontból gyengébben ellátottak. A megye vasúti kapcsolatait elsősorban a MÁV hálózatán közlekedő személy- és tehervonatok biztosítják.
A megye legfontosabb vasútvonala a Székesfehérvár–Szombathely-vasútvonal (20-as számú vonal), amely kelet–nyugati irányban halad át a megyén. Ez a vonal összeköti Veszprémet és Ajkát Székesfehérvárral kelet felé, illetve Celldömölkön keresztül Szombathellyel nyugat felé. A vonal Székesfehérvár és Veszprém között villamosított és kétnyomú, így itt viszonylag sűrű a személyvonat-közlekedés, és a teherforgalom is jelentős. Veszprém és Ajka között azonban már egyvágányú a vonal, ami korlátozza a járatsűrűséget.
A megye északi részén fut a Győr–Veszprém-vasútvonal (11-es számú vonal), amely Győrből indulva Pápán, majd a Bakony hegységen keresztül éri el Veszprémet. Ez a vasútvonal különösen festői, de a Bakony domborzati viszonyai miatt lassabb, és főként helyi jelentőséggel bír. Az utazóközönséget kisebb regionális vonatok szolgálják ki, és a szakasz nem villamosított, dízelmozdonyos vontatással működik.
A Tapolca városát érintő vasútvonalak is jelentősek, különösen a Balaton északi partja felől. A 29-es számú vonal Balatonfüred és Tapolca között húzódik, innen indul tovább a 26-os vonal Sümeg irányába. Ezek a vonalak a nyári időszakban fontos szerepet töltenek be a turisztikai forgalom lebonyolításában, mivel a Balaton-felvidék több kedvelt üdülőhelyét is érintik. Ugyanakkor ezek a szakaszok egyvágányúak és nem villamosítottak, így a menetrend rugalmatlanabb, és jellemzően régebbi dízel motorvonatok közlekednek rajtuk.

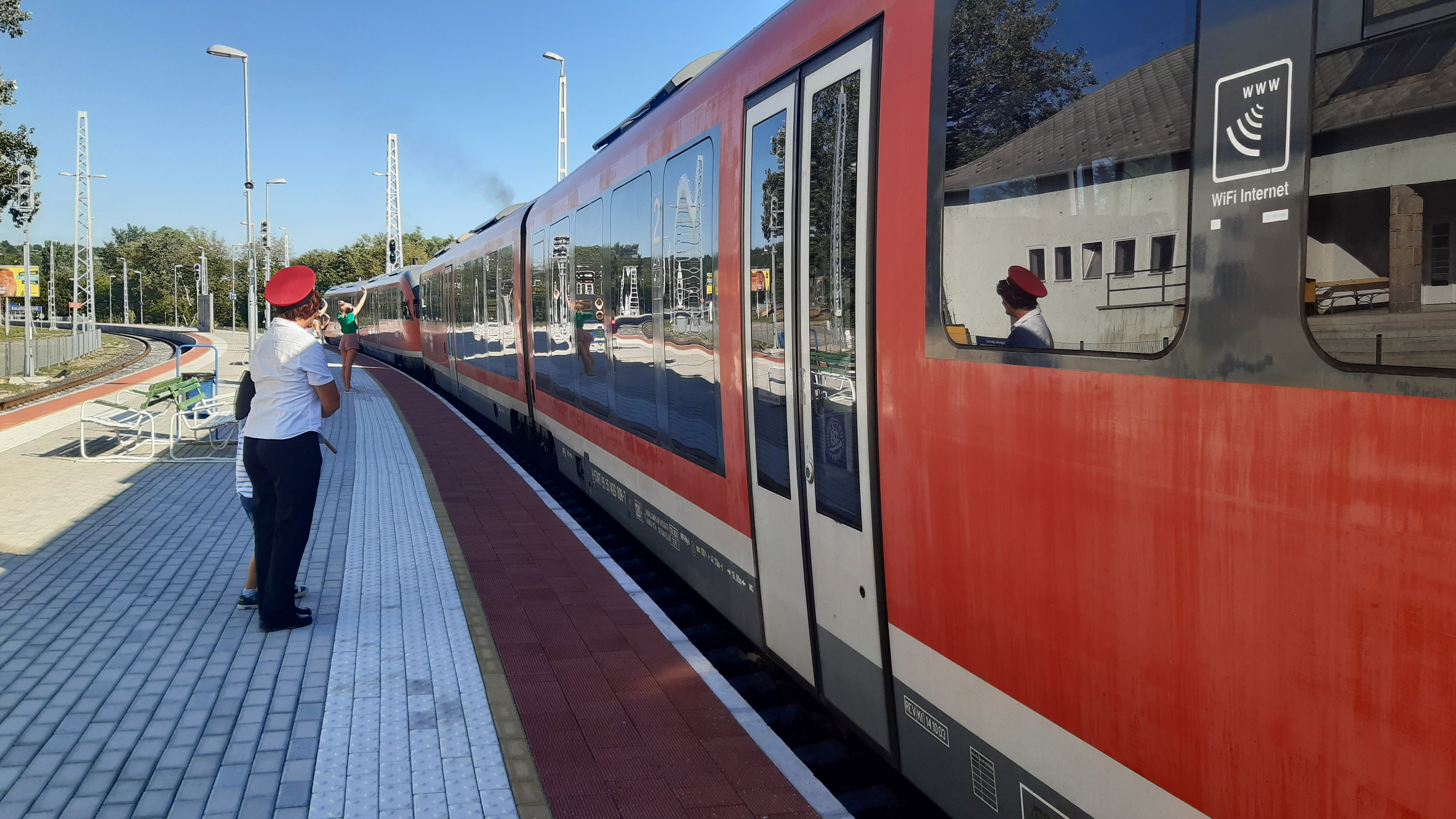
A balatonfűzfői vasútállomás

A megyén belüli kisebb városokat, például Pápát, Devecsert vagy Zircet is vasút köti össze a megye többi részével, de ezek a vonalak gyakran csak napi néhány járatot biztosítanak. A vasúti közlekedés tehát elsősorban a nagyobb városok között biztosítja a megbízható összeköttetést, míg a kisebb települések inkább autóbuszos közlekedésre szorulnak.

### Légi közlekedés
Veszprém vármegyében jelenleg nincs olyan repülőtér, amely rendszeres menetrend szerinti belföldi vagy nemzetközi utasszállító járatokat fogadna. A megye légi közlekedése elsősorban katonai, sport- és kisgépes forgalomból áll, illetve a környező nagyvárosok repülőterein keresztül valósul meg a polgári légi utasforgalom.
A megye legismertebb és legnagyobb múltú repülőtere a szentkirályszabadjai repülőtér, amely korábban a Magyar Honvédség egyik kiemelt helikopterbázisaként működött. A repülőtér Veszprémtől keletre, Balatonalmádi közelében található. Az 1990-es években még aktív katonai bázis volt, de azóta fokozatosan leépült. Jelenleg nem lát el rendszeres légi forgalmat, de a területén időszakosan kisgépes repülések, pilótaképzések és különféle sportrepülési események zajlanak. Korábban felmerült a repülőtér polgári célú újranyitása, illetve regionális légikikötővé alakítása, de ezek a tervek eddig nem valósultak meg.
A megye másik jelentős repülőtere a pápai katonai repülőtér, amely kizárólag katonai célokat szolgál. A repülőtér a Magyar Honvédség és a NATO közös bázisa, ahol többek között nehéz szállítórepülőgépek, például C–17 Globemasterek állomásoznak. A pápai bázis stratégiai szerepet tölt be a nemzetközi katonai logisztikában, ugyanakkor nem nyitott a civil forgalom számára, és utasszállító járatokat nem fogad.

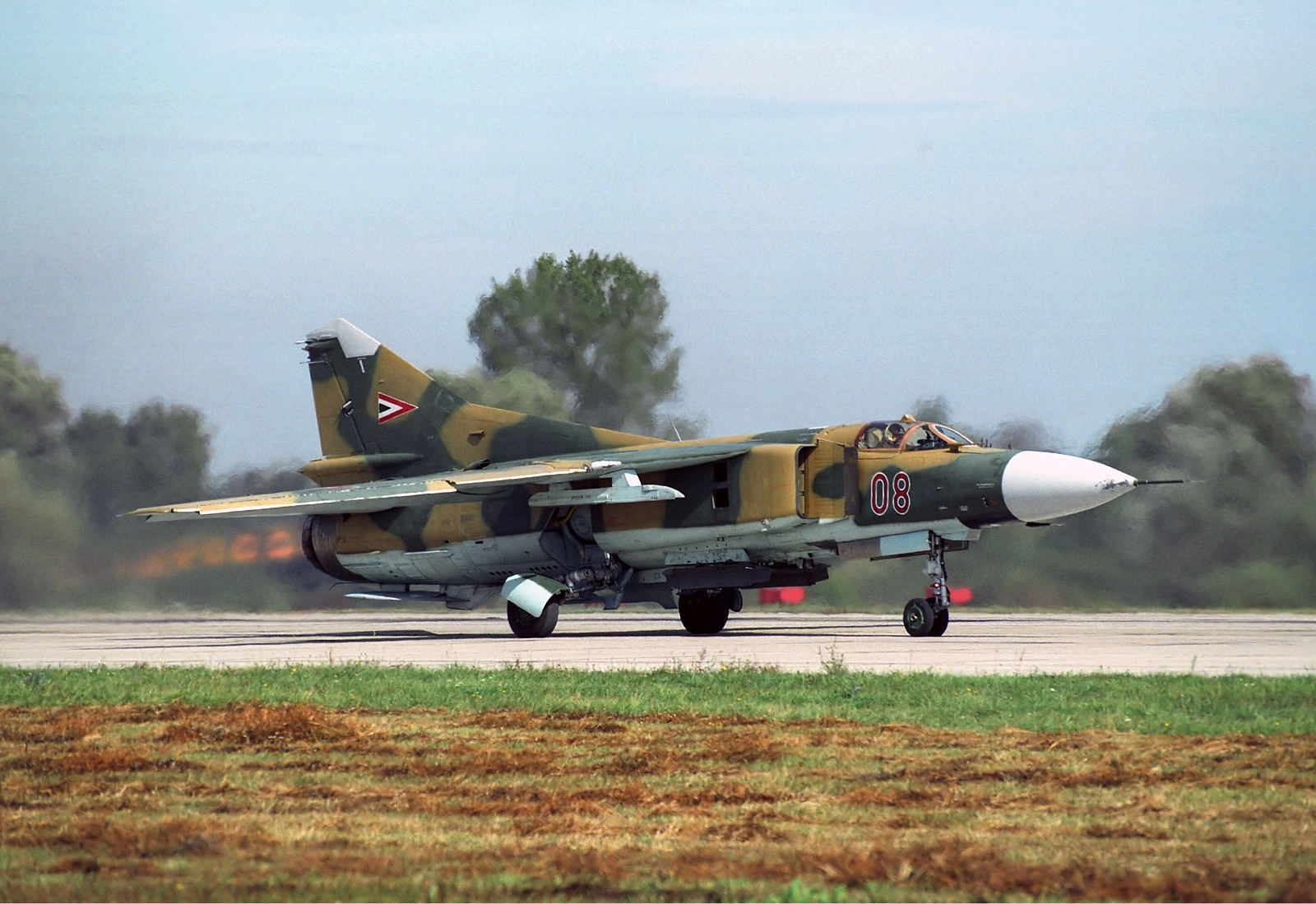
A Magyar Légierő MiG–23-as vadászgépe a pápai reptéren

Veszprém megyében emellett több kisebb, sport- és hobbi célokat szolgáló repülőtér is található. Ilyen például a Veszprém–Jutaspusztán található sportrepülőtér, ahol vitorlázó- és motoros kisgépes repülések zajlanak, valamint hasonló kisebb repülőterek működnek például Balatonfőkajár és Várpalota térségében is. Ezeket a repülőtereket jellemzően repülőklubok, pilótaképző iskolák, illetve hobbipilóták használják.

### Vízi közlekedés
A vízi közlekedés elsősorban a Balatonhoz kötődik, mivel a megye nem rendelkezik hajózható folyókkal. A Balaton északi partja több településen keresztül tartozik a megye területéhez, így a vízi közlekedés itt főként turisztikai és rekreációs jellegű, valamint kisebb részben közlekedési funkciót is ellát.
A balatoni vízi közlekedés fő szolgáltatója a Balatoni Hajózási Zrt. (Bahart), amely menetrendi hajójáratokat, sétahajókat, valamint kompközlekedést üzemeltet. Veszprém megyében a legfontosabb balatoni kikötők Balatonalmádiban, Csopakon, Balatonfüreden és Tihanyban találhatók. E településeken szezonálisan, jellemzően tavasztól őszig rendszeresen közlekednek személyszállító hajók, amelyek a déli parti városokkal, például Siófokkal vagy Balatonboglárral teremtik meg a kapcsolatot.
Kiemelt szerepe van a Tihany és Szántód közötti kompjáratnak, amely a Balaton két partjának legrövidebb átkelője, és egész évben működik. Ez az útvonal elsősorban gépjárművel vagy gyalogosan közlekedő utasok számára biztosít gyors összeköttetést a tó északi és déli partja között, így jelentős szerepet játszik a régió közúti hálózatában is.

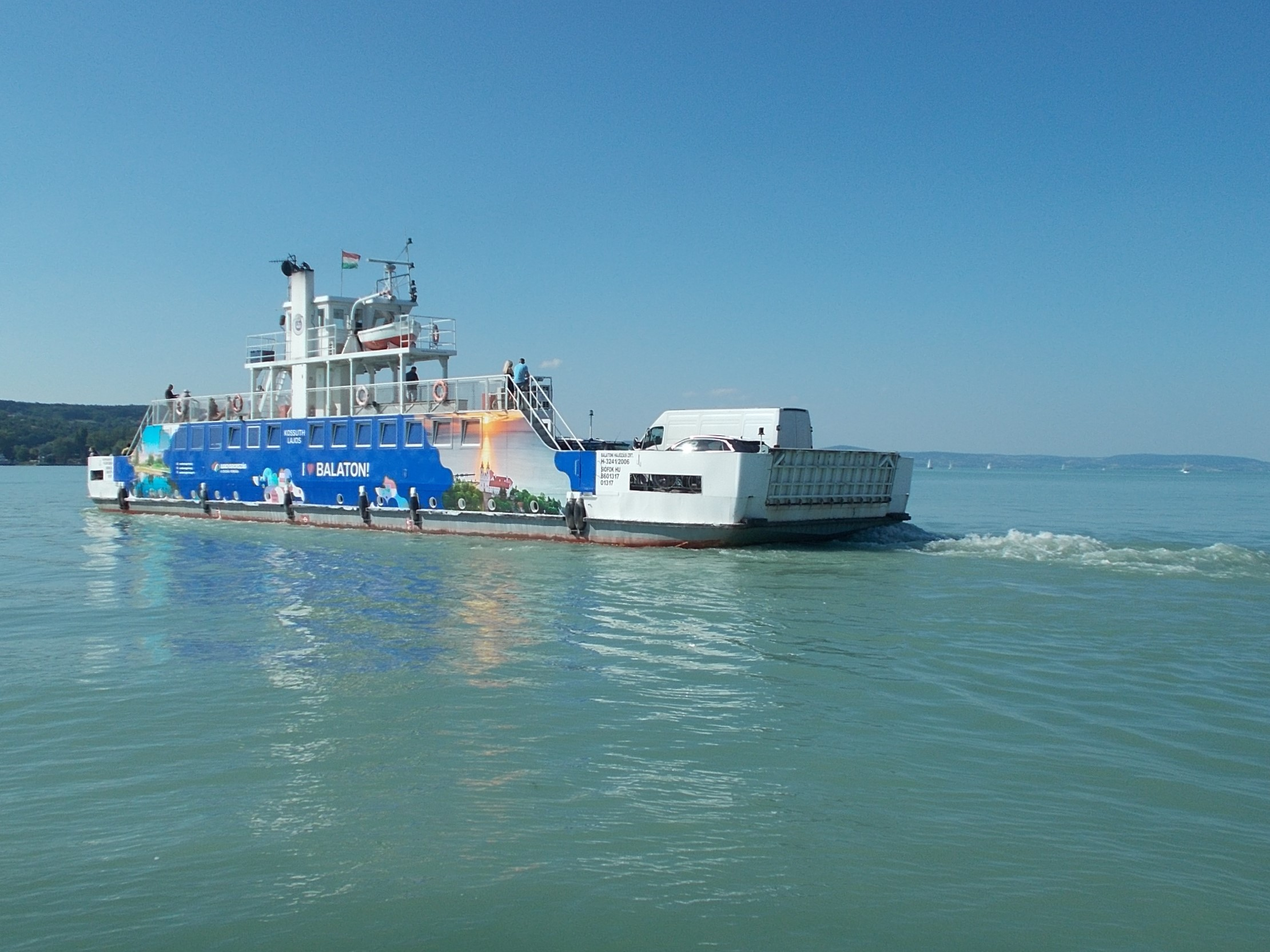
Tihany és Szántód között közlekedő kompjárat

Balatonfüred nemcsak személyhajózási, hanem sporthajózási szempontból is kiemelkedő központ. A városban található a Balaton legnagyobb vitorláskikötője, ahol a hivatásos és hobbivitorlázók egyaránt aktívan jelen vannak. Balatonfüred emellett a híres Kékszalag vitorlásverseny kiindulópontja is, amely Európa leghosszabb tókerülő versenye, évente több száz résztvevővel.

## Híres szülöttei
- Spissich János (Sümeg, 1745. március 28. – Kisgörbő, 1804. április 23.) Zala vármegye alispánja, a magyar jakobinus mozgalom tagja
- Batsányi János (Tapolca, 1763. május 9. – Linz, 1845. május 12.) magyar költő
- Kisfaludy Sándor (Sümeg, 1772. szeptember 27. – Sümeg, 1844. október 28.) magyar költő, császári katonatiszt
- Reguly Antal (Zirc, 1819. július 11. – Buda, 1858. augusztus 23.) néprajzkutató, utazó, a magyarországi finnugrisztika egyik legelső, kiemelkedő képviselője
- Leopold Weisz (Veszprém, 1876. április 27. – Atlanti-óceán, 1912. április 15.) magyar-brit szobrász, az RMS Titanic egyetlen bizonyítottan magyar származású utasa és áldozata
- Mádl Ferenc (Bánd, 1931. január 29. – Budapest, 2011. május 29.) Széchenyi-díjas magyar jogtudós, egyetemi tanár, a Magyar Tudományos Akadémia rendes tagja. A nemzetközi gazdasági és összehasonlító magánjog neves kutatója. 1990 és 1993 között tárca nélküli miniszter, 1993 és 1994 között művelődési és közoktatási miniszter. 2000-től 2005-ig a Magyar Köztársaság elnöke
- Bartók László (Várpalota, 1955. január 30. –) Radnóti-díjas magyar előadóművész, színész, televíziós szerkesztő, műsorvezető, művészi-beszéd oktató
- Varga László (Tapolca, 1956. augusztus 17. –) katolikus pap, a Kaposvári egyházmegye püspöke
- Freund Tamás (Zirc, 1959. június 14. – ) Széchenyi-díjas magyar neurobiológus, egyetemi tanár
- Kövér László (Pápa, 1959. december 29. –) magyar jogász, politikus. 1988-ban a Fidesz alapító tagja. 1990-től országgyűlési képviselő, 2010-től az Országgyűlés elnöke
- Gyurcsány Ferenc (Pápa, 1961. június 4. –) magyar politikus és üzletember. 2004. szeptember 29-étől 2009. április 14-éig a Magyar Köztársaság miniszterelnöke
- Scherer Péter (Ajka, 1961. november 16. –) Jászai Mari-díjas magyar színész
- Rujsz Edit (Tapolca, 1965. augusztus 21.– ) címzetes magántáncosnő, balettmester, koreográfus. 2013 szeptemberétől a Magyar Állami Operaház választott nagykövete
- Navracsics Tibor (Veszprém, 1966. június 13. –) magyar jogász, politológus, egyetemi docens, politikus. 2006–2014 között a Fidesz – Magyar Polgári Szövetség országgyűlési képviselője
- Ókovács Szilveszter (Veszprém, 1969. december 31. –) magyar operaénekes, zenekritikus-publicista, rádiós és televíziós műsorvezető
- Zsédenyi Adrienn, művésznevén Zséda (Pápa, 1974. december 30. –) többszörös Fonogram- és EMeRTon-díjas magyar énekesnő
- Tóth Vera (Tapolca, 1985. március 3. –) Artisjus-díjas magyar énekesnő. Az első Megasztár győzteseként vált ismertté
- Karácson Tamás (Várpalota, 1987. augusztus 5. ) - művésznevén Fluor - magyar rapper, szövegíró, médiaszemélyiség
- Tóth Gabi (Tóth Gabriella) (Tapolca, 1988. január 17. –) magyar énekesnő. A 2005-ös Megasztár résztvevője, 2013-tól 2016-ig az X-Faktor egyik mentora
- Vastag Tamás (Veszprém, 1991. június 28. –) Fonogram-díjas magyar énekes
- Radics Péter, ismertebb nevén Radics Peti (Veszprém, 1994. november 17. –) magyar YouTube-tartalomkészítő, humorista és zenész

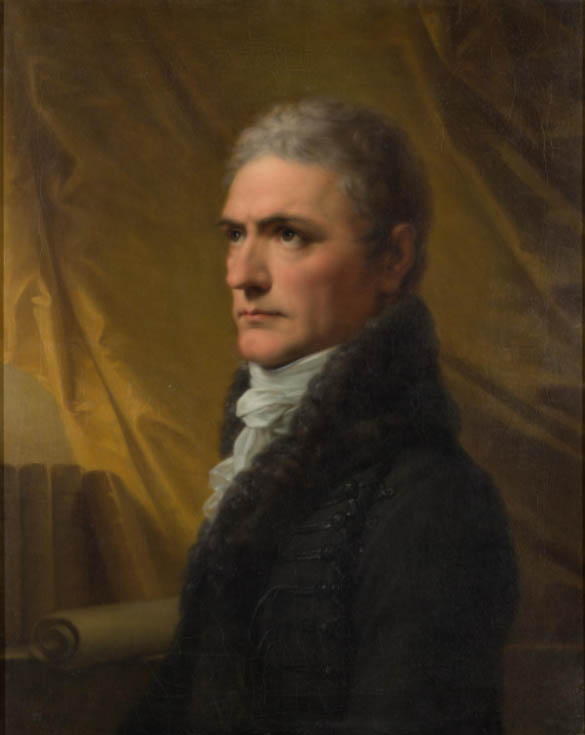
Batsányi János
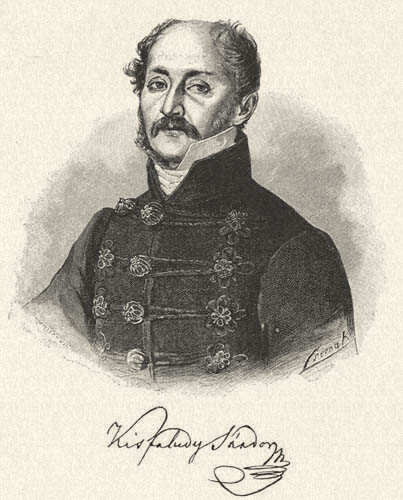
Kisfaludy Sándor
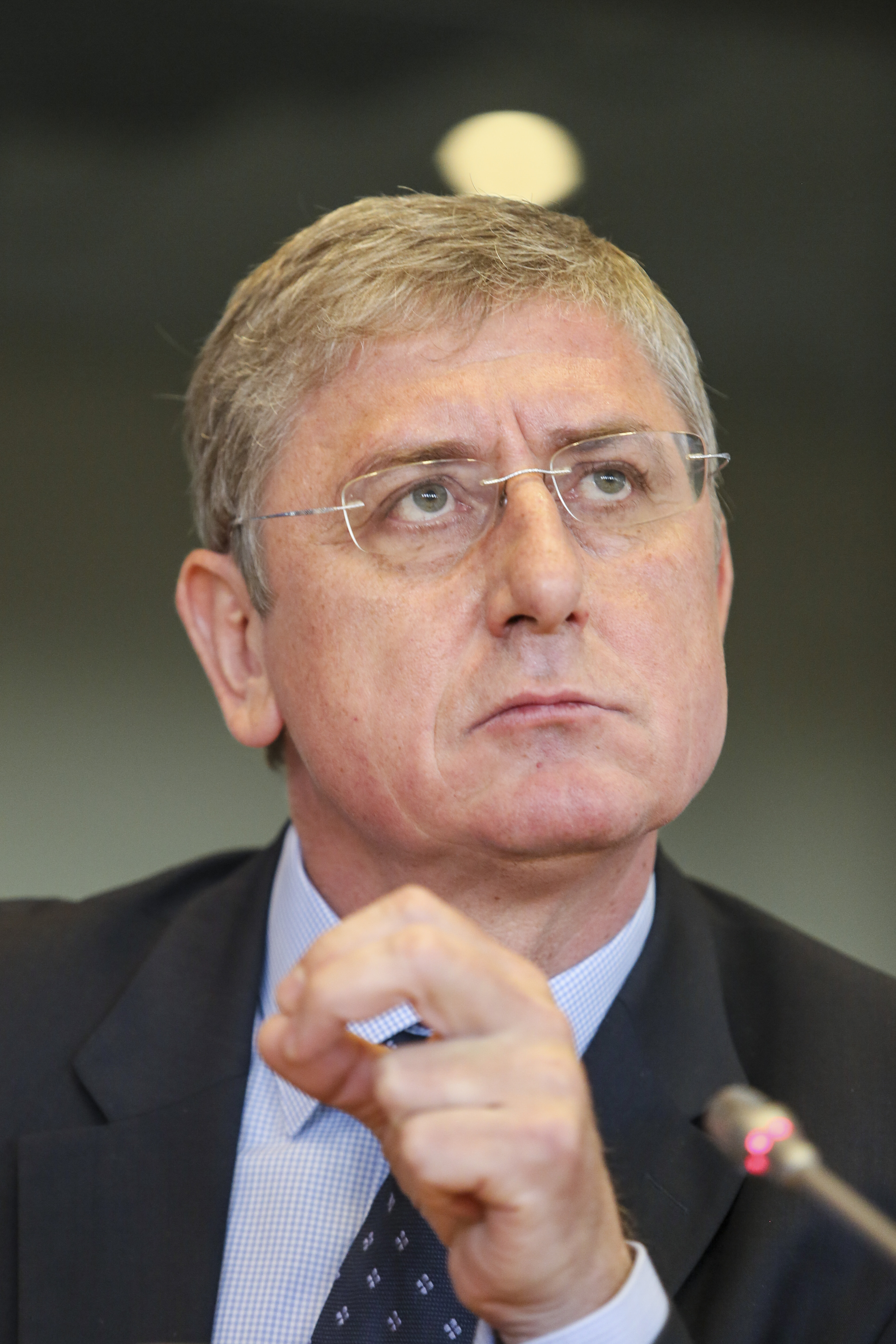
Gyurcsány Ferenc
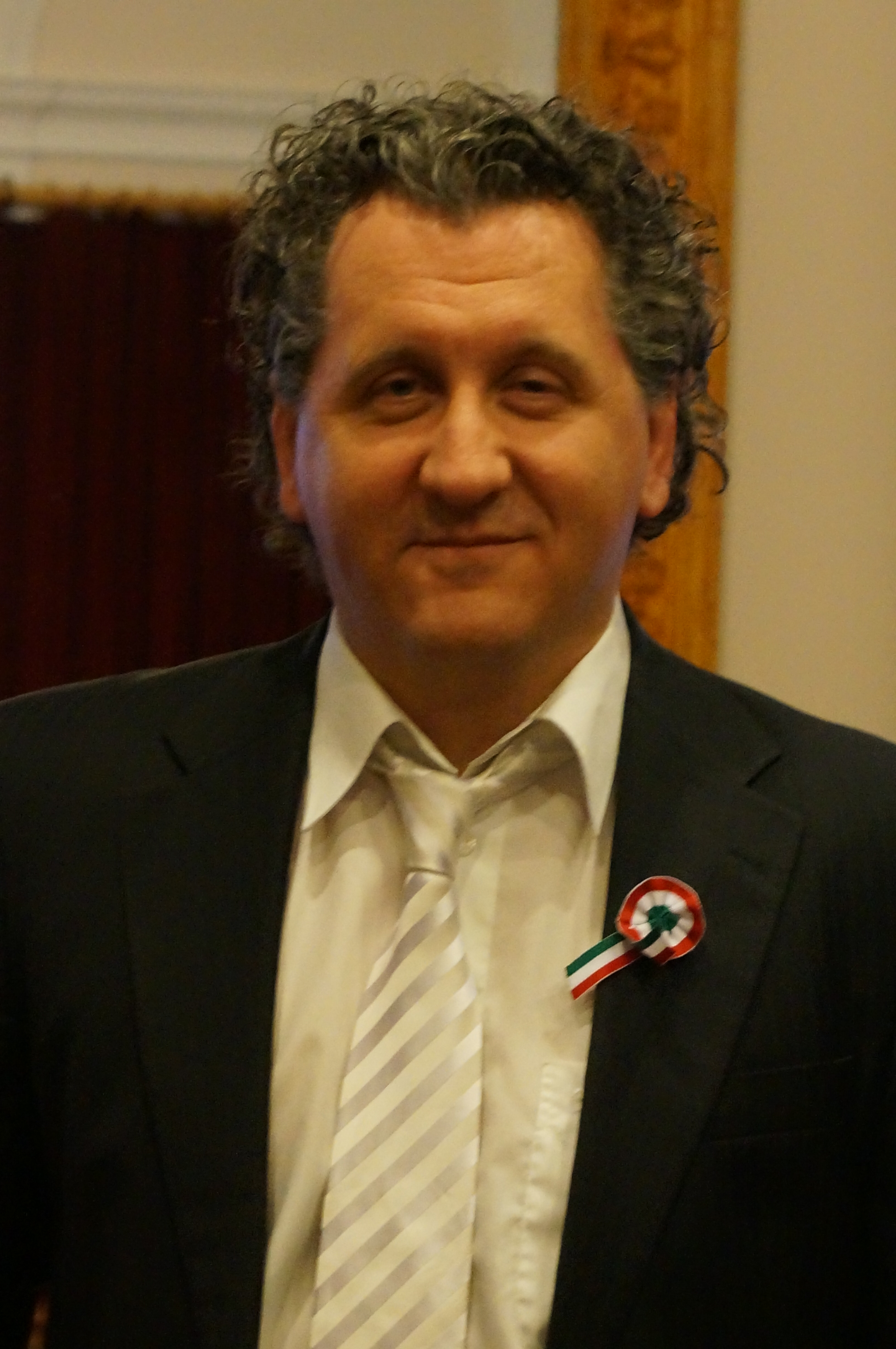
Ókovács Szilveszter
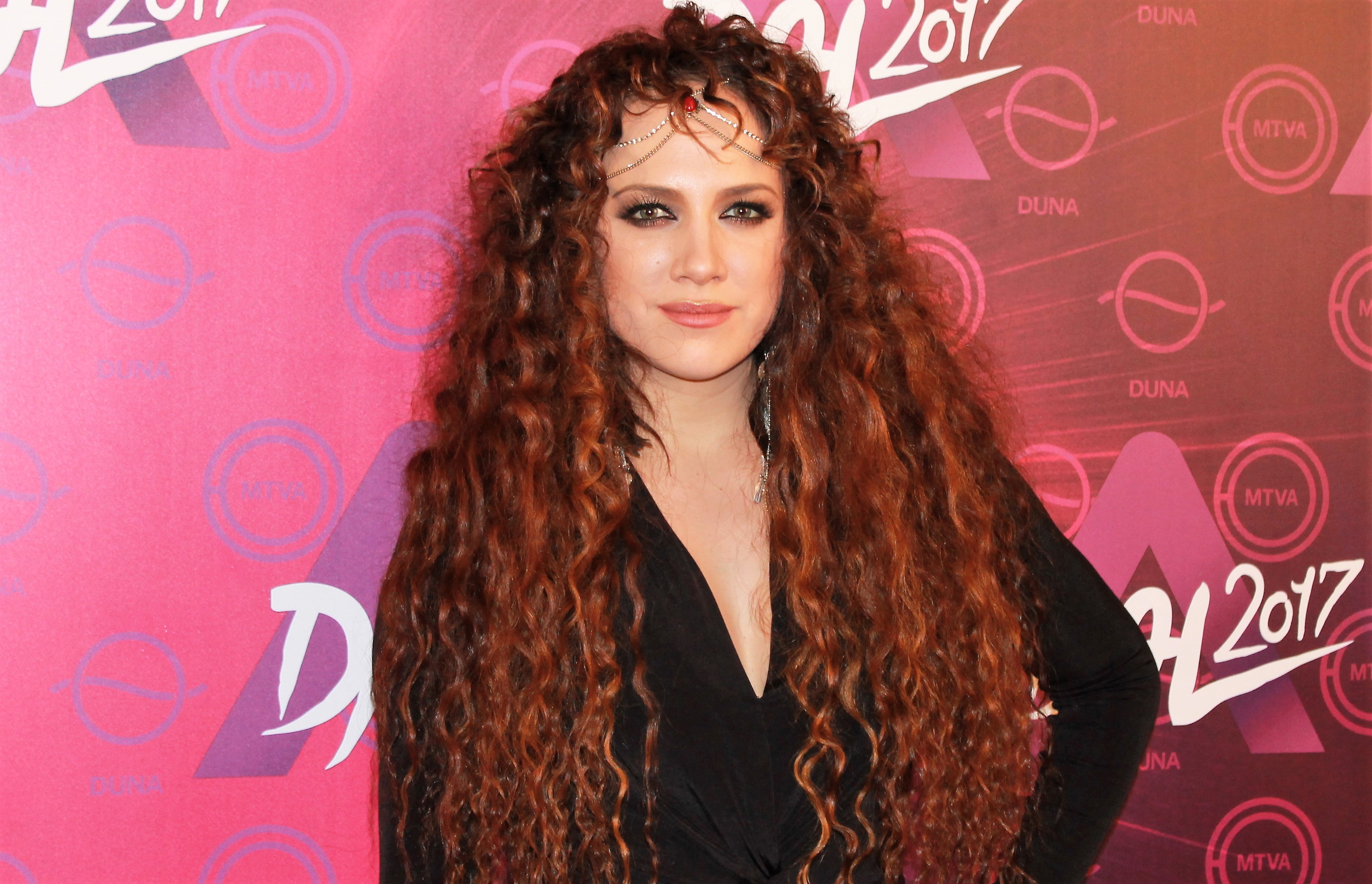
Tóth Gabi

## Kultúra
Lásd még: a Veszprém vármegyei múzeumok listája cikket
Veszprém vármegyében kerül megrendezésre a minden év július végén és augusztus elején, mintegy egy héten át tartó Művészetek Völgye fesztivál, amely hat település, Kapolcs, Vigántpetend, Taliándörögd, Monostorapáti, Öcs és Pula helyszínein zajlik. A rendezvények között színházi előadások, komoly-, népi- és világzenei koncertek, irodalmi estek és délutánok, kiállítások és mesterségek bemutatása szerepel.

### Turizmus
Lásd még: a Veszprém vármegye turisztikai látnivalóinak listája cikket
Veszprém vármegye a magyarországi turisztikai régiók közül a Közép-Dunántúli- és a Balatoni régióba tartozik, fő turisztikai vonzerejét a Balaton partja, a gyógyvizek, a Balaton-felvidék népművészeti és természeti értékei, a Bakony erdőségei, a nagy történelmi múlttal rendelkező városok és falvak, és a híres arborétumok jelentik. A borkedvelőket Badacsony, Csopak és Somló mintegy 6000 hektáros szőlőültetvényei, számos borászati üzem és magánpincészet várja. A megye a vitorlázás, lovaglás és sárkányrepülés egyik fő magyarországi központja. Turisztikailag jelentős hagyományos termékek a herendi porcelán, az ajkai kristály és a pápai sonka.
Veszprém vármegye térségében – a régészeti kutatások tanúsága szerint – az őskőkortól kezdve településnyomok tanúskodnak az emberi közösségek jelenlétéről. Építészeti és tárgyi-, valamint változatos etnikai kultúrhagyatéka kiemelkedően gazdag. A megye kulturális intézményrendszere – mint a múzeumok és kiállítóhelyek, levéltár és könyvtárhálózat, a közművelődési szervezetek élő kapcsolatot tartanak fenn a történelmi múlt és napjaink oktatási-, művelődési szükségleteinek ápolásában. Különlegesen gazdag a vármegye építészeti (műemléki-, népi építészeti és ipartörténeti) emlékekben. A megye értékes kulturális hagyatékéval való gondos sáfárkodására jellemző, hogy az országban elsőként Veszprém megye hozott létre számítógépes műemléki nyilvántartási adatbázist és adatszolgáltatást. Országosan elsőként a megyében alkalmaztak informatikát a településfejlesztési/rendezési – később a környezetvédelmi – tervezésben. Országos elismerést váltott ki a Veszprémi Várnegyed megmentésére indított és végrehajtott, a folyamatos régészeti kutatással párhuzamosan végzett és egyúttal a legkorszerűbb technológiákat alkalmazó, összehangolt rekonstrukciós program.
Veszprém, becenevén a „Királynék városa” a Séd patakot övező dombokon és völgyekben terül el, északról a Bakony hegyvonulata, délről a Balaton-felvidék, keletről pedig a sík Mezőföld északnyugati nyúlványa, a Veszprémi-fennsík határolja. A veszprémi vár a legnagyobb egységes lakott várnegyed a budai vár után. Látnivalói a Tűztorony, a Modern Képtár, a Csikász Galéria, a Piarista templom, a Téglagyűjtemény, a Dubniczay-ház – László Károly Gyűjtemény, és a Gizella Királyné Múzeum. Az érseki palota, Fellner Jakab tervei szerint épült, az 1700-as évekből származik. Freskói Johann Cymbal alkotásai. A Szent György-kápolna román kori, a Gizella-kápolna 13. századi gótikus műemlék. Az ősi Szent Mihály-székesegyház a 20. század eleji átépítés után neoromán stílust hordó építészeti emlék. Pápa városának legrégibb ma is álló épülete a 15. századi Korvin-ház. A belváros 19. századi, 20. század eleji polgárházainak nagy része mind fel van újítva, a Fő teret Közép-Európa egyik legszebb barokk terének tartják. A műemlék jellegű épületek megóvásáért, restaurációjáért Pápa 1989-ben Hild János-emlékérmet kapott. A várossal kapcsolatban gyakran említik a soktornyú jelzőt, bármely irányból közelít ugyanis az ember a városhoz, először a tornyait látja meg. Látható itt az Eszterházy-kastély, a Szent Anna-templom, a Bezerédy-ház és a Zichy-ház.
A Várpalotán található Thury vár ősét a 14. század második felében az itt birtokot szerző Újlakiak építették meg. 1566-ban kapitánya, Thury György védelmezte a töröktől, így később, 1593-ban került idegen kézre, majd 1687-ben véglegesen ismét keresztény csapatok birtokába. A 20. századra romossá lett építményt az 1960-as évek óta állítják helyre folyamatosan. A földszinten helytörténeti kiállítás illetve a palota épen fennmaradt részei tekinthetők meg. Itt kapott helyet a Gróf Sztáray Antal Bányászati Múzeum és a Magyar Vegyészeti Múzeum. A Zichy-kastély ad helyet az egyedülálló Trianon Múzeum gyűjteményének. Zirc város jelképe a ciszterci Bazilika minor, mely a középkori apátságtól nyugatra épült az 1700-as években, barokk stílusban. A templom tervezője ismeretlen, freskóit Wagmaister József, a Mária mennybevételét ábrázoló főoltárképet Franz Anton Maulbertsch készítette. A város központi részén elhelyezkedő ciszterci monostor jellegzetes épületének a templomhoz csatlakozó 18. századi szárnyait Witwer Márton karmelita szerzetes tervezte. Az épület 19. század közepi bővítéseknek köszönhetően az apátság még két látogatható intézményt fogad be: az ország egyetlen vidéki természettudományi múzeuma, a Bakonyi Természettudományi Múzeum kiállítása található meg a templomkertről nyíló épület első emeletén. Továbbá, az Országos Széchényi Könyvtár által üzemeltetett Reguly Antal Műemlékkönyvtár, mely a második emeleten található. A természettudományi múzeum 1972 óta működik, kiállításán diorámákban mutatják be a Bakony élővilágát, valamint a Kárpát-medence ásványait. A műemlékkönyvtár 65 000 kötetes állománya nagyrészt 18-19. századi, de találhatók egyedülálló ősnyomtatványok is. A város híres még a arborétumáról.
Csesznek egyik legfőbb látnivalója a cseszneki vár. Alaprajza egy téglalaphoz csatlakozó ötszöget formáz, középen belső udvarral. Déli oldalán alacsonyabb gazdasági épületek húzódtak, a többi fal a vár lakóépületeit rejtette. A déli oldalon egy félkör alaprajzú kis torony is állt. Az északnyugati bejáratot valószínűleg felvonóhidas kapu védte, melynek Garai-Cillei címeres szemöldökköve máig fennmaradt. Herend településen a porcelángyártás kőedény formájában 1826-ban indult, Stingl Vince alapításában. 1839-ben a hitelezője, Fischer Mór szerezte meg a manufaktúrát, aki felfejlesztette és dicsőségre vitte, nevéhez kötődik a művészi porcelángyártás bevezetése. 1964 óta működik Porcelánmúzeuma. Sümeg település található a sümegi vár, amely egyike a legnagyobb, újjáépített erődítménynek. A 14. századi műemlék egy 270 méter magas hegyen épült. A Vármúzeum az épület történetét eleveníti fel, udvarán nyaranta lovagi játékokat rendeznek. Nemzetközi mércével mérhető művészeti értéket képviselnek a plébániatemplomban levő Maulbertsch freskók, a késő barokk Püspöki palota és a Ferences templom szoboralkotásai. A már a Balatoni régióba tartozó Tapolca város egyik legfőbb nevezetessége a központjában található a Tavasbarlang, melynek teljes hossza 3280 méter, mélysége a bejárattól számítva 16 méter. A barlangot 1903-ban fedezték fel, majd 1912-ben elkészült a villanyvilágítás, ezáltal megnyithatták a látogatók előtt. Egy szakasza csónakkal bejárható, azonban nagy része víz alatt van. A katolikus templom a 13. században épült román stílusban. A karthauziak ezt egészítették ki egy gótikus szentéllyel. Padányi Biró Márton veszprémi püspök 1756–1757-ben barokk hajót, a 19. század végén, Ley József plébános két oratóriumot építtetett a templomhoz. A Fő téren áll a barokk Szentháromság-szobor, amit Padányi Biró Márton veszprémi püspök állíttatott 1757-ben.

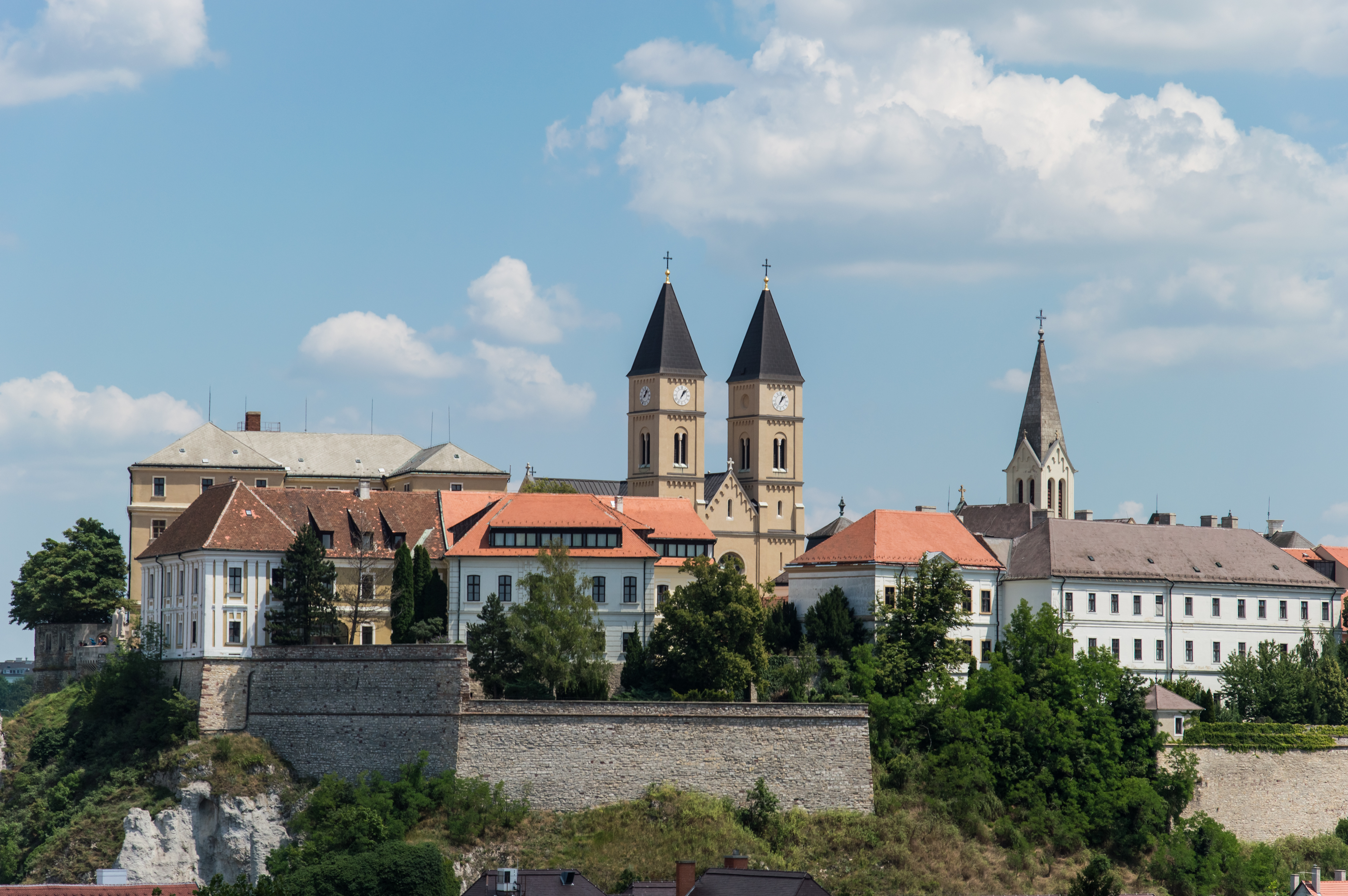
Veszprém, a vármegyeszékhely
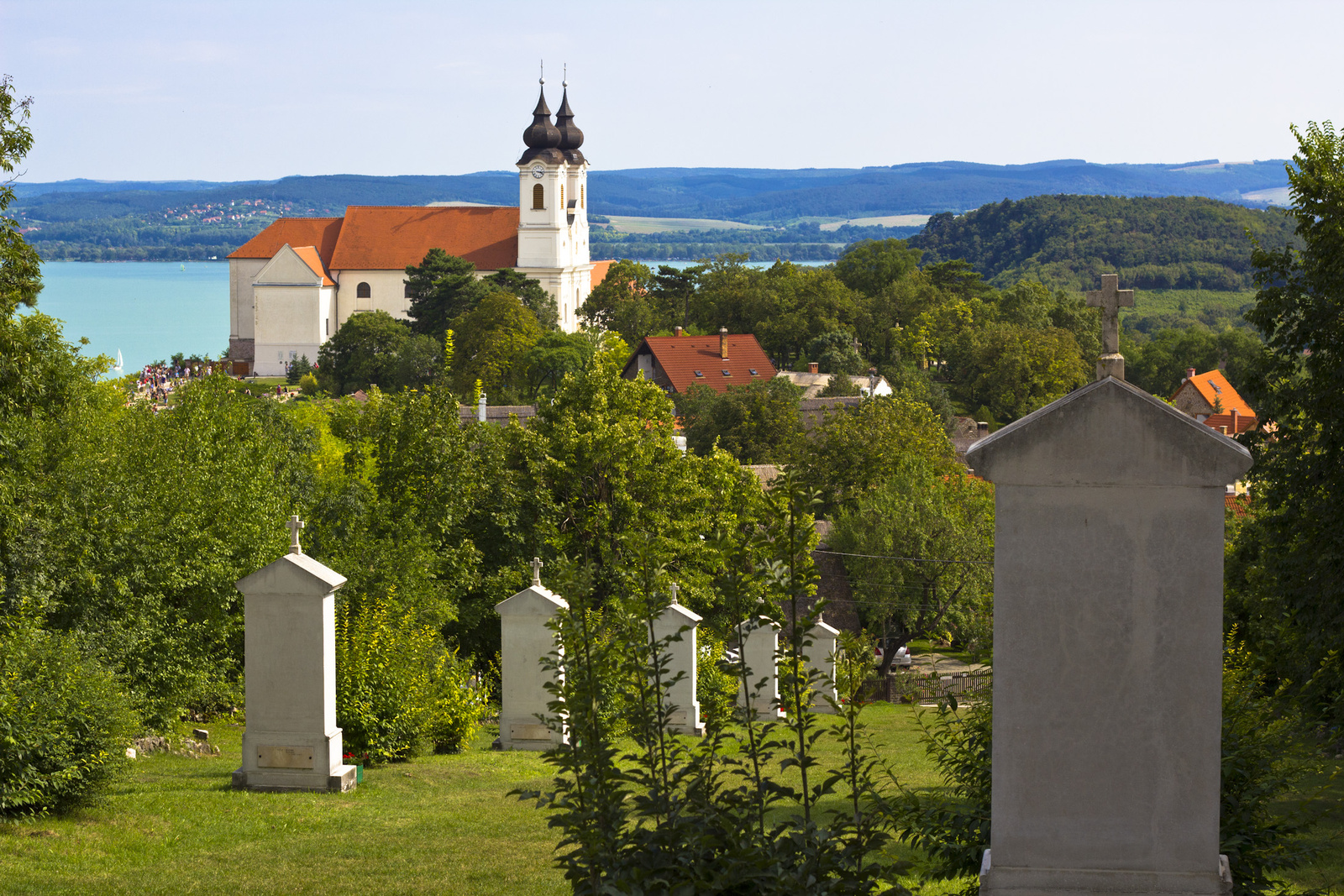
A Tihanyi apátság és a kálvária, háttérben a Balatonnal
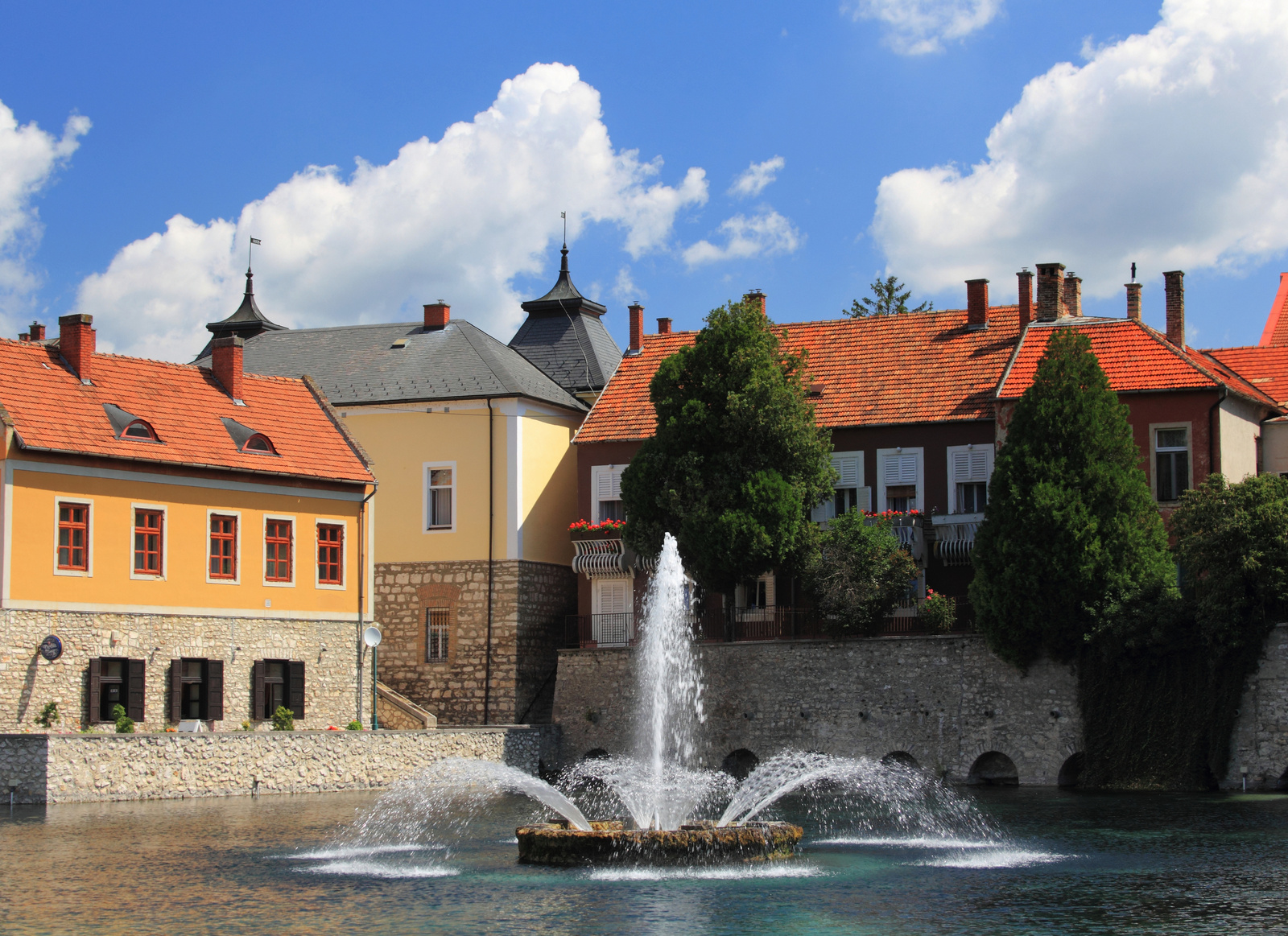
Tapolca városának központjában található Malom-tó és annak szökőkútja
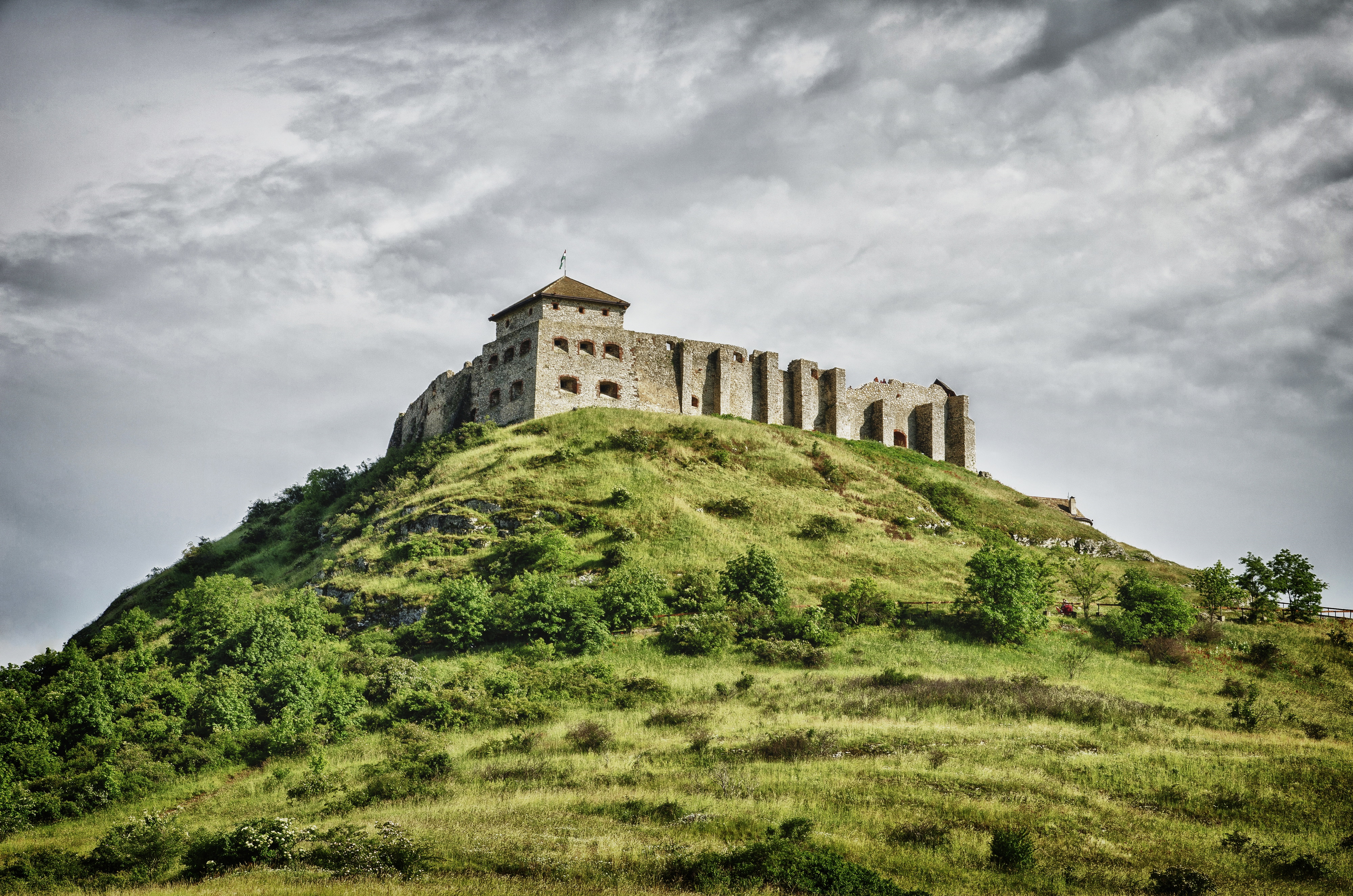
A sümegi vár, ami az egyik legnagyobb és legépebbnek fennmaradt középkori erőd az országban
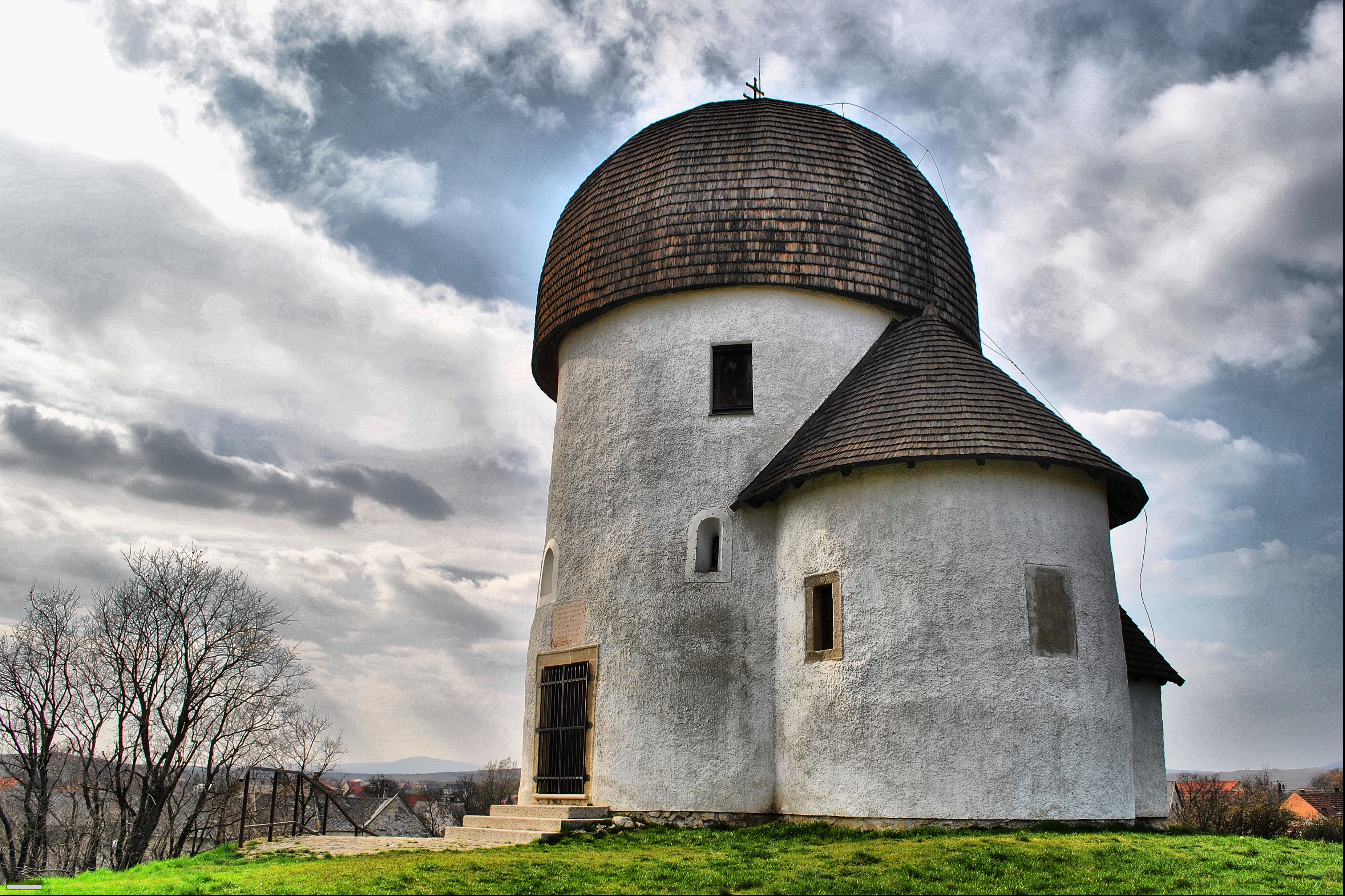
Árpád-kori kerektemplom Öskün
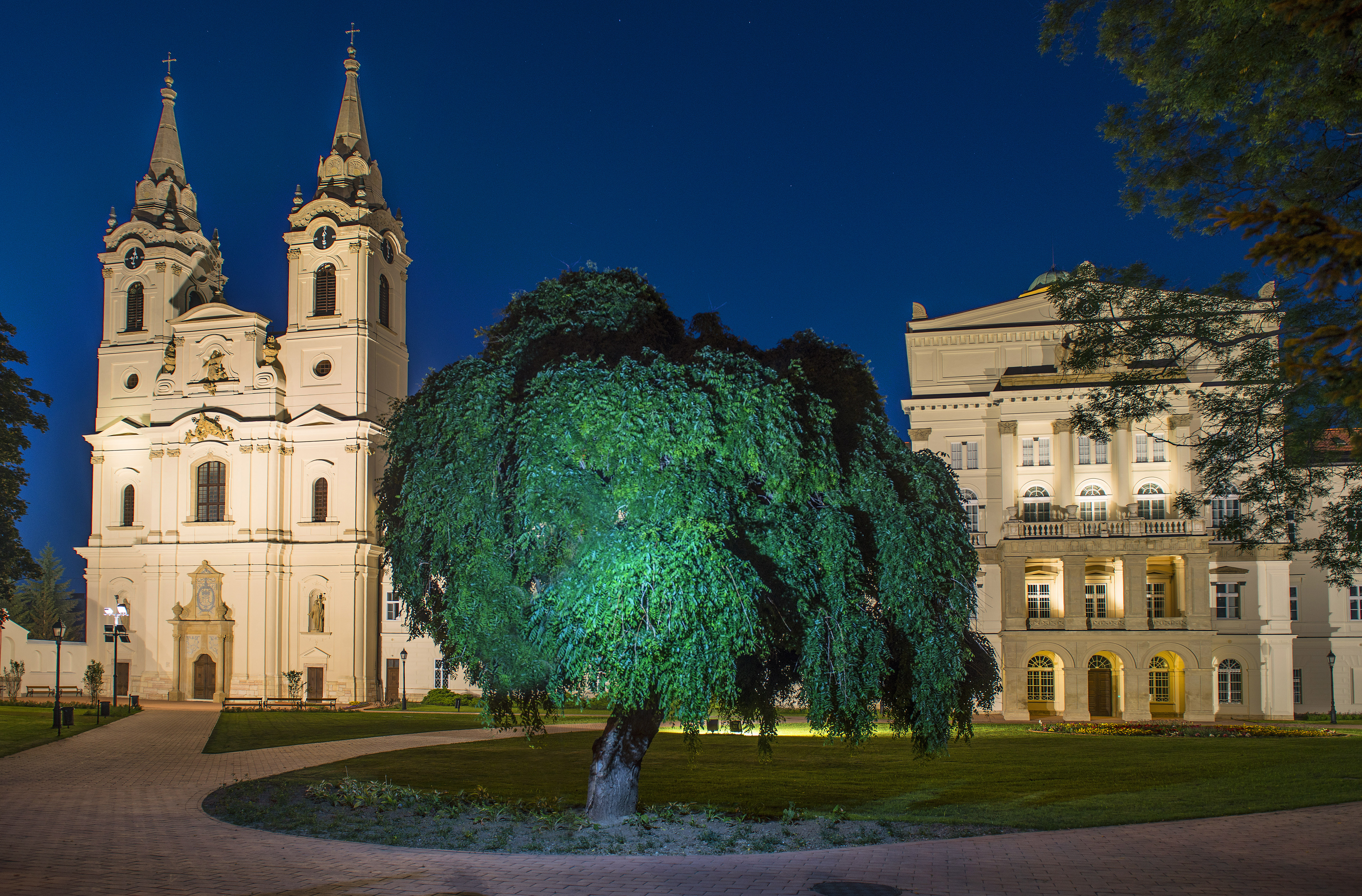
A ciszterci apátság és a Reguly Antal műemlékkönyvtár Zircen
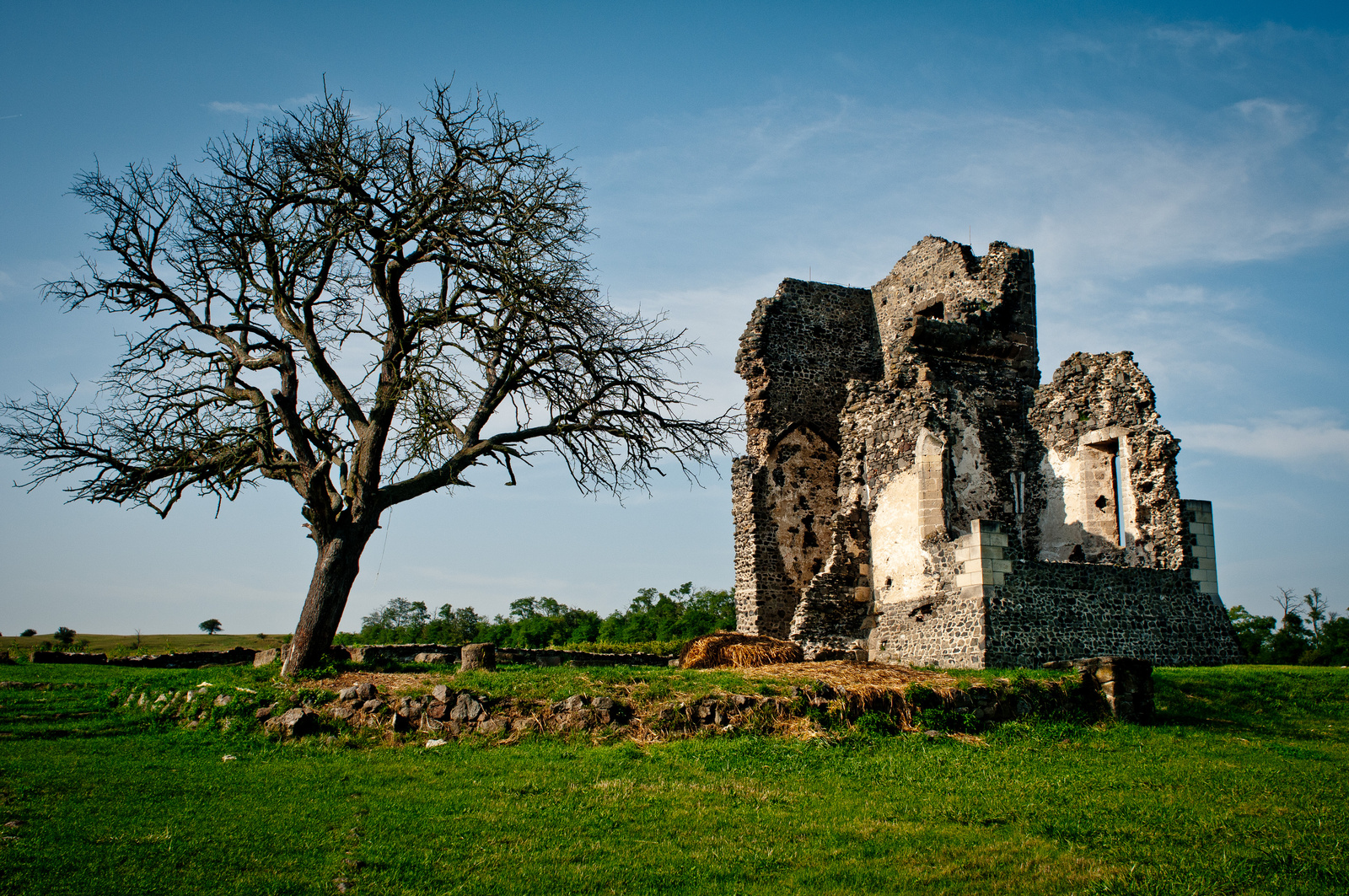
Egy egykori templom középkori romjai Taliándörögd községnél
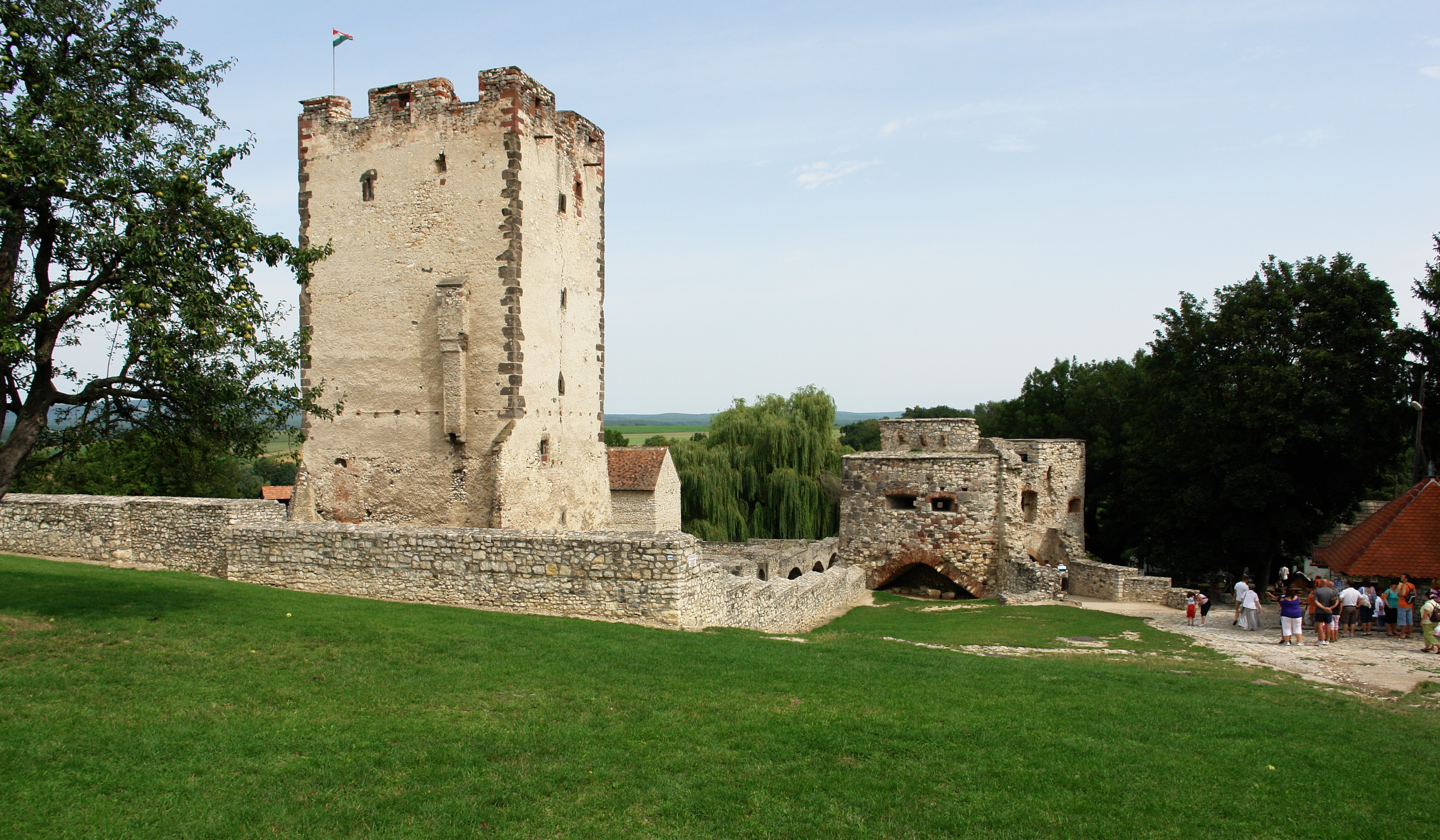
A Kinizsi-vár maradványai Nagyvázsonyban

## Települései
A megyére aprófalvas településszerkezet jellemző, a települések közel felének népessége nem éri el az 500 főt. A megye legkevesebb lakosú települése, Megyer egyben a régió legkisebb népességű települése is. A népesség 60 százaléka városban él.

### Városok
(Népesség szerinti sorrendben, a Központi Statisztikai Hivatal adatai alapján)
| Sorsz. | Település      | Lakónépesség                  | Járás               |
| ------ | -------------- | ----------------------------- | ------------------- |
| 1.     | Veszprém       | 56 029 fő (2024. jan. 1.) +/- | Veszprémi járás     |
| 2.     | Pápa           | 28 549 fő (2024. jan. 1.) +/- | Pápai járás         |
| 3.     | Ajka           | 26 408 fő (2024. jan. 1.) +/- | Ajkai járás         |
| 4.     | Várpalota      | 19 395 fő (2024. jan. 1.) +/- | Várpalotai járás    |
| 5.     | Tapolca        | 14 006 fő (2024. jan. 1.) +/- | Tapolcai járás      |
| 6.     | Balatonfüred   | 12 925 fő (2024. jan. 1.) +/- | Balatonfüredi járás |
| 7.     | Balatonalmádi  | 10 000 fő (2024. jan. 1.) +/- | Balatonalmádi járás |
| 8.     | Zirc           | 6417 fő (2024. jan. 1.) +/-   | Zirci járás         |
| 9.     | Sümeg          | 5791 fő (2024. jan. 1.) +/-   | Sümegi járás        |
| 10.    | Berhida        | 5747 fő (2024. jan. 1.) +/-   | Várpalotai járás    |
| 11.    | Balatonfűzfő   | 4537 fő (2024. jan. 1.) +/-   | Balatonalmádi járás |
| 12.    | Devecser       | 4149 fő (2024. jan. 1.) +/-   | Devecseri járás     |
| 13.    | Herend         | 3409 fő (2024. jan. 1.) +/-   | Veszprémi járás     |
| 14.    | Balatonkenese  | 2559 fő (2024. jan. 1.) +/-   | Balatonalmádi járás |
| 15.    | Badacsonytomaj | 2149 fő (2024. jan. 1.) +/-   | Tapolcai járás      |

### Községek, nagyközségek
| - Adásztevel - Adorjánháza - Alsóörs - Apácatorna - Aszófő - Ábrahámhegy - Badacsonytördemic - Bakonybél - Bakonyjákó - Bakonykoppány - Bakonynána - Bakonyoszlop - Bakonypölöske - Bakonyság - Bakonyszentiván - Bakonyszentkirály - Bakonyszücs - Bakonytamási - Balatonakali - Balatonakarattya - Balatoncsicsó - Balatonederics - Balatonfőkajár - Balatonhenye - Balatonrendes - Balatonszepezd - Balatonszőlős - Balatonudvari - Barnag - Bazsi - Bánd - Béb - Békás - Bodorfa | - Borszörcsök - Borzavár - Csabrendek - Csajág - Csehbánya - Csesznek - Csetény - Csopak - Csót - Csögle - Dabronc - Dabrony - Dáka - Doba - Döbrönte - Dörgicse - Dudar - Egeralja - Egyházaskesző - Eplény - Farkasgyepű - Felsőörs - Ganna - Gecse - Gic - Gógánfa - Gyepükaján - Gyulakeszi - Hajmáskér - Halimba - Hárskút (Magyarország) - Hegyesd - Hegymagas - Hetyefő | - Hidegkút - Homokbödöge - Hosztót - Iszkáz - Jásd - Kamond - Kapolcs - Karakószörcsök - Káptalanfa - Káptalantóti - Kemeneshőgyész - Kemenesszentpéter - Kerta - Kékkút - Királyszentistván - Kisapáti - Kisberzseny - Kiscsősz - Kislőd - Kispirit - Kisszőlős - Kolontár - Köveskál - Kővágóörs - Kup - Külsővat - Küngös - Lesencefalu - Lesenceistvánd - Lesencetomaj - Litér - Lovas - Lovászpatona - Lókút | - Magyargencs - Magyarpolány - Malomsok - Marcalgergelyi - Marcaltő - Márkó - Megyer - Mencshely - Mezőlak - Mihályháza - Mindszentkálla - Monostorapáti - Monoszló - Nagyacsád - Nagyalásony - Nagydém - Nagyesztergár - Nagygyimót - Nagypirit - Nagytevel - Nagyvázsony - Nemesgörzsöny - Nemesgulács - Nemeshany - Nemesszalók - Nemesvita - Nemesvámos - Németbánya - Noszlop - Nóráp - Nyárád - Nyirád - Olaszfalu - Oroszi | - Óbudavár - Öcs - Örvényes - Öskü - Ősi - Paloznak - Papkeszi - Pápadereske - Pápakovácsi - Pápasalamon - Pápateszér - Pécsely - Pénzesgyőr - Pétfürdő - Porva - Pula - Pusztamiske - Raposka - Révfülöp - Rigács - Salföld - Sáska - Somlójenő - Somlószőlős - Somlóvásárhely - Somlóvecse - Sóly - Sümegprága - Szápár - Szentantalfa - Szentbékkálla - Szentgál - Szentimrefalva | - Szentjakabfa - Szentkirályszabadja - Szigliget - Szőc - Tagyon - Takácsi - Taliándörögd - Tés - Tihany - Tótvázsony - Tüskevár - Ugod - Ukk - Uzsa - Úrkút - Vanyola - Vaszar - Várkesző - Városlőd - Vászoly - Veszprémfajsz - Veszprémgalsa - Vid - Vigántpetend - Vilonya - Vinár - Vöröstó - Zalaerdőd - Zalagyömörő - Zalahaláp - Zalameggyes - Zalaszegvár - Zánka |